# Rezeptionen, Positionen und Reaktionen zur uigurischen Frage
Die Rezeptionen, Positionen und Reaktionen zur uigurischen Frage fassen zusammen, wie verschiedene staatliche, überstaatliche oder sonstige international wirksam agierende Akteure die Situation der ethnischen und religiösen Minderheit der Uiguren in China wahrnehmen und beurteilen, dazu Stellung beziehen oder darauf mit Handlungen antworten, insbesondere mit Hinblick auf die Verfolgung und Umerziehung der Uiguren in China seit 2014, bei der es unter Xi Jinping zu einem verschärften Vorgehen des chinesischen Staates gegen Uiguren und andere turkstämmige und vorwiegend muslimische Minderheiten in Xinjiang gekommen ist.

## China

### Offizielle Darstellung und Haltung der VR China
Die Volksrepublik China sieht die uigurische Volksgruppe als eine der 56 offiziellen „Nationalitäten“ (minzu) ihres Staatsgebiets an. Sie stellt die Uiguren aus der Perspektive der größeren Gesamtbevölkerung des chinesischen Staates in der Regel als „Minderheitsnationalität“ (shaoshu minzu) dar, womit der Umstand verdeckt wird, dass die meisten Uiguren in Gebieten mit einer uigurischen Mehrheit leben. Obwohl die VR China bereits früh Ressourcen für die Klassifizierung ethnischer Gruppen und Formalisierung ihrer Sprachen verwendete, kam es erst in der Reformära in den späten 1970er und frühen 1980er Jahren zu einer gründlichen Erforschung der Geschichte und Kultur der Uiguren durch die Chinesen.
Während des Jahrzehnts vor den Anschlägen am 11. September 2001 befand sich der chinesische Staat in zunehmender Sorge über die Loyalität seiner uigurischen Bevölkerung, insbesondere aufgrund des Zerfalls der Sowjetunion, der entlang nationaler Bruchlinien erfolgt war. Während China Uiguren und Tibeter verdächtigte, eine separatistische Bedrohung darzustellen, die zu einem Zerfall Chinas nach Vorbild der Sowjetunion führen könne, geriet es unter Druck vonseiten der USA und Europas, die die Behandlung dieser Uiguren und Tibeter durch China kritisierten.
In der ausufernden Islamophobie, die auf die Ausrufung des Kriegs gegen den Terror durch die USA folgte, erkannte die chinesische Regierung schließlich die Gelegenheit, die internationale Wahrnehmung ihrer Behandlung von Uiguren zu ändern, indem sie die von China empfundene Bedrohung durch uigurischen „Separatismus“ als internationale „terroristische Bedrohung“ umdeklarierte. Die repressive Politik Chinas gegenüber den Uiguren sollte auf diese Weise als Teil des nun international unterstützten Angriffs auf islamische Terroristen legitimiert und internationale Kritik daran entkräftet werden. Fast unmittelbar nachdem die USA ihren neuen Schwerpunkt auf Terrorismusbekämpfung erklärt hatten, begann China deshalb damit, sowohl bei den UN als auch auf bilateraler Ebene mit den USA und Europa über Lobbyarbeit zu erwirken, dass die Uiguren zu den Bevölkerungen gezählt werden, die mit der internationalen terroristischen Bedrohung verbunden sind. Die Versuche der chinesischen Regierung und der US-Regierung unter George W. Bush, den uigurischen Separatismus nach den Terroranschlägen am 11. September 2001 mit fundamentalistischen Zweigen des Islams und Terrorismus in Verbindung zu stellen, blieben jedoch unbewiesene Anschuldigungen. In Bezug auf die Aktivitäten uigurischer Widerständler fehlen faktisch verlässliche Informationen über die Vorgänge und werden von offizieller chinesischer Seite auch teilweise als Staatsgeheimnisse behandelt. Zwar konnten die Aufstände der Uiguren teilweise als terroristische Akte bezeichnet werden, doch waren sie laut dem Direktor des Forschungsinstitutes der Deutschen Gesellschaft für Auswärtige Politik (DGAP), Eberhard Sandschneider, in ihrer Zielsetzung nicht dem islamistischen Terrorismus zuzuordnen.
Dennoch gelang es der chinesischen Regierung seit den gegen die USA gerichteten Terroranschlägen vom 11. September 2001 dank des internationalen Phänomens islamistischen Terrors in geschickter Weise, die Autonomiebewegung der mehrheitlich muslimischen Uiguren in die extremistische Nähe des internationalen Terrorismus von al-Qaida zu rücken. Heute fördert der chinesische Staat laut dem Historiker und Xinjiang-Experten Rian Thum die Islamophobie, indem er gewöhnliche muslimische Traditionen als Manifestation von religiösem „Extremismus“ bezeichnet.
Thum zufolge spielt die Islamophobie eine wichtige Rolle im Verhältnis Chinas zu den Uiguren. Die Islamophobie sei zum Teil in China selbst beheimatet, sei zum anderen Teil aber auch aus islamfeindlichen Diskursen im Zusammenhang mit dem von der US-Regierung geförderten „Krieg gegen den Terror“ übernommen worden. Dieses islamfeindliche Element lasse China auf die Uiguren anders reagieren als auf die Tibeter.
Seit Ende 2012 und dramatisch forciert unter Xi Jinping kam es zu einer Verschiebung der politischen Linie und die chinesische Staatspropaganda machte fortan zunehmend ethnischen Nationalismus und Stolz auf die Errungenschaften der Han-Chinesen zum Motiv. Von den härtesten Maßnahmen des Staates waren seitdem ethnische Nicht-Han-Gruppen wie die Uiguren betroffen oder auch vom Staat als Verräter ihrer ethnischen Han-Zugehörigkeit dargestellte Oppositionelle wie im Fall der Hong Kong National Party. Obwohl Xinjiang über eine lange Geschichte sowohl der Opposition indigener Bevölkerungsgruppen gegen die chinesische Herrschaft, als auch der staatlich-chinesischen Bemühungen zur Unterdrückung dieser Opposition durch Einschränkung ihrer Mobilität, Redefreiheit und kulturellen Ausdrucksformen verfügt, sind die Maßnahmen, die von den chinesischen Behörden unter der Führung Xi Jinpings und insbesondere seit 2016 ergriffen wurden, um die Uiguren und andere ethnische Minderheiten Xinjiangs in die ethnische Kultur der Han-Chinesen zu assimilieren, beispiellos. Dabei wurde auch das zuletzt in den 1950er und 1960er Jahren als bevorzugtes Mittel der gesellschaftlichen Kontrolle verwendete Instrument der Umerziehungslager wieder in großem Maße vom chinesischen Staat eingesetzt.
Zur Verteidigung ihrer Kerninteressen, zu denen innere Angelegenheiten und hierbei insbesondere Menschenrechtsfragen in Bezug auf Tibet oder Xinjiang gehören, schließt die VR China gleichzeitig auch strategische Allianzen und nutzt UN-Organisationen wie den UN-Menschenrechtsrat für die Verbreitung ihres eigenen Standpunkts.

Plakat (Bildmitte) im Eingangsbereichs eines Supermarktes im Stadtzentrum Kaxgars, das die 56 ethnischen Minderheiten Chinas zeigen soll. Es ruft mit einem Slogan in chinesischer und uigurischer Sprache dazu auf, sich an die Einheit aller ethnischen Gruppen zu halten und nach gemeinsamem Wohlstand und gemeinsamer Entwicklung zu streben (2018)

Seit 2018 kam es hinsichtlich der Unterdrückung der uigurischen Bevölkerung Xinjiangs zu ernsthaften Vorwürfen gegenüber der VR China. Im Laufe der Zeit bildete sich eine Verhärtung der Positionen zur Lage in Xinjiang zwischen China und der chinesischen Politik kritisch gegenüberstehenden Akteuren heraus, die als Auseinandersetzung um die mediale Deutungshoheit aufgefasst werden kann. Nachdem eine Studie von Adrian Zenz über Zwangsarbeit von Uiguren auf Baumwollfeldern publiziert wurde, kam es zwischen Dezember 2002 und März 2021 zu verschärften westlichen Sanktionen und zu Gegensanktionen Chinas gegen westliche Unternehmen und Personen.
Im Jahr 2021 hatte China laut Björn Alpermann (Universität Würzburg) die Propagandatätigkeit im Rahmen seiner Medienstrategie stark ausgeweitet. Die medialen Botschaften der chinesischen Führung wurden beispielsweise in afrikanischen und lateinamerikanischen Staaten gezielt und strategisch eingesetzt. Um Berichten und Studien über die massive religiöse und kulturelle Repression der ethnischen Minoritäten in Xinjiang ein eigenes Narrativ entgegenzusetzen, verwendete die chinesische Propaganda unter anderem modernes Storytelling wie in dem die Lage der Uiguren behandelnden Scheindokumentarfilm „Beyond the Mountains“. Um die westliche Berichterstattung zur chinesischen Xinjiang-Politik unglaubwürdig erscheinen zu lassen, berief sich die chinesische Führung zudem gezielt auf Kommentatoren mit möglichst ausländischem Erscheinungsbild als „Experten“ aus dem Ausland, die die Berichte über die repressive Politik gegenüber den Uiguren in Zweifel zogen. Ausländische, meist junge und in China lebende Vlogger reisten nach Xinjiang, um mit ihren Videos, die sie entweder mit Smartphone-Kameras filmten oder professionell aufbereitet wurden, Vorwürfe zu entkräften, dass der chinesische Staat an Uiguren und anderen ethnischen Minoritäten schwere Menschenrechtsverbrechen verübt. Sie arbeiteten dabei entweder als freie Mitarbeiter der staatlichen KPCh-Medien oder stellten sich als unabhängig vor. Die größte englischsprachige Tageszeitung Chinas, China Daily, gründete für diesen Zweck im Jahr 2021 eine nach Edgar Snow benannte Redaktion, um es Ausländern eine Plattform für KPCh-nahe Belange zu bieten. Auch der parteistaatliche TV-Sender CGTN richtete ein Programm ein, um potenzielle oder etablierte Influencer für die Mitarbeit zu gewinnen und zu fördern. Auch die in der VR China nicht zugänglichen sozialen Medien Youtube, Twitter und Facebook wurden vom chinesischen Staat regelmäßig für die Verbreitung der parteistaatlichen Botschaften genutzt. Auf YouTube stieg die Anzahl von Videos, die Chinas Lesart verbreiteten, deutlich an. Wenige Tage, nachdem der damalige US-Außenminister Pompeo am 19. Januar 2021 das Vorgehen Chinas in Xinjiang als Genozid an den Uiguren bezeichnet hatte, startete China eine Propaganda-Kampagne mit Videoclips, die beispielsweise Pompeo kritisierten oder die Existenz von Zwangsarbeit in der Baumwollindustrie Xinjiangs bestritten. Die Videoclips wurden zunächst auf der zur staatlichen People’s Daily gehörenden App Pomegranate Cloud verbreitet und gelangten dann von dort in vielen Fällen auf andere chinesische Plattformen und schließlich auf globale soziale Medien wie Twitter und YouTube. Einer Analyse zufolge, bei der die New York Times und die Journalistenorganisation ProPublica über 3000 verschiedene, zwischen dem 23. Januar und Ende Mai 2021 auf Twitter, YouTube und Pomegranate Cloud veröffentlichte, Kampagnenvideos untersucht hatten, folgten die Videos, bei der sich jeweils eine Person in chinesischer oder uigurischer Sprache als Bewohner Xinjiangs vorstellt und die Vorwürfe von Menschenrechtsverbrechen in Xinjiang als haltlos darstellt, in weiten Teilen einem ähnlichen Muster und waren Teil einer von der chinesischen Regierung orchestrierten Beeinflussungs-Kampagne. Während die chinesische Führung unabhängige Untersuchungen der Berichte zur Repression der Uiguren weiterhin ablehnte, lud sie bestimmte ausländische YouTuber zum Besuch nach Xinjiang ein, wo sie lediglich ausgewählte Orte besichtigen konnten. Ausländische YouTube-Blogger berichteten nach ihrer Reise nach Xinjiang, dort keine Spuren von Lagern, Unterdrückung oder Diskriminierung beobachtet zu haben. Zwar wirkte das chinesische Narrativ laut Björn Alpermann aus europäischer Sicht „plump“, doch fand die chinesische Darstellung teilweise auch im Westen Zustimmung, wie etwa bei Menschen mit tiefem Misstrauen gegenüber den USA oder mit Affinität zu Verschwörungstheorien.
Laut einer 2022 veröffentlichten Analyse der australischen Denkfabrik Australian Strategic Policy Institute (ASPI) setzen professionelle Influencer-Agenturen und der chinesische Parteistaat selbst junge Chinesen, auch Uigurinnen, für die chinesische Propaganda ein, die als Influencer in sozialen Medien wie YouTube Berichte aus westlichen Staaten über Menschenrechtsverletzungen in Xinjiang angreifen, zumeist eingebettet in Lifestyle-Beiträgen, die oft typische Lesarten der chinesischen Propaganda enthalten wie das Bestehen einer Harmonie zwischen verschiedenen Ethnien Xinjiangs oder die unumstössliche Loyalität der Bevölkerung zur Partei. Die Videos wurden der ASPI-Analyse zufolge von chinesischen Diplomaten und Sprechern des Außenministeriums über Medien wie Twitter verbreitet und wohl vorwiegend von der chinesischen Diaspora angeschaut. Chinesischen Kommunikationswissenschaftlern zufolge könnte die Wirksamkeit der Auslandspropaganda effektiver sein als jene des staatlichen CGTN und nur noch von den Videos ausländischer Influencern übertroffen werden, die ebenfalls vom Parteistaat gefördert werden. Der chinesische Auslandspropaganda kommt bei dieser Form der Propaganda zugute, dass auch westliche Medienplattformen wie YouTube die vom chinesischen Staat geförderten Influencerinnen nicht kennzeichnet, sondern teilweise als authentische Kreativdienstleister und damit als unabhängig verifiziert.
Nachdem ab Ende 2020 und Anfang 2021 die US-Regierung sowie das kanadische und niederländische Parlament das Vorgehen des chinesischen Staates gegen die Uiguren als Genozid einordneten, die USA ein Importverbot für Baumwoll- und Tomatenerzeugnisse aus Xinjiang einführten und die USA, Großbritannien, Kanada und die EU einige Wochen später im März 2021 über ehemalige und amtierende chinesische Funktionäre miteinander koordinierte Sanktionen aufgrund mutmaßlicher Menschenrechtsverstöße in Xinjiang verhängten, widersprach die Regionalregierung Xinjiangs den Vorwürfen von Genozid und gegen Uiguren und andere turkstämmige Muslime gerichteten Menschenrechtsverletzungen, beschrieb sie „als die größten falschen Anschuldigungen in der Geschichte der Menschheit“ und warf den westlichen Staaten vor, sie seien „scharf auf politische Manipulationen und süchtig nach Sanktionstricks auf hysterischem Niveau“. Die EU, die USA, Großbritannien und Kanada hätten „sich bei politischen Manipulationen zusammengeschlossen, indem sie sich Xinjiang-bezogener Themen bedient“ hätten. Ihr Ziel sei es, „Xinjiang und China zu destabilisieren“, indem sie die „Menschenrechte als Vorwand“ benutzten. Auch beschuldigte China die Five Eyes genannte Nachrichtendienst-Allianz von den USA, Australien, Kanada, Neuseeland und Großbritannien, sich gegen China zu verbünden, indem sie Stellungnahmen zur Lage in Hongkong und zur Behandlung von ethnischen Uiguren in Xinjiang herausgegeben habe.

### Sonderverwaltungszone Hongkong
In Hongkong kam es am 22. Dezember 2019, während der zu diesem Zeitpunkt bereits über ein halbes Jahr andauernden Massenproteste in der Sonderverwaltungszone, zu einer Solidaritätskundgebung der Pro-Demokratie-Bewegung Hongkongs für die ethnischen Uiguren in China und gegen ihre Unterdrückung als Minderheit. Viele der Protestteilnehmer trugen die als Flagge der uigurischen Separatisten in Xinjiang bekannte „Ostturkestanflagge“ oder blaue Gesichtsmasken mit Darstellungen der „Ostturkestanflagge“. Zwar waren zu diesem Zeitpunkt pro-uigurische Gesänge und Flaggen auf den Protestmärschen Hongkongs bereits alltäglich geworden, doch handelte es sich um die erste Kundgebung, die speziell der Unterstützung der Uiguren gewidmet war. Die zum Schutz ihrer Identität maskierte Menge demonstrierte mit Slogans wie „Free Uyghur, Free Hong Kong“ und „Fake ‘autonomy’ in China results in genocide“.

### Taiwan

#### Internationaler Status der „Republik China“

Landkarte der „offiziellen“ Grenzen der Republik China (Taiwan) einschließlich Festlandchina, Mongolei, Tuwa und dem Kachin-Staat. Die Karte zeigt die historischen Maximalansprüche für eine imaginäre „vereinigte Republik China“, wie sie zum Teil in den 1930er bis 1950er Jahren kursierten. Reale Gebietsforderungen und -ansprüche beispielsweise gegenüber der Mongolei, Tadschikistan, Russland, Myanmar, Indien etc. werden seitens der Republik China nicht mehr erhoben.

Das sich offiziell Republik China nennende Taiwan versteht sich selbst als unabhängiger Staat, verfügt über eine demokratisch legitimierte Regierung und unterhält vielfältige Wirtschaftsbeziehungen mit Europa und den USA. International wird Taiwan von den meisten Staaten (etwa von Deutschland) nicht als souveräner Staat anerkannt und ist kein UN-Mitglied, sondern wird vom UN-Mitglied VR China im Rahmen seiner Ein-China-Politik (wie auch die Sonderverwaltungszonen Hongkong und Macau) für sich beansprucht. Die Republik China wird insbesondere von den USA unterstützt und mit Waffen beliefert. Auch für die Unterstützung der deutschen Bundesregierung hat sich die Präsidentin der Republik China, Tsai Ing-wen, bedankt. Eine Entsendung deutscher Regierungsvertreter nach Taiwan findet nicht statt, wohl aber diplomatisch niederrangige Visiten von deutschen Bundestagsdelegationen, wie der Besuch einer Gruppe von Bundestagsabgeordneten des Menschenrechtsausschusses im Oktober 2022, der von der VR China als „Interaktion mit den separatistischen Unabhängigkeitskräften Taiwans“ verurteilt wurde.

#### Haltung von Regierung und Bevölkerung Taiwans
Westlichen Medienangaben zufolge lehnt die Mehrheit der Bevölkerung Taiwans einen Anschluss an die VR China ab und strebt die Beibehaltung der politischen Eigenständigkeit und demokratischen Freiheitsrechte Taiwans an.
Der Sprecher der Demokratischen Fortschrittspartei (DFP), Wen Lii, zugleich ein Analyst für regionale Sicherheitsfragen und Angelegenheiten Südostasiens, schrieb im Mai 2019 in The Diplomat, Diskussionen und Medienberichte über die Masseninternierungseinrichtungen für Uiguren in Xinjiang und ihrer Behandlung während der humanitären Krise durch den eigenen Staat seien in Taiwan als Hinweis darauf verstanden worden, dass auch Taiwan ein ähnliches Schicksal bevorstehen würde, wenn es unter die faktische Herrschaft der VR China geriete. Die Unterdrückung von Muslimen, Christen und tibetischen Buddhisten durch die chinesische Regierung sei im März 2019 in Taipeh während eines zusammen von der Taiwan Foundation for Democracy und dem American Institute in Taiwan (von Lii als „de-facto-Botschaft der USA“ bezeichnet) regionalen Forums in den öffentlichen Fokus gebracht worden. Im Anschluss an das Forum habe die regierende DFP in den sozialen Medien ein Video mit dem Titel „Support Uyghurs, Protect Taiwan“ veröffentlicht, in dem mehrere uigurischen Aktivisten, die Taiwan besuchen, zu Wort kommen, darunter Nury Turkel (Uyghur Human Rights Project), Rushan Abbas (Campaign for Uyghurs), Enver Tohti Bugha (U.K. Uyghur Association) und Ilham Mahmut (Japan Uyghur Association). Die DFP habe das Vorgehen Chinas durch seine „Konzentrationslager“ als Verstoß gegen universelle Menschenrechtswerte verurteilt und zur Unterstützung der uigurischen Gemeinschaft in Taiwan als parteiübergreifendes Anliegen aufgerufen, so etwa durch DFP-Generalsekretär Luo Wen-jia. Die Menschenrechtslage in Xinjiang habe auch in den traditionellen Medien (beispielsweise in Talkshows) und in sozialen Medien (beispielsweise durch prominente Vlogger) Taiwans öffentliche Aufmerksamkeit erlangt.
Im April 2021 berichtete der in den USA ansässige und von der US-Regierung finanzierter Radiosender Radio Free Asia (RFA) von der Gründung einer uigurisch-taiwanesischen Freundschaftsgruppe (台湾国会维吾尔连线).
Am 27. Dezember 2022 beschloss das taiwanische Parlament als erstes Parlament Asiens, die Verfolgung der Uiguren durch die VR China als Genozid zu bezeichnen.

### Einzelstimmen aus China

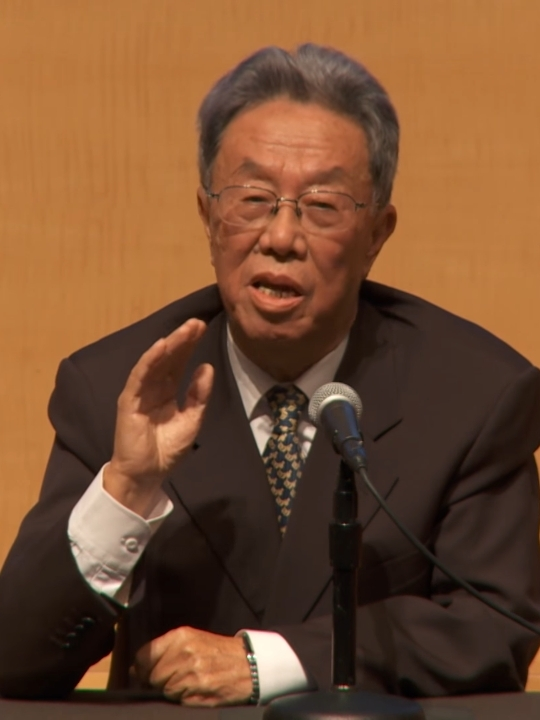
Wang Meng (2016)

Der bekannte chinesische Schriftsteller Wang Meng, der von 1963 bis 1978 zur Flucht vor der Kulturrevolution in Xinjiang gelebt hatte, dabei die uigurische Sprache erlernt hatte und von 1986 bis 1989 Kulturminister der VR China gewesen war, protestierte 2016 entschieden gegen die kollektive Bestrafung der gesamten uigurischen Bevölkerung durch die chinesische Regierung. Wang, der auch nach seiner Zeit in Xinjiang jährlich die Region besuchte, lobte den aus seiner Sicht freundlichen und lediglich moderat-religiösen Charakter der Uiguren. Die große Menge der uigurischen Bevölkerung werde wegen der Taten einiger weniger Radikaler, die an terroristischen Aktivitäten in Syrien oder Tschetschenien teilgenommen hätten, stigmatisiert und verleumdet. Seiner Ansicht nach könnte die einheimische Bevölkerung Xinjiangs jedoch aufgrund der zügigen, aber ungleich verteilten ökonomischen Entwicklung und Modernisierung in gewissem Maße verärgert sein, da sie ihre traditionelle Kultur und ihre Lebensweise schützen wolle. Nach diesen Aussagen, die Wang gegenüber der South China Morning Post 2016 gemacht hatte, verstummte seine Stimme jedoch in der Öffentlichkeit.

## Uigurische Diaspora- und Exilorganisationen
Die uigurische Diaspora unternahm im 21. Jahrhundert große Anstrengungen zur Ausdehnung ihres Einflusses in der westlichen Welt. Im Ausland lebende Führungspersonen der Auslandsuiguren wie Rebiya Kadeer oder Dolkun Isa vollzogen mit der Zeit eine Orientierung an den politischen Standards des Westens und richteten ihre politischen Aktivitäten nach der gewaltfreien Lobbyarbeit der tibetischen Diaspora aus, um auf diese Weise die Unterstützung von ausländischen Positionen und Regierungen zu erlangen. Diese strategische Ausrichtung führte 2004 zur Gründung des Weltkongresses der Uiguren (WUC), der nicht muslimisch-religiös, sondern säkular orientiert ist. Die seit 2006 von der nach Washington geflüchteten Kadeer bekleidete WUC-Präsidentschaft und Vertreterfunktion der Uiguren ist inzwischen auf Dolkun Isa übergegangen. Isa sagte 2022, dass die Uiguren neben den Tibetern zwar die letzte noch nicht im chinesischen Volk aufgegangenen nationale Minderheit darstelle, der Druck zur Aufgabe der eigenen Identität jedoch unter der Präsidentschaft Xi Jinpings seit Mitte des zweiten Jahrzehnts des 21. Jahrhunderts stark gestiegen und in der VR China jeder demokratische Widerstand unmöglich sei:

“Der Assimilationsdruck, den das Regime auf uns ausübt, hat unter Präsident Xi Jinping seit Mitte der 2010er Jahre erheblich zugenommen.”

Laut Isa kommt aufgrund der fehlenden Oppositionsmöglichkeit in China der aktivistischen Betätigung der Auslanduiguren eine wichtige Rolle zu, doch nehme die chinesische Führung auch in China lebende Familienangehörige von Aktivisten in Geiselhaft und die VR China übe Druck auf Staaten aus, die Uiguren Unterstützung zukommen lassen, weshalb sich viele mehrheitlich islamische Staaten nicht zur Unterdrückung der Uiguren äußern würden.

## Sowjetische Darstellung
In der Sowjetunion erhielten die Uiguren den Status als offizielle Nationalität. In der sowjetischen Forschung entstand ein eigener Bereich für Uigurische Studien (uigurovedenie) mit Sitz in der Kasachischen Akademie der Wissenschaften, der auf die Formalisierung und Glorifizierung von Sprache, Kultur und Geschichte der Uiguren abzielte und die Annahme vertrat, dass der uigurische nationale Mythos der direkten Abstammung von den alten Uiguren zutreffend sei.

## Westliche Rezeption
Selbst die Informationsgesellschaft der westlichen Welt stellt die politischen Verhältnisse der Uiguren und ihre historischen Bedingungen in aller Regel nur verzerrt dar, während nur wenige spezialisierte Experten über tiefer gehende Kenntnisse von der Geschichte und Kultur Xinjiangs verfügen.
Grund dafür ist die viele Jahrzehnte lange und weitgehende Abriegelung der Region Xinjiang von der Außenwelt, die sich erst in den 1980er Jahren zaghaft zu lockern begann. Zwar war die Beschäftigung mit Xinjiang im späten 19. und frühen 20. Jahrhundert so in Mode gewesen, dass die als Chinesisch-Zentralasien, Chinesisch-Turkestan oder Ostturkestan bekannte Region in der westlichen Presse in breiten Bevölkerungsschichten eine Anhängerschaft hatte. Als aber die Unruhen der 1930er Jahre in Verbindung mit den Republikanern und Mao Zedong die Region für Außenstehende praktisch unzugänglich machten, entrückte die Beschäftigung mit Xinjiang im Westen aus dem öffentlichen Interesse, das zuvor stets mit orientalistischen Reisephantasien und imperialen Wünschen verbunden gewesen war und die Anwesenheit von westlichen Gelehrten vor Ort erfordert hatte.
Als sich China in den 1980er Jahren wieder öffnete, gab es nur noch wenige Wissenschaftler mit ausreichendem Fachwissen, um neue Generationen von Xinjiang-Spezialisten auszubilden. Weder die sowjetische noch die chinesische Forschung über die Uiguren fand weitgehende Berücksichtigung durch englischsprachige Wissenschaftler, im Falle der chinesischen zum Teil aufgrund von Sprachbarrieren und im Falle der sowjetischen infolge von Verflechtungen der Wissenschaft mit politischen Imperativen. So sind bis in die 1990er Jahre nur wenige Studien über die Region veröffentlicht worden. Kein oder kaum ein anderer Bereich sich mit China beschäftigender Wissenschaft brauchte länger, um sich von den bis Mitte des 20. Jahrhunderts bestehenden Zugangsbeschränkungen zu erholen als die Studien zur Region Xinjiang. Der Wissenszuwachs auf diesem Gebiet verlief langsam und wurde durch mangelnde Kenntnis der vielen Sprachen der Region – insbesondere der Sprache der Uiguren – behindert. Mindestens bis in die 1990er Jahre herrschte zudem unter den Sinologen die Einschätzung vor, dass die geografischen Randgebiete Chinas auch als Randgebiet zur Geschichte und Identität Chinas anzusehen seien.
Zum Ende der 1990er Jahre setzte wieder eine intensivere Beschäftigung der Forschung mit diesem multiethnischen und multikulturellen Raum ein. Allerdings handelte es sich dabei meist um historisch-politische, islamwissenschaftliche oder ethnologischen Studien, die sich in erster Linie an ein Fachpublikum richteten. In den frühen 2000er Jahren, als sich Sprachressourcen anhäuften und der Zugang verbesserte, ließ ein zunehmendes akademisches Interesse am Imperium, an den Grenzgebieten und auf am Thema der Identität die Relevanz von Xinjiang für die Forschung ansteigen. Zur gleichen Zeit wurde für Verlage der Vertrieb von Büchern über Xinjiang wirtschaftlich attraktiv, da es in der Welt nach den Terroranschlägen vom 11. September 2001 zu einer politischen Resonanz in Bezug auf die von China kontrollierte Region mit muslimischer Mehrheit kam. Zwar blieben große Hindernisse für Forschungsarbeiten wie Einreisebeschränkungen für Wissenschaftler nach Xinjiang bestehen, doch konnte in den 2000er Jahren durchschnittlich immerhin pro Jahr eine wissenschaftliche Monographie erscheinen, bis es im Jahr 2016 zu einem abrupten Anstieg auf 5 akademische Monographien neuer Autoren kam.
Obwohl die chinesische Regierung beschlossen hatte, der ethnischen Separatistenbewegung der Uiguren nach dem 11. September 2001 angesichts der neuen globalen Wahrnehmungen eine Rolle im „Krieg gegen den Terrorismus“ zuzuweisen, ist die uigurische Frage in Wirklichkeit sowohl in China als auch in den Nachbarländern ein älteres Phänomen. Die Einordnung der uigurischen Autonomiebewegung in die Nähe des internationalen Terrorismus führte jedoch laut Sandschneider (DGAP) dazu, dass „auch die internationale Gemeinschaft oft über gewaltsame Auseinandersetzungen in Xinjiang hinweggesehen“ habe, da die Meinung vorgeherrscht habe, dass die Bekämpfung des internationalen Terrorismus jede Mittel rechtfertige. In den USA wurden Uiguren unrechtmäßig über Jahre hinweg in Guantanamo Bay inhaftiert, das unter George W. Bush zu einem Gefangenenlager für Terroristen gemacht worden war. Allerdings wurde im Ausland das Argument des internationalen islamistischen Terrors oft kritisch gesehen, da die chinesische Führung in der Regel keine konkrete Belege vorlegen konnte. Aufgrund ihres geringen und kontrollierten Umfangs wurde die uigurisch-muslimische Separatistenbewegung in China beispielsweise für die USA zudem kein Hauptthema.
Im 21. Jahrhundert verlagerte sich der Blick von der Tibetfrage hin nach Xinjiang und zur Uigurenfrage, in Bezug auf separatistische Politik in China und auf die Frage, ob ethnische Unruhen in China eher als Folge repressiver chinesischer Maßnahmen und Menschenrechtsverletzungen anzusehen sind oder einem Anfachen von außen zugeschrieben werden sollen. Bei den Uiguren ist die positive Verbindung mit der Politik dabei aber bei weitem nicht so stark wie bei den Tibetern. Obwohl die Lage in Xinjiang bereits seit den 1990er Jahren ernster geworden war als in Tibet und es als sensibelstes aller Minderheitengebiete Chinas galt, fiel die westliche Berichterstattung über Xinjiang geringer und weniger Sympathie zeigend aus als diejenige über Tibet. Noch im Jahr 2018 blieb die internationale Aufmerksamkeit in Bezug auf die Xinjiang-Frage und die Unterdrückung der uigurischen Bevölkerung durch den chinesischen Staat weiterhin hinter dem bekannter gewordenen Fall Tibets zurück.
Einen Faktor in der Verbindung zwischen Kultur und Politik in Xinjiang bildet die Religion des Islams. Internationale Menschenrechtsorganisationen beschuldigen die chinesischen Behörden zwar regelmäßig der Verfolgung des Islam in Xinjiang. Im Gegensatz zum Buddhismus in Tibet genießt der Islam im Westen jedoch kein gutes Image. Auch nach Durchsickern sensibler chinesischer Regierungsdokumente 2019 und 2020 zu den Überwachungs- und Umerziehungsmethoden des chinesischen Staates gegenüber der uigurischen Minderheit in Xinjiang erhielt der Konflikt zum Beispiel in Deutschland verhältnismäßig wenig Aufmerksamkeit, was die Sinologin Kristin Shi-Kupfer (Leiterin des Forschungsbereichs Politik, Gesellschaft und Medien am Mercator Institute for China Studies) zum Teil darauf zurückführte, dass in der deutschen Bevölkerung ein gewisses Unwohlsein gegenüber Menschen islamischer Religionszugehörigkeit bestehe.
Ein zweiter Faktor wird darin gesehen, dass den Uiguren ein internationaler Fürsprecher fehle, im Gegensatz zu den Tibetern mit ihrer Sympathiefigur des Dalai Lama. Tatsächlich erlangte die WUC-Präsidentin Rebiya Kadeer als Vertretung der uigurischen Diaspora kein dem Dalai Lama annähernd entsprechendes Ansehen, und es blieb bei sehr mäßig erfolgreichen Versuchen, ihrer Rolle einen entsprechend bedeutenden Status zu verleihen, sowohl von Gegnern als auch von Befürwortern.
| Gute Lage Zufriedenstellende Lage Erkennbare Probleme | Schwierige Lage Sehr ernste Lage Lage unbekannt |

2021 Press Freedom Index (Rangliste der Pressefreiheit 2021)

Seit 2018 trug insbesondere Adrian Zenz durch eine Reihe von Studien dazu bei, die Aufmerksamkeit der Medien für das chinesische Vorgehen gegen die Uiguren zu wecken und aufrechtzuerhalten, so dass Zenz einen „überdimensional großen Teil zur Aufdeckung und Thematisierung der Menschenrechtsverstöße in der Region“ Xinjiang beisteuerte. Die den Diskurs zu Chinas Vorgehen in Xinjiang in den liberalen Demokratien dominierenden Forschungsarbeiten wurden auffallend dabei oft von Denkfabriken und anderen Institutionen bestimmt, und zwar von solchen mit konservativer Ausrichtung. Diese Institutionen, darunter beispielsweise die US-amerikanischen Think Tanks Center for Strategic and International Studies (CSIS), Jamestown Foundation oder das Australian Strategic Policy Institute (ASPI), zeichnen sich dadurch aus, dass sie Sicherheitspolitik zum Fokus haben und überdies besondere Nähe zu Rüstungsindustrie und Nachrichtendiensten der USA aufweisen. Die Xinjiang-Recherchen des ASPI wurden teils direkt vom US-amerikanischen Verteidigungsministerium finanziert. Xinjiang wurde zum thematischen Objekt geopolitischer Spannungen, wobei bestimmte politische Kräfte in den USA, deren Motive womöglich vorrangig die strategische Rivalität zwischen den USA und der VR China betrafen und nicht Menschenrechte, die uigurischen Minderheit im Rahmen ihrer Behandlung durch den chinesischen Staat thematisch instrumentalisierten, beispielsweise mit dem Ziel der Rechtfertigung von Sanktionen gegen China.
Obwohl die rigorose Politik Chinas wiederholt international kritisiert wurde, wurden aus Sorge vor einer Belastung der Wirtschaftsbeziehungen bis zum Jahr 2020 zunächst praktisch nie Konsequenzen gezogen. Laut der Menschenrechtsorganisation Human Rights Watch (HRW) kam es auch im Jahr 2020 trotz der laut HRW „brutalsten und tiefgreifendsten Unterdrückung seit Jahrzehnten“ nur selten zu einer öffentlichen Konfrontierung chinesischer Politiker durch westliche Diplomaten. China nutze, systematisch und ohne dabei auf großen Widerspruch aus Europa und den USA zu stoßen, seinen wachsenden wirtschaftlichen Einfluss im Ausland und bei den Vereinten Nationen durch Ausspielen wirtschaftlicher Interessen gegen moralische Werte, um die internationale Durchsetzung von Menschenrechten und Maßnahmen zur Verfolgung von Tätern weltweit zu verhindern. China instrumentalisierte als zweitgrößter individueller Geldgeber der UNO (Stand: 2019) den UN-Menschenrechtsrat seit 2013 wiederholt als Plattform für eigene Propaganda und rechtfertigte dort die Internierung von geschätzt rund einer Million Mitgliedern der uigurischen Minderheit in der Provinz Xinjiang als notwendige Maßnahme, um den islamischen Extremismus zu bekämpfen. Für ausländische Korrespondenten wurde die Arbeit für die Berichterstattung aus China nach einer Periode der vorsichtigen Lockerung in den 2000er Jahren spätestens seit Amtsantritt von Staatsführer Xi Jinping im Jahr 2013 wieder deutlich erschwert. Die VR China bekämpfte stärker als jeder andere als bedeutend eingestufte Staat die – laut Artikel 45 und 52 der chinesischen Verfassung zu garantierende – Meinungs- und Pressefreiheit und belegte auf der Ende April 2021 erschienenen Rangliste der Pressefreiheit von Reporter ohne Grenzen zum wiederholten Male den viertletzten Rang von 180 Staaten. Es kam Medienberichten aus dem Jahr 2021 zufolge zur Überwachung und außerhalb größerer Städte Chinas regelmäßig auch zur Verfolgung ausländischer Journalisten durch Zivilpolizisten der Staatssicherheitsbehörde.
Seit Beginn der COVID-19-Pandemie in Wuhan im Dezember 2019 drang über Monate hinweg keine verlässliche Information mehr aus Xinjiang hinaus. Dies hing zum einen mit der pandemiebedingten Abriegelung aus Quarantäne-Zwecken zusammen. Laut Sean R. Roberts lag aber eine weitere Ursache darin, dass im Frühjahr 2020 die Ausweisung der „besten internationalen Journalisten“, die über den „uigurischen kulturellen Genozid“ für The New York Times, The Wall Street Journal und Washington Post berichtet hatten, durch die VR China erfolgt war, womit die VR China in erster Linie Vergeltung für die Restriktionen für chinesische Journalisten in den USA übten, zugleich aber auch die laufenden Ermittlungen zu Chinas Vorgehen gegen die Uiguren ausbremste. Zudem wandte sich die mediale Aufmerksamkeit vom chinesischen Vorgehen gegen die Uiguren ab und dem Pandemie-Geschehen zu.
Im Jahr 2021 war die Sichtweise westlicher Gesellschaften in Bezug auf die VR China zunehmend kritisch geworden und es stieg die Bereitschaft für den Eintritt in einen „strategischen Wettbewerb“ (Joe Biden) mit China. Es kam in westlichen Staaten und demokratischen Staaten Asiens zu einer übereinstimmenden Politik gemeinsamer Konkurrenz gegenüber einem als autoritär bewerteten chinesischen Staatskapitalismus. In diesem politischen Rahmen wurde die Thematik von Chinas Aufstieg bei sämtlichen bedeutenden Treffen auf die Tagesordnung gesetzt, sowohl bei Treffen der Quad-Staaten (USA, Japan, Indien und Australien), als auch bei solchen der EU und NATO. Zudem existierten Vorhaben, die G7-Gipfeltreffen durch Hinzunahme von Indien, Australien und Südkorea zu „D10“-Gipfeltreffen (im Sinne von: „zehn Demokratien“) auszuweiten. Immer mehr Staaten prüften die Frage, ob sie das Vorgehen Chinas gegenüber den Uiguren als Völkermord einstufen sollten. Eine Einstufung als „Genozid“ erfolgte durch die US-amerikanische Regierung unter Donald Trump (19. Januar 2021) und unter Joe Biden (30. März 2021), sowie durch das kanadische Parlament (22. Februar 2021), das niederländische Parlament (25. Februar 2021) das britische Parlament (22. April 2021), das litauische Parlament (20. Mai 2021) und das tschechische Parlament (10. Juni 2021).
Das australische Parlament stimmte hingegen mehrheitlich gegen eine entsprechende vorgeschlagene Resolution (15. März 2021). Im deutschen Parlament fand im Mai 2021 im Rahmen einer Anhörung eine Beratung darüber statt, ob China wegen seiner Repressionspolitik gegenüber den Uiguren des Genozids beschuldigt werden soll. Entsprechende Debatten wurden auch für Belgien und Italien angekündigt.
Die Menschenrechtslage der Uiguren in Xinjiang wurde 2021 zunehmend zum dominierenden und die internationalen Beziehungen belastenden Thema zwischen China und der westlichen Welt. Die Informationslage zur repressiven Politik Chinas gegenüber den Uiguren hatte entscheidend dazu beigetragen, dass sich die Haltung besonders in demokratisch regierten Ländern deutlich gegenüber der chinesischen Politik verhärtete. In der Ausgangslage war die China-Politik zwischen den EU-Staaten und den einen deutlich härteren politischen Kurs gegen China führenden USA, die das chinesische Vorgehen gegen die Uiguren in Xinjiang schärfer verurteilten, umstritten. Während zwischen den USA und China bereits seit Jahren ein zusätzlicher Handels- und Technologiekonflikt bestand, hatte die EU zunächst noch lange Zeit an einer Politik ökonomischer Kooperation mit China festgehalten. Die beiden deutschen Regierungsparteien hatten Medienberichten zufolge verhindern wollen, dass Deutschland und die EU in einem Konflikt zwischen den USA und China instrumentalisiert werden und die deutsche Bundeskanzlerin Angela Merkel hatte unter anderem aus diesem Grund auf die Verabschiedung des Umfassenden Investitionsabkommens (CAI) zwischen EU und China noch vor Ende des Jahres 2020 gedrängt, das von den USA kritisch gesehen wurde. Neue Erkenntnisse über die Verhältnisse in Xinjiang und der zunehmende Druck der chinesischen Führung auf Hongkong belasteten daraufhin jedoch die Beziehungen zwischen EU und China weiter. Angesichts der Situation der Uiguren begann die EU nun damit, von der politischen Linie der wirtschaftlichen Zusammenarbeit mit China abzurücken. Die Strategie der schrittweisen Verbesserungen durch Kooperation und Dialog geriet unter Kritik. Die Ratifizierung des im Dezember 2020 von den EU und China unter deutscher EU-Ratspräsidentschaft vorangetriebenen und weitgehend ausgehandelten Investitionsabkommens wurde im Zuge der Sanktionsspirale zwischen der EU und China um die Lage der Uiguren Xinjiangs vom Europäischen Parlament in Frage gestellt und schließlich Anfang Mai 2021 vonseiten der EU-Kommission auf unbestimmte Zeit ausgesetzt. Die Bereitschaft der EU war gewachsen, eine härtere politische Gangart bei den Konflikten mit China um Menschenrechte und Handelsregeln einzuschlagen. In der westlichen Welt verlagerte Medienberichten zufolge die Vertretung von Wirtschaftsinteressen zugunsten der Betonung von Grundwerten und Menschenrechten, wie beim G7-Außenministertreffen am 5. Mai 2021 in London, auf dem aus geostrategischen Gründen eine härtere China-Strategie und eine stärkere Priorisierung von Menschenrechtsfragen gegenüber Wirtschaftsinteressen vereinbart und freier Zugang für die UN nach Xinjiang gefordert wurde. Am 12. Mai 2021 wurde die Menschenrechtssituation der Uiguren und anderen turkstämmigen muslimischen Minderheiten Xinjiangs auf einer von Deutschland, den USA und Großbritannien gemeinsam organisierten und von Australien, Neuseeland und 13 weiteren europäischen Staaten mitbetreuten UN-Online-Konferenz von UN-Mitgliedsstaaten, Menschenrechtsorganisationen wie Human Rights Watch und Amnesty International sowie von Vertretern der betroffenen Bevölkerungen diskutiert, obwohl China die UN-Mitgliedstaaten im Vorfeld dazu aufgefordert hatte, der Veranstaltung fernzubleiben. Laut der US-Botschafterin bei den UN, Linda Thomas-Greenfield, nahmen rund 50 Staaten an der UN-Veranstaltung teil, auf der die Teilnehmer die dem UN-System, den UN-Mitgliedstaaten und der Zivilgesellschaft zur Verfügung stehenden Mittel diskutierten, um die vom harten chinesischen Vorgehen betroffenen turksprachigen Bevölkerungsgruppen Xinjiangs zu unterstützen.
Pro-uigurischen Aktivisten zufolge war die Menschenrechtslage der Uiguren in Xinjiang durch die COVID-19-Pandemie, den russischen Überfall auf die Ukraine 2022 und andere internationale Probleme aus dem Blickfeld der Weltöffentlichkeit gerückt worden, bis das OHCHR schließlich Ende August 2022 die seit fast einem Jahr immer wieder aufgeschobene Veröffentlichung des UN-Berichts zur Menschenrechtssituation in Xinjiang vornahm. Zu diesem Zeitpunkt hatte die VR China einer am 28. September 2022 publizierten Studie des Meinungsforschungsinstituts Pew Research Center (PEW) zufolge in verschiedenen Regionen der Welt stark an Ansehen eingebüßt, insbesondere in Südkorea und Japan. Auch in Australien, in den USA und in Westeuropa herrschte eine negative Meinung über China vor. Im Vergleich dazu war die Ablehnung der chinesischen Politik der PEW-Studie nach zwar in Österreich, Deutschland und anderen südeuropäischen Staaten geringer, hatte sich aber auch dort erhöht. Neben der COVID-19-Pandemie seit 2020 wurden auch verschiedene geopolitische Faktoren für den Imageverlust Chinas verantwortlich gemacht: In Japan, Südkorea und südasiatischen Anrainerstaaten hatte das als zunehmend aggressiv wahrgenommene Auftreten Chinas bei der Beanspruchung von Inseln im Süd- und Ostchinesischen Meer Besorgnis ausgelöst, die USA betrachteten sich mit China in einer Auseinandersetzung um ihren hegemonialen Rang in der Welt, Indien betrachtete die VR China als aggressiven Konkurrenten. Die Menschenrechtssituation der Uiguren in China, die in den vorangegangenen Jahren weltweit einer breiteren Öffentlichkeit bekannt geworden war, hatte der PEW-Studie zufolge offenbar insbesondere in den Staaten der EU Besorgnis über die Menschenrechte in der VR China ausgelöst. Die bereits 2018 ausgeprägt vertretene Ansicht, dass China die persönlichen Freiheiten seiner Bevölkerung zu gering achte, hatte laut der PEW-Studie 2021 nochmals signifikant zugenommen, nachdem unter anderem Enthüllungen über die Internierungslager für Uiguren bekanntgeworden waren, die USA die Lage in Xinjiang zum Völkermord erklärt hatten und aufgrund von Menschenrechtsverletzungen Aufrufe zum Boykott der Olympischen Spiele 2022 erfolgt waren.

### Haltung der USA
Die Kritik der USA an China kann in eine normative, eine sicherheitspolitische und eine wirtschaftliche Ebene unterteilt werden. Die normative Ebene, die die Bedrohung der Menschenrechte sowie demokratischer Werte durch China anspricht, stand schon seit der blutigen Niederschlagung der Studentenbewegung auf dem Platz des Himmlischen Friedens 1989 im Fokus des Diskurses über die Beziehungen zu China in den USA.
In den Jahren vor der Präsidentschaft Xi Jinpings stand China bei einem recht konstant bleibenden Anteil von mindestens 40 Prozent der US-amerikanischen Öffentlichkeit in positivem Ansehen, während nur eine Minderheit ein negatives Bild von China hatte. Mit dem Amtsantritt Xis und während der zweiten Amtszeit von US-Präsident Barack Obama stieg der Anteil der US-Amerikaner mit einem schlechten Bild von China auf etwa 50 Prozent oder mehr. Dies geschah unter dem Einfluss von Spannungen in den bilateralen Beziehungen der USA zu China, wie etwa im Zuge des chinesischen Engagements um territoriale Ansprüche im Südchinesischen Meer oder der US-amerikanischen Verhandlungen zur Transpazifischen Partnerschaft. Während der beiden aufeinanderfolgenden, jeweils fünfjährigen Amtszeiten Xis verschlechterte sich das Ansehen Chinas in den USA und anderen entwickelten Industriestaaten laut Umfragen und Daten-Analysen des Meinungsforschungsinstituts PEW drastisch und wurde im Verlauf „steil negativer“, insbesondere aufgrund von Sorgen über Chinas Menschenrechtspolitik, militärische Macht und Ökonomie. Eine zwischenzeitliche Verbesserung des Ansehens Chinas in der US-amerikanischen Öffentlichkeit erfolgte mit Amtsantritt von US-Präsident Donald Trump, der sich zu Beginn seiner Amtszeit überschwänglich positiv über Xi äußerte. Insbesondere im Umfeld der Republikanischen Partei verschlechterte sich dann jedoch das Ansehen Chinas in den USA im Zuge des sich seit 2018 entfaltenden Handelskonflikts zwischen den USA und der VR China. Unter dem Einfluss der COVID-19-Pandemie verschlechterte sich das Ansehen Chinas in den USA in der Folge weiter, so dass bis März 2020 bereits rund drei Viertel der US-Amerikaner eine negative Meinung über China vertraten. Seitdem bewertete eine große Mehrheit der US-Amerikaner die VR China aufgrund von Sorgen über Chinas Menschenrechtspolitik, Chinas engen Beziehungen zu Russland und andere Faktoren negativ.

#### Einordnung in die Politik des „Globalen Kriegs gegen Terror“
Als China nach den Anschlägen vom 11. September in New York und dem Aufkommen des globalen „Krieges gegen den Terror“ seinen Diskurs über die Unterdrückung des uigurischen Widerstands verschob und nun mit der von der internationalen Gemeinschaft befürworteten Behauptung rechtfertigte, eine mit Al-Qaida in Verbindung stehende internationale terroristische Bedrohung zu bekämpfen, lehnte die Bush-Regierung diese Erklärung zunächst zwar ab, wendete ihre Politik im Sommer 2002 jedoch drastisch, was die meisten Analysten als Gegenleistung für China im Austausch für Chinas Zustimmung zur bevorstehenden US-Invasion im Irak ansahen. In der US-Wirtschaft wirkte zudem lange Zeit eine einflussreiche Lobby, die sich aus wirtschaftlichen Interessen gegen Sanktionspolitik stellt, auf einen integrativen Ansatz gegenüber China hin. Nach Angaben von John R. Bolton, dem früheren Nationalen Sicherheitsberater für US-Präsident Donald Trump, hatte Trump angeblich noch Ende Juni 2019 (während des G20-Gipfels in Osaka) und möglicherweise bereits 2017 dem chinesischen Staatschef Xi Jinping seine Zustimmung für dessen Politik der Festsetzung von Muslimen in Masseninternierungslagern mitgeteilt. Als am 8. Juli 2019 eine Allianz von 22 Staaten, die als Repräsentanten der „westlichen Welt“ aufgefasst werden können, vor der UN-Menschenrechtskommission in einer gemeinsamen Erklärung die chinesische Xinjiang-Politik scharf kritisierten, verweigerte die US-Regierung unter Präsident Trump die Unterzeichnung der Erklärung.

#### Handelskonflikt und zunehmende Abkehr von der Politik „Wandel durch Handel“
Aufgrund unfairer Praktiken Chinas gegenüber der US-Wirtschaft kam es dann allerdings zu einem Meinungsumschwung. Seit etwa 2019 ging die Politik der USA nicht mehr wie in den vorangegangenen vier Jahrzehnten davon aus, dass China sich im Zuge zunehmender Globalisierung und wachsender ökonomischer Entwicklung allmählich in Richtung Liberalisierung und Demokratisierung bewegt. Als Grund wird die stark angehäufte Herrschaft der KPCh und deren anwachsenden Unterdrückung der chinesischen Gesellschaft angeführt. Nachdem Xi Jinping 2012 die Funktion als Partei- und Militärchef und 2013 auch als Staatschef angetreten hat, hat sich China ein fundamentaler Kurswechsel gegenüber der Ende der 1970er Jahre begonnenen innenpolitischen Reform- und Öffnungspolitik einerseits und ihrer außenpolitischen Zurückhaltung andererseits vollzogen. Der neue Kurs Xis besteht stattdessen einerseits innenpolitisch in der auf die gesetzlich seit 2018 nicht mehr befristete Machtzentralisierung auf das Amt Xi Jinpings, wobei die Gesellschaft einer intensiven Kontrolle unterworfen ist, und andererseits in einer stärkeren Förderung des chinesischen Nationalismus, bei dem es sich vor allem um einen ethnischen Nationalismus handelt, der Kultur, Sprache und Bräuche der Han-Chinesen propagiert.

#### „Uyghur Human Rights Policy Act“ und einsetzende Sanktionspolitik
Als Beispiel für diese innenpolitische Entwicklung Chinas werden an vorderer Stelle die Zustände in Xinjiang angeführt, wo unter dem Ende 2016 als KPCh-Chef angetretenen Chen Quanguo eine Repressionswelle eingesetzt hatte, die zur forcierten Überwachung der Bevölkerung Xinjiangs zur außergerichtlichen Festsetzung von schätzungsweise mehr als einer Million turkstämmigen Muslimen (vorwiegend Uiguren) in Internierungslagern geführt hatte. Sowohl die US-Regierung, als auch parteiübergreifend der US-Kongress kritisierten nun Chinas Politik in Xinjiang. US-Vizepräsident Mike Pence bezichtigte China der „Ausrottung der muslimischen Kultur“ in Xinjiang. Die traditionell sich nur schwach gegen die pro-chinesische Lobby in der Wirtschaft aufgestellten Menschenrechtsgruppen warnten in Bezug auf die Ausweitung des Überwachungsstaats und die Errichtung der sogenannten Umerziehungslager in China. Die Menschenrechtssituation in China führte im US-Kongress zu überparteilichen Initiativen wie Sanktionen gegen chinesische Parteifunktionäre, mit denen die US-Administration zu härteren Reaktionen auf die Repression gegen die Uiguren bewegt werden sollte. Der „Uyghur Human Rights Policy Act“, ein Gesetz, das unter anderem gezielte Sanktionen gegen Personen ermöglicht, die für Übergriffe in Xinjiang verantwortlich sind, wurde 2019 im US-Kongress diskutiert und im Juni 2020 von Trump unterzeichnet. Zudem behandelte der Menschenrechtsbericht des US-Außenministeriums die Situation in Xinjiang an erster Stelle.
2020 belastete die Frage von Menschenrechtsverletzungen in Xinjiang neben dem Konflikt um Hongkong die politischen Beziehungen zwischen China und den USA. In dieser Phase der durch den Handelskrieg, die Hongkonger Protestbewegung und anderes Weitere belasteten Beziehungen zwischen China und den USA machte US-Präsident Trump eine öffentliche Kehrtwende in seiner Haltung zur Xinjiang-Politik der VR China, die er nun angriff. Laut dem Historiker und Xinjiang-Experten James Millford begann die Trump-Regierung nun mit einer „verspäteten“ Sanktionspolitik gegen das die UN-Kriterien des Genozids Millfords Ansicht nach erfüllende Vorgehen Chinas gegenüber den Uiguren. Dabei war die gesamte China-Politik der Regierung Trump Millfords Einschätzung nach jedoch von „eigennützigen, nicht humanitären Motivationen angetrieben“, zielte nach der vorigen Phase der Beschwichtigung gegenüber Chinas Staatsführer Xi nun auf einen „Neuen Kalten Krieg“ ab und versuchte somit, die schlechte Performance der US-Regierung bei der Bewältigung der COVID-19-Pandemie zu überspielen.
US-Vertreter warfen China im Zusammenhang mit Produkten, die unter Verdacht standen aus Arbeitslagern Xinjiangs zu stammen, schwere Menschenrechtsverstöße vor und warnten US-Firmen vor dem Import von Gütern, die durch Zwangsarbeit in Zusammenhang mit den Internierungslagern in Xinjiang hergestellt wurden, worauf die chinesische Botschaft in den USA die Verdächtigungen in Bezug auf die Zwangsarbeit als haltlosen Versuch zurückwies, die chinesische Wirtschaft zu schädigen. Im Juli 2020 verhängte die US-Regierung Sanktionen gegen vier chinesische Politiker, darunter Chen Quanguo (Xinjiangs Parteisekretär und Mitglied des mächtigen Politbüros Chinas) und Zhu Hailun (früherer Stellvertreter Chens als Xinjiangs Parteisekretär), mit der Begründung, Chen habe in seiner Amtszeit seit 2016 die Überwachung, Unterdrückung, Indoktrinierung und Internierung der Uiguren in Xinjiang entscheidend vorangetrieben. Der als „Architikt“ des chinesischen Vorgehens gegen Minderheiten geltende Chen war laut US-Regierung der höchstrangige, jemals von US-Sanktionen betroffene Funktionär Chinas. Bei den beiden anderen Betroffenen der Sanktionen handelte es sich um Wang Mingshan (Leiter und Parteisekretär des Büros für öffentliche Sicherheit in Xinjiang) und Huo Liujun (früherer Parteisekretär des Büros). Es war bereits zuvor angekündigt worden, dass sich die US-Sanktionen direkt gegen in Verbindung mit den Internierungslagern Xinjiangs stehenden KPCh-Mitglieder richten würden. Diese Sanktionen seien zunächst zurückgehalten worden, um einer Lösung im Handelsstreit zwischen den USA und China nicht im Weg zu stehen. Am 31. Juli 2020 verhängte das US-Finanzministerium auf Grundlage des Global Magnitsky Act und im Zusammenhang mit schweren Menschenrechtsverletzungen (unter anderem willkürliche Massenverhaftungen und schwere körperliche Misshandlungen gegen Uiguren) gegen ethnische Minderheiten in Xinjiang Sanktionen gegen das paramilitärische und der KPCh unterstellte Xinjiang Produktions- und Aufbau-Korps (XPCC) und zwei Regierungsbeamte, Sun Jinlong, ein ehemaliger politischer Kommissar des XPCC, und Peng Jiarui, stellvertretender Parteisekretär und Kommandant des XPCC. Den Sanktionen gegen das XPCC schloss sich im März 2021 schließlich auch die EU an.

#### Entfernung der ETIM von der Liste der Terrororganisationen
Am 6. November 2020 verkündeten die USA die Entfernung der ETIM von der Schwarzen Liste der „Terrororganisationen“, auf die sie im Jahr 2004 von der Regierung George W. Bush gesetzt worden war, um China für eine Kooperation dem von den USA geführten „Krieg gegen den Terror“ zu gewinnen. Der chinesische Staat hatte die ETIM, die manchmal auch TIP genannt wurde, zuvor regelmäßig beschuldigt Bestandteil einer angeblichen uigurischen Bedrohung und Ursache für ethnische Spannungen zu sein, um das oft als „brutal“ beschriebene, harte Vorgehen Chinas gegen die muslimische Mehrheit der Region Xinjiang zu rechtfertigen. Das US-Außenministerium begründete die Entfernung der ETIM aus der Liste der Terrororganisationen damit, dass seit mehr als einem Jahrzehnt keine glaubwürdigen Beweise bekannt geworden seien, dass die ETIM noch existiere. Wie bereits bei der politischen Entscheidung am 19. August 2002, als der US-Vizeaußenminister Richard Armitage die ETIM laut Eintrag in das Federal Register als Terrororganisation ausgewiesen hatte, bestanden laut dem Xinjiangexperten Sean R. Roberts auch bei der politischen Entscheidung am 20. Oktober 2020, als Außenminister Mike Pompeo in das Federal Register eintrug, dass die ETIM nicht länger als „terroristische Organisation“ betrachtet wird, die Beweggründe für die Entscheidungen weniger in dem realen Charakter der ETIM, sondern in erster Linie in politische Positionen der USA zu anderen Themen. Mit der Streichung der ETIM von der US-Liste terroristischer Organisationen stellte die US-Regierung die offizielle chinesische Begründung für die Masseninternierungen in Xinjiang, die sich auf eine Gefahr von Extremismus und Terrorismus berief, mittelbar als ungerechtfertigt hin. Die VR China reagierte unverzüglich mit Verbitterung auf die Entscheidung der USA, die ETIM von der Liste der Terrororganisationen zu streichen, warf den USA eine „hässliche und doppelzüngige Haltung gegenüber terroristischen Organisationen“ vor und behauptete, die Gruppe habe eine lange Geschichte gewalttätiger Aktivitäten hinter sich und stelle eine Bedrohung für die nationale Sicherheit Chinas dar. Laut Sean R. Roberts existierten aus wissenschaftlicher Sicht keine Beweise dafür, dass diese kleine und mit geringen Ressourcen ausgestattete Gruppe, die den Namen ETIM nie selbst verwendet habe, jemals Gewalt in China oder an anderen Orten der Welt angestiftet hat. Bedeutung sei ihr lediglich infolge der Terroranschläge am 11. September 2001 und dem sich entfaltenden und von US-Vertretern „Globaler Krieg gegen den Terror“ genannten Phänomen zugeschrieben worden.

#### Genozideinstufung durch die US-Regierung unter Trump
Am 19. Januar 2021, dem letzten vollen Tag ihrer Amtszeit, erklärte die Regierung Trump in einem offiziellen Entschluss Chinas Politik gegenüber den Uiguren sowie anderen ethnischen und religiösen Minderheitengruppen in Xinjiang zum Genozid und zu Verbrechen gegen die Menschlichkeit. Außenminister Pompeo legte dabei formal fest, „dass die Volksrepublik China in Xinjiang, China, Völkermord und Verbrechen gegen die Menschlichkeit begeht, die sich gegen uigurische Muslime und Angehörige anderer ethnischer und religiöser Minderheitengruppen richten“. Das US-Außenministerium führte zur Begründung seiner Erklärung an, die chinesische Regierung habe mindestens seit dem Frühling 2017 ihre Repressionspolitik gegenüber Uiguren und anderen Minderheiten verstärkt und in diesem Zusammenhang unter anderem Lager für Zwangsarbeit und unfreiwillige Geburtenkontrolle durch Sterilisation betrieben. Die chinesischen Behörden befassten sich laut der Erklärung mit der Durchführung einer zwangsweisen Assimilation, an deren Ende die Auslöschung der verletzlichen ethnischen und religiösen Minderheit der Uiguren stehe. Eine detaillierte rechtliche oder faktische Begründung für seine Feststellung des Genozids lieferte Pompeo in der Erklärung nicht. Wörtlich schrieb er unter anderem in der Erklärung:

“I believe this genocide is ongoing, and that we are witnessing the systematic attempt to destroy Uyghurs by the Chinese party-state.”

„Ich glaube, dass dieser Völkermord andauert und dass wir Zeugen eines systematischen Versuchs des chinesischen Parteistaats sind, die Uiguren zu zerstören.“

Seit Ende des Zweiten Weltkriegs hatten die USA zuvor in nicht mehr als fünf Fällen die Einstufung als „Völkermord“ vorgenommen (zuerst im Bosnienkrieg ab 1992 und bei Massentötungen an Tutsi in Ruanda im Jahr 1994 auf öffentlichen Druck hin, später beim Giftgaseinsatz gegen kurdische Bevölkerung im Nordirak unter Saddam Hussein, bei Massentötungen in der sudanesischen Region Darfur und bei der Verfolgung der Jesiden und anderer religiöser Minoritäten durch die terroristisch agierende Miliz IS). Mit dieser Erklärung eines Genozids an den Uiguren waren die USA der erste Staat, der auf eine derart harsche Art das Vorgehen der chinesischen Führung in Xinjiang verurteilte. Es war die schärfste in einer Reihe von Aktionen des US-Außenministeriums in den letzten Tagen der Amtszeit von US-Außenminister Mike Pompeo, die sich auffällig oft gegen China und den Iran gerichtet hatten.

#### Bericht der parteiübergreifenden Untersuchungskommission
Die Demokratischen Partei hatte bereits vor der Präsidentschaftswahl im August 2020 über ihren Wahlkampfstab betont, auch ihr Präsidentschaftskandidat Joe Biden betrachte die Behandlung der Uiguren in Xinjiang durch die chinesische Führung als Genozid. Der US-Kongress hatte die Regierung mit parteiübergreifenden Mehrheiten seit Jahren gedrängt, offensiver gegenüber den Menschenrechtsverletzungen in Xinjiang aufzutreten. In ihrem am 14. Januar 2021 erschienenen Jahresbericht für 2020 hatte die spezielle parteiübergreifende Untersuchungskommission Congressional-Executive Commission on China (CECC) des US-Kongresses dargelegt, es gebe Beweise dafür, dass es beim chinesischen Vorgehen in Xinjiang zu Verbrechen gegen die Menschlichkeit gegen Uiguren, Kasachen und andere turkstämmige und vorwiegend muslimische Minderheiten und möglicherweise zu Genozid gekommen sei. Die CECC-Kommission wiederholte eine Forderung aus einem Budgetgesetz im Dezember 2020, wonach die US-Regierung binnen 90 Tagen festzustellen habe, ob die chinesische Regierung in Xinjiang Gräueltaten verrichte. Der US-Kongress hatte die Regierung von Präsident Donald Trump am 27. Dezember 2020 angewiesen zu prüfen, ob das Vorgehen der chinesischen Regierung den Tatbestand des Genozid erfülle. Die scharfe Verurteilung vom 19. Januar 2021 stellte den Höhepunkt der jahrelangen Debatte darüber dar, wie die US-Führung mit den Menschenrechtsverletzungen der chinesischen Regierung verfahren soll. Der designierte Außenminister des Kabinett Biden, Antony Blinken, schloss sich Pompeos Beurteilung noch am selben Tag an und bestätigte bei seiner ersten Pressekonferenz in Washington als neuer US-Außenminister am 27. Januar 2021 nochmals, er teile die Ansicht, dass die chinesische Führung mit ihrem Vorgehen gegen die muslimische Minderheit Genozid an den Uiguren begehe. Verschiedene Medienberichte von März 2021 betonten, dass es sich bei den Genozid-Äußerungen Blinkens vor oder nach seiner Amtsübernahme um seine persönliche Ansicht gehandelt hat, während sich das US-Außenministerium der Regierung Biden im Gegensatz zu der Situation unter Trump jedoch erst noch im Prozess der formalen Überprüfung befinde und die US-Regierung unter Biden noch keine offizielle Haltung eingenommen habe.
Obwohl die während der Regierungszeit Donald Trumps eingeschlagene und von einem intensiven Handelskrieg begleitete chinakritische Politik der USA zu diesem Zeitpunkt bereits zu einem Tiefpunkt im Verhältnis zwischen den USA und China geführt hatte, fand sie parteiübergreifende Zustimmung im US-Kongress. Biden hatte im US-Verteidigungsministerium Pläne angekündigt, die nationale Sicherheitsstrategie in Bezug auf China zu überprüfen. Der US-Verteidigungsminister Lloyd Austin hatte im Januar 2012 bei seiner Senatsanhörung für seine Berufung als Verteidigungsminister versprochen zu gewährleisten, dass China sein selbstgestecktes Ziel nicht erreichen werde, ein den USA ebenbürtiges und teilweise überlegenes Militär aufzubauen. Die Äußerungen der US-Außenminister Pompeo und Blinken lösten auch in anderen Staaten Diskussionen aus, ob China der Vorwurf des Genozids gemacht werden solle, so beispielsweise in Großbritannien und Australien.

#### Genozideinstufung durch die US-Regierung unter Biden

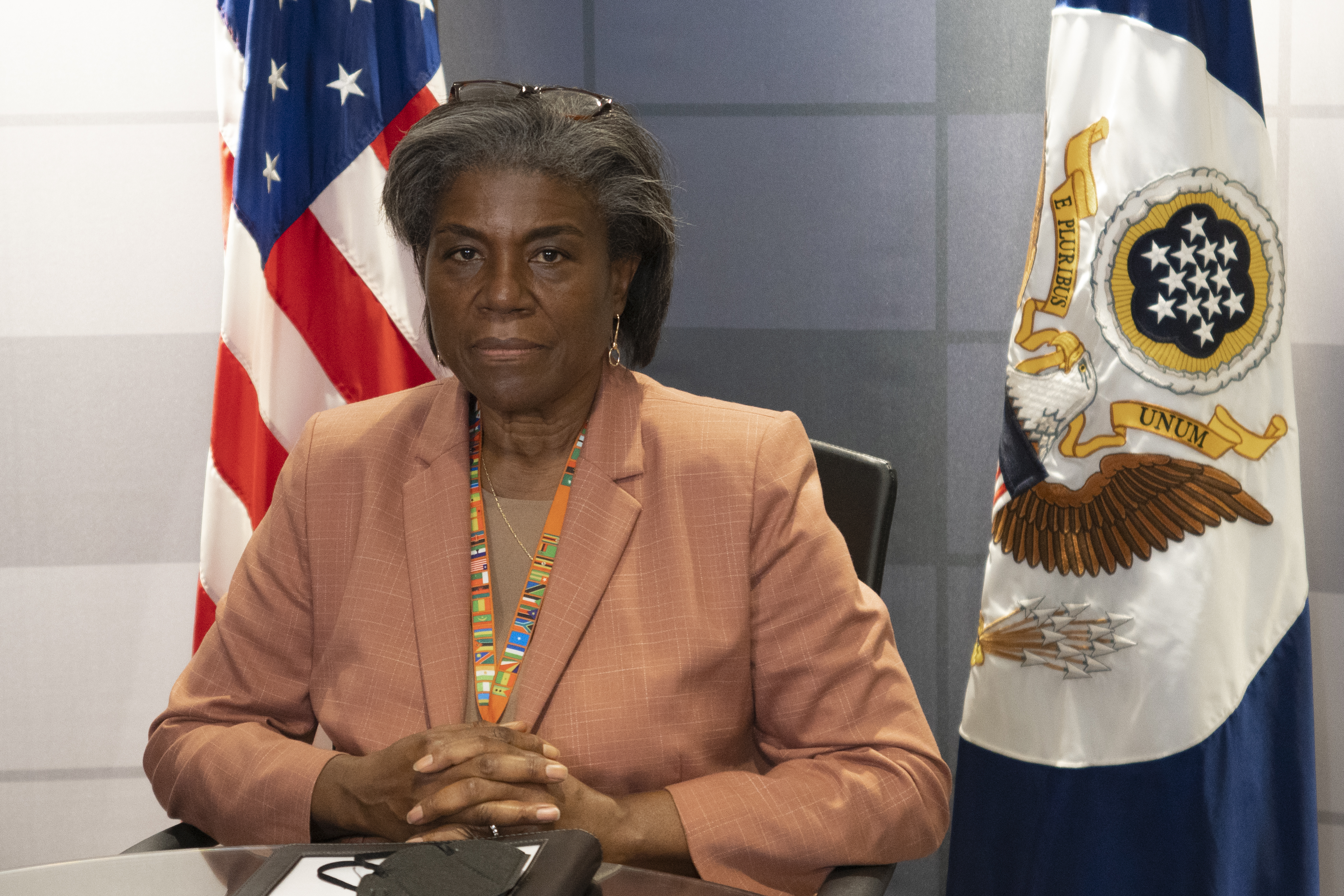
Linda Thomas-Greenfield

Anders als in vielen anderen Bereichen leitete Biden in der China-Politik keine Abkehr von dem unter Trump eingeschlagenen verschärften Kurs gegenüber der chinesischen Regierung ein, sondern hielt daran weiter generell fest. Entgegen der Hoffnungen der chinesischen Führung kam es nach Bidens Amtsantritt zu keiner Stabilisierung der Beziehungen zu den USA, sondern zu einer weiteren erheblichen Zunahme der Spannungen, wobei Biden gleichzeitig den Druck auf die chinesische Führung erhöhen konnte, indem er sich mit verbündeten Staaten in vielen Fragen – wie in Bezug auf Sanktionen aufgrund von Menschenrechtsverletzungen in Xinjiang – eng abstimmte. So verhängten die USA wegen der Unterdrückung der uigurischen Minderheit in Xinjiang im März 2021 wie die EU, Großbritannien und Kanada Sanktionen gegen China, worauf China im Gegenzug am 27. März 2021 mit Sanktionen auch gegen die zwei Mitglieder der US-Kommission für internationale religiöse Freiheit (USCIRF), Gayle Manchin und Tony Perkins, reagiert hatte. US-Außenminister Antony Blinken verurteilte diese Sanktionen Chinas daraufhin am 27. März 2021 mit den Worten: „Pekings Versuche, diejenigen einzuschüchtern und zum Schweigen zu bringen, die sich für Menschenrechte und grundlegende Freiheiten starkmachen, tragen nur zu der zunehmenden internationalen Untersuchung des fortgesetzten Genozids und der Verbrechen gegen die Menschlichkeit in Xinjiang bei“. Auch in der Handelspolitik setzte Biden den unter Trump verschärften Kurs gegen China fort. Er sprach sich am 27. März 2021 für ein Projekt aus, das mit der chinesischen „One Belt, One Road“-Initiative rivaliseren solle, die in den vorausgegangenen Jahren den Einfluss Chinas auf verschiedene Staaten durch damit verbundene Kredite und Projekte vermehrt hatte und in deren Rahmen China mehrere Staaten bei Entwicklung und Umsetzung von Infrastrukturprojelten unterstützt hatte. Wörtlich erklärte Boden dazu: „Ich habe vorgeschlagen, dass wir im Wesentlichen eine ähnliche Initiative haben sollten, die von den demokratischen Staaten ausgeht, um jenen auf der ganzen Welt zu helfen, die in der Tat Hilfe brauchen“. Am 30. März 2021 veröffentlichte das US-Außenministerium seinen Menschenrechtsbericht 2020, in dem es China einen „autoritären Staat“ nannte, der über eine Million Uiguren und andere Muslime in Xinjiang interniere und an ihnen Misshandlungen wie Vergewaltigung, Zwangssterilisation und Zwangsabtreibungen sowie Folter und Zwangsarbeit verübe. Mit dem Bericht ordnete die US-Regierung unter Biden erstmals offiziell das Vorgehen Chinas gegen die Uiguren als „Genozid“ ein. Wörtlich heißt es in dem Bericht:

“Too many people continued to suffer under brutal conditions in 2020. In China, government authorities committed genocide against Uyghurs, who are predominantly Muslim, and crimes against humanity including imprisonment, torture, enforced sterilization, and persecution against Uyghurs and members of other religious and ethnic minority groups.”

Am 12. Mai 2021 erklärte die US-Botschafterin bei den UN, Linda Thomas-Greenfield, auf einer von Deutschland, den USA und Großbritannien organisierten UN-Veranstaltung, in Xinjiang würden Menschen gefoltert und Frauen gewaltsam sterilisiert. Die USA würden ihren Einsatz gegen die chinesische Politik in Xinjiang fortsetzen, bis „Chinas Regierung ihre Verbrechen gegen die Menschlichkeit und den Völkermord an Uiguren und anderen Minderheiten in Xinjiang beendet.“ Am 12. Juli 2021 wiederholten die USA ihre Genozid-Vorwürfe gegen die VR China aufgrund der Unterdrückung von Uiguren und anderer Minderheiten Xinjiangs durch die chinesische Führung. Das US-Außenministerium zitierte dafür in einem den Zeitraum von Juli 2020 bis Mai 2021 abdeckenden Jahresbericht zum Genozid (2021 Elie Wiesel Act report) an den Kongress die im Januar 2021 von Antony Blinken vorgenommene Einordnung, nach der die VR China „Genozid und Verbrechen gegen die Menschlichkeit“ an Uiguren und anderen ethnischen und religiösen Gruppen verübe. Bei dem Bericht handelte es sich um den dritten seiner Art seit der Unterzeichnung des Elie-Wiesel-Acts im Januar 2019. Das chinesische Außenministerium bezeichnete es daraufhin am 13. Juli 2021 als einen „Witz“, dass die US-Regierung im 2021 Elie Wiesel Act report ankündige, die Menschenrechte aller Völker der Welt zu verteidigen und zu beschützen. Den Vorwurf der USA, dass China Genozid in Xinjiang verübe, bezeichnete das chinesische Außenministerium als „weiteren Witz“ und als „größte Lüge des Jahrhunderts“.
Auf einer Veranstaltung am 10. März 2023 machte die US-amerikanische Botschafterin bei den UN, Linda Thomas-Greenfield, anlässlich des von der UN-Generalversammlung für den 15. März 2023 anberaumten ersten jährlichen Internationalen Tag gegen Islamophobie auf die Verfolgung der uigurischen Minderheit durch die VR China aufmerksam und sagte mit Verweis auf die Behandlung der Uiguren in China und der Rohingya in Myanmar, dass die USA offiziell anerkannt hätten, dass Muslime zunehmend „Diskriminierung und Gewalt“ ausgesetzt seien. Zudem warf sie der chinesischen Regierung vor, Völkermord und Verbrechen gegen die Menschlichkeit an den Uiguren und anderen ethnischen oder religiösen Minderheiten Xinjiangs begangen zu haben. Wörtlich sagte sie:

“We have also determined that the Chinese government has committed genocide and crimes against humanity against the predominantly Muslim Uyghurs and other ethnic and religious minority groups in Xinjiang.”

#### Weitere Sanktionspolitik und Gegensanktionen Chinas
Im Dezember 2021 untersagte das US-Finanzministerium US-Investitionen in die chinesische Gesichtserkennungs-Firma SenseTime mit Verweis darauf, dass ein Einsatz ihrer Technologie für die Unterdrückung von Uiguren drohe. Zudem verhängte die US-Regierung am 16. Dezember aufgrund von mutmaßlichen Menschenrechtsverletzungen der chinesischen Regierung im Umgang mit der Volksgruppe der Uiguren in Xinjiang neue Sanktionen gegen verschiedene chinesische Biotechnologie- und Überwachungsunternehmen sowie gegen Institutionen der chinesischen Regierung, denen die US-Regierung vorwarf, die chinesische Führung in der Unterdrückung der Uiguren zu unterstützen. Dem US-Handelsministerium zufolge richteten sich die neuen Strafmaßnahmen des US-Handelsministerium vorrangig gegen die chinesische Akademie für militärische Medizinwissenschaften und elf ihrer Forschungsinstitute, denen die US-Regierung vorwarf, zu militärischen Zwecken biotechnologische Forschung zu betreiben, die auch die Entwicklung von „Waffen zur Kontrolle des Gehirns“ beinhalte. Den US-Behörden zufolge habe die chinesische Führung in Xinjiang als Teil ihrer systematischen Unterdrückung von Uiguren ein Überwachungssystem auf Hightech-Niveau errichtet, in dessen Rahmen biometrische Gesichtserkennung eingesetzt werde und DNA-Proben der gesamten Bevölkerung Xinjiangs im Alter von 12 bis 65 Jahren gesammelt worden seien. Die VR China reagierte in dem Streit um das Vorgehen Chinas gegen die Uiguren mit Gegenstrafmaßnahmen und verhängte Sanktionen gegen die Vorsitzende der US-Kommission für internationale Religionsfreiheit (USCIRF), Nadine Maenza, und drei ihrer Kollegen. Am 24. Dezember 2021 unterzeichnete US-Präsident Biden ein auf eine Initiative des US-Parlaments zurückgehendes Gesetz für ein Verbot für Importe aus Xinjiang für solche Fälle, in denen die Unternehmen keinen Nachweis für zwangsarbeitsfreie Produktion vorlegen. US-Außenminister Blinken forderte die chinesische Regierung erneut auf, „Genozid und Verbrechen gegen die Menschlichkeit“ zu beenden.

#### Diplomatischer Boykott der Olympischen Winterspiele 2022
Im Dezember 2021 hatte die US-Regierung unter Berufung auf „ungeheuerliche Menschenrechtsverletzungen und Gräueltaten in Xinjiang“ erklärt, einen diplomatischen Boykott der Olympischen Winterspiele in Peking 2022 vorzubereiten.
Im Dezember 2021 verkündeten die USA unter der Bezeichnung „diplomatischer Boykott“ die Entscheidung, keine Regierungsdelegation nach Peking für die im Februar 2022 beginnenden Olympischen Winterspiele in China zu entsenden. Bei der Bekanntgabe der Entscheidung zitierte Pressesprecherin des Weißen Hauses Jen Psaki als Grund für die Entscheidung „fortdauernden Völkermord und Verbrechen gegen die Menschlichkeit in Xinjiang“. Der Entscheidung schlossen sich weitere Staaten an, wie Australien, Großbritannien, Kanada, Japan oder Dänemark.

### Haltung Kanadas
Seit Kanada im Jahr 2018 eine hochrangige Managerin des chinesischen Technologiekonzerns Huawei unter Hausarrest gestellt und China im Gegenzug zwei kanadische Staatsangehörige festgenommen hatte, blieben die Beziehungen zwischen China und Kanada sehr stark belastet (Stand: 2023).
Im Oktober 2020 teilte ein kanadischer parlamentarischer Unterausschuss für Menschenrechte (Canadian Parliamentary Subcommittee on Human Rights beziehungsweise Sous-comité des droits internationaux de la personne du Comité permanent des affaires étrangères et du développement international, SDIR), der Zeugenanhörungen durchgeführt hatte, zur Menschenrechtslage der Uiguren und anderen turkstämmigen Muslime Xinjiangs seine Überzeugung mit, dass das Vorgehen der KPCh einen Genozid gemäß der Konvention über die Verhütung und Bestrafung des Völkermordes darstelle.
Am 12. Januar 2021 gab die kanadische Regierung über das Ministerium für auswärtige Angelegenheiten und den Canadian Trade Commissioner Service (TCS) eine Empfehlung unter der Bezeichnung Canada Advisory on Doing Business with Xinjiang-related Entities heraus, um auf Menschenrechtsverletzungen in der VR China aufmerksam zu machen, die Uiguren und andere ethnische Minderheiten aus Xinjiang betreffen. Die Empfehlung sollte kanadischen Unternehmen und Interessengruppen über Risiken im rechtlichen Bereich und in Bezug auf Reputationsschäden informieren, die Unternehmen betreffen, deren Lieferketten Kontakt zu möglicherweise in Zwangsarbeit involvierten Einrichtungen haben.
Nachdem die US-Regierung unter US-Präsident Donald Trump (19. Januar 2021) das staatliche chinesische Vorgehen gegen die Uiguren offiziell als „Genozid“ eingestuft hatte und die US-Regierung unter Joe Biden mit parteiübergreifender Zustimmung im US-Kongress (27. Januar 2021) dieser Einstufung gefolgt war, übernahm auch das Parlament Kanadas (22. Februar 2021) gegen den Rat seiner Regierung diese Einstufung mit Verabschiedung einer entsprechenden Resolution.
Als die EU am 22. März 2021 Sanktionen wegen Menschenrechtsverletzungen in China und Strafmaßnahmen gegen Verantwortliche für die Unterdrückung der Uiguren beschloss, verhängte neben den USA und Großbritannien auch Kanada Medienberichten zufolge am gleichen Tag in Absprache mit der EU Sanktionen wegen der Unterdrückung der Uiguren in Xinjiang und der kanadische Premierminister Justin Trudeau warf China am 22. März 2021 „grobe und systematische Menschenrechtsverletzungen“ in Xinjiang vor. Darauf regierte China im Gegenzug mit Sanktionen, zunächst (22. März 2021) gegen Personen und Institutionen der EU, dann (26. März 2021) gegen Personen und Institutionen Großbritanniens und (27. März 2021) gegen zwei Politiker aus den USA und einen Politiker und eine Institution aus Kanada. Bei der von den chinesischen Sanktionen betroffenen Person aus Kanada handelte es sich um den kanadischen Abgeordneten Michael Chong, dem stellvertretenden Vorsitzenden des Standing Committee on Foreign Affairs and International Development (FAAE) des Parlaments. Die staatlich-chinesische „Global Times“ führte zur Begründung der Sanktionen gegen Chong unter anderem an, er pusche bekanntermaßen erfolgreich Fragen im Zusammenhang mit China hoch, fungiere als „Kommentator für auswärtige Angelegenheiten“ im „Schattenkabinett der Konservativen Partei“ und vertrete eine „negative Haltung gegenüber China“. Er sei zudem der Initiator des Gesetzes, dass Chinas Behandlung der Uiguren als „Genozid“ einordnet, und habe im Kongress auf dessen Verabschiedung gedrängt. Ferner habe Chong auch Einfluss auf die kanadische Regierung genommen, neue Maßnahmen zu erwägen, die den Import von Produkten untersagen, die nach kanadischer Einschätzung unter Einsatz von Zwangsarbeitern aus Xinjiang hergestellt wurden. Bei der von den chinesischen Sanktionen betroffenen Institution aus Kanada handelte es sich um den kanadischen Parlamentsausschuss für Menschenrechte (Subcommittee on International Human Rights des FAAE des kanadischen Unterhauses). Dieses achtköpfige Subcommittee on International Human Rights hatte dem kanadischen Unterhaus am 12. März 2021 einen auf im Juli 2020 abgehaltenen Sitzungen des Unterausschusses basierenden Bericht unter dem Titel The Human Rights Situation of Uyghurs in Xinjiang, China vorgelegt, der zum Schluss gekommen war, dass in Xinjiang Gräueltaten begangen worden seien, die Verbrechen gegen die Menschlichkeit und Völkermord gemäß der UN-Genozidkonvention von 1948 darstellten. Die „Global Times“ führte als staatliche Begründung für die chinesischen Sanktionen gegen den kanadischen Parlamentsausschuss für Menschenrechte an, es handle sich bei diesem um einen Vorreiter für in Zusammenhang mit Xinjiang stehenden Fragen, der im Oktober 2020 dazu eine „Erklärung“ abgegeben habe, die China „fälschlicherweise“ des Genozids an Uiguren beschuldige. Zudem habe der Ausschuss die kanadische Regierung aufgefordert, gegen chinesische Beamte Sanktionen zu verhängen. Kanada verurteilte daraufhin die Verhängung der Sanktionen gegen Chong und den kanadischen Parlamentsausschuss für Menschenrechte durch die chinesische Regierung. Wörtlich nannte Premierminister Trudeau die Sanktionen „einen Angriff auf Transparenz und Meinungsfreiheit“.
Am 25. Oktober 2022 stimmten die Abgeordneten des kanadischen Parlaments einstimmig für die Forderung eines Berichts des ständigen Einwanderungsausschusses des kanadischen Unterhauses, der die Regierung aufruft, spezielle Einwanderungsmaßnahmen auszuweiten, durch die vor der Unterdrückung durch die VR China fliehenden Uiguren und anderen turkstämmige Minderheiten Zuflucht in Kanada gewährt werden würde.

### Haltung Australiens
Sowohl infolge von Handelskonflikten als auch wegen ihrer Kritik an der Menschenrechtslage in Xinjiang und Hongkong kam es 2020 und 2021 zu heftigen Auseinandersetzungen zwischen den USA, Australien und Großbritannien mit China.
Die Einstufungen des chinesischen Vorgehens in Xinjiang als „Genozid“ lösten auch in Australien Diskussionen aus, ob China der Vorwurf des Genozids gemacht werden solle. Am 15. März 2021 wurde ein vom Senator Rex Patrick eingebrachter Senatsantrag, der eine Einstufung des Vorgehen der chinesischen Regierung gegen die Uiguren als „Genozid“ bewirkt hätte, von der regierenden Liberal-Party-of-Australia-geführten Koalition und der in der Opposition befindlichen Australian Labor Party blockiert, indem der Senat mit ihren gemeinsamen Stimmen mehrheitlich gegen die vorgeschlagene Resolution stimmte.
Nachdem sich der Druck chinesischer Behörden auf Journalisten – insbesondere aus Staaten mit angespannten Beziehungen zu China – stark erhöht hatte und viele westliche Journalisten 2020 und 2021 China verließen, verfügte Australien in China über keine Korrespondenten mehr.

### Europa
Insbesondere während der Regierung Donald Trumps, als die US-amerikanische Regierung die Auseinandersetzung zwischen den USA und der VR China forcierte, fühlten sich die Regierungen der europäischen Staaten lediglich mittelbar vom Konflikt zwischen den USA und China betroffen. Im Jahr 2021 war es jedoch zu einer Neuorientierung politischer und ökonomischer Entscheidungsträger Europas gekommen, die nun einen Wandel im Umgang mit der VR China forderten. Der Konflikt mit China wurde inzwischen als auch europäisches Problem betrachtet, die lange geduldete, zunehmend aggressive Politik der VR China als konfrontativ wahrgenommen, die autoritäre Herrschaft Xi Jinpings und das Beharren Chinas auf ökonomischen Staatszentrismus als besorgniserregend eingestuft. Neben den europäischen Regierungen erhöhten auch Unternehmen und Zivilgesellschaft ihre Wachsamkeit gegenüber den Entwicklungen in der VR China stark, deren strukturelle Probleme 2021 ungelöst geblieben waren. Selbst bisherige Unterstützer der chinesischen Führung wurden verunsichert, sowohl durch die mit äußerster Härte durchgeführte Repression der Demokratiebewegung in Hongkong und die fortdauernde Verletzung der Menschenrechte von Minoritäten wie in Xinjiang (wie den als brutal wahrgenommenen Einsatz von Masseninternierungseinrichtungen zur „Umerziehung“ ethnisch-religiöser Minoritäten), als auch durch die zunehmend offensive Außenpolitik der VR-China.

#### EU-Organe
Im Oktober 2018 rief die Europäische Union China mit Verweis auf dessen Verordnung zur „De-Extremifizierung“ in Xinjiang dazu auf, die Religionsfreiheit zu achten und seine Politik in Xinjiang zu ändern.
Während die chinesischen Behörden den bekannten uigurischen Wirtschaftsprofessor und Menschenrechtsaktivisten, Ilham Tohti, Ende September 2014 wegen „Separatismus“ zu lebenslänglicher Haftstrafe verurteilten, wurden Tohti im Westen verschiedene Menschenrechtspreise verliehen. So erhielt Tohti, der auch über den Kontakt mit Han-chinesischen Intellektuellen mehrfach im Konflikt zwischen Uiguren und chinesischer Regierung zu vermitteln versucht hatte, im Oktober 2016 den Martin Ennals Award, im Dezember 2017 den Menschenrechtspreis der Stadt Weimar und 2019 vom Europäischen Parlament den prestigeträchtigen Sacharow-Preis, den seine Tochter Jewher am 18. Dezember anstelle ihres inhaftierten Vaters annahm. Die Abgeordneten des Europäischen Parlaments forderten in einer am 19. Dezember 2019 angenommenen Resolution die unverzügliche Entlassung von Tohti und uigurischen Gefangenen aus den chinesischen Haftanstalten. Vor seiner Verhaftung und Inhaftierung war Tohti ein führender uigurischer Intellektueller und besonders bekannt für die 2006 von ihm gegründete und Nachrichten-Website Uighur Online, über die er daran gewirkt hatte, die Weltöffentlichkeit auf die Notlage der uigurischen Minderheit in Xinjiang aufmerksam zu machen. Tohti hatte ausführlich über die Misshandlung von Uiguren durch die chinesische Führung und deren Versuche geschrieben, die Assimilation der uigurischen Minderheit zu erzwingen, worauf die chinesischen Behörden seine Website Uighur Online mit der Behauptung geschlossen hatten, sie unterstütze Extremisten.
Laut der China-Expertin Nadine Godehardt von der Stiftung Wissenschaft und Politik (SWP) hat sich trotz der zunehmenden chinesischen Einflussnahme (Stand: 2020) „eine westliche Gegenstimme formiert“, indem zum Beispiel die Europäische Union China in ihrem Strategiepapier 2019 erstmals als einen „systemischen Rivalen“ bezeichnete. Zwei Monate vor Veröffentlichung dieses Strategiepapieres mit dem Titel „EU-China – Ein strategischer Ausblick“ hatte der Bundesverband der Deutschen Industrie (BDI) Anfang 2019 ein Grundsatzpapier mit dem Titel „Partner und systemischer Wettbewerber – Wie gehen wir mit Chinas staatlich gelenkter Volkswirtschaft um?“ publiziert, das laut BDI „als unmissverständlicher Appell an die politischen Entscheidungsträger“ in Deutschland und der EU zu verstehen war, die „bisherige China-Politik zu überdenken und die Systemunterschiede zu adressieren“. Die neue Strategie der EU, China nach dem Strategiepapier von März 2019 angesichts seines autoritären Gesellschaftsmodells als systemischen Rivalen zu behandeln, stellte einen Richtungs- und Narrativwechsel und Neudefinition der Beziehungen der EU zu China dar, da die China-Strategie des Europäischen Rats im Jahr 2016 noch von einer „positiven Agenda der Partnerschaft, verbunden mit einem konstruktiven Umgang mit Differenzen“ gesprochen hatte.
Nachdem sich Vertreter der EU-Mitgliedstaaten am 2. Dezember 2020 auf eine unter dem deutschen EU-Ratsvorsitz ausgehandelte Regelung geeinigt hatten, nahm der Europäische Rat am 7. Dezember 2020 nach dem Vorbild des 2016 vom US-Kongress beschlossen sogenannten Global Magnitsky Act den Beschluss und Regularien für ein neues Sanktionsinstrument an, mit dem die EU erstmals in die Lage versetzt wurde, gezielt gegen Einzelpersonen, Organisationen und Einrichtungen – einschließlich staatlicher und nichtstaatlicher Akteure – vorzugehen, die für schwere Menschenrechtsverletzungen und -verstöße in der ganzen Welt verantwortlich sind, daran beteiligt sind oder damit in Verbindung stehen. Die EU sollte dadurch unter anderem auch befähigt werden, gezielte restriktive Maßnahmen für Handlungen wie Völkermord, Verbrechen gegen die Menschlichkeit und andere schwere Menschenrechtsverletzungen oder -verstöße (z. B. Folter, Sklaverei, außergerichtliche Hinrichtungen, willkürliche Festnahmen oder Inhaftierungen) zu verhängen, die in China begangen wurden oder würden und setzte das neue Instrument auch bereits im März 2021 gegen China und damit erstmals in massiver Form ein.

##### Resolution des Europaparlaments
Am 17. Dezember 2020 verurteilte das Europaparlament (EP) in einer mit überwältigender Mehrheit der Parlamentarier verabschiedeten Resolution scharf die Unterdrückung und Ausbeutung der Uiguren und anderen muslimischen Minderheiten in China. Die Resolution legte China unter anderem willkürliche Festnahmen, Haftlager für Angehörige der uigurischen, kasachischen und kirgisischen Minderheiten sowie Zwangsarbeit in Fabriken innerhalb und außerhalb der Internierungslager Xinjiangs zur Last und appellierte an die chinesischen Behörden, diese Praktiken unverzüglich einzustellen. Das EP wies in seiner Entschließung vom 17. Dezember 2020 auch auf seine früheren Entschließungen zur Lage in China hin, insbesondere vom 19. Dezember 2019 zur Lage der Uiguren in China vor dem Hintergrund der „China Cables“, vom 18. April 2019 zu China und insbesondere zur Lage religiöser und ethnischer Minderheiten, vom 4. Oktober 2018 zu willkürlichen Massenfestnahmen von Uiguren und Kasachen in Xinjiang, vom 12. September 2018 zum Stand der Beziehungen zwischen der EU und China, vom 15. Dezember 2016, unter anderem zum Fall Ilham Tohti, vom 10. März 2011 zur Lage und zum Kulturerbe in Kaxgar und vom 26. November 2009 zum Thema Minderheitenrechte und Anwendung der Todesstrafe in China.
Bis März 2021 blieb die Kritik der EU am chinesischen Vorgehen gegen die Uiguren eher verhalten und die EU priorisierte den Abschluss des bereits sieben Jahre lang und maßgeblich auf deutsches Betreiben hin ausgehandelte Umfassenden Investitionsabkommens zwischen der EU und der VR China. Sein noch vor Ende der deutschen EU-Ratspräsidentschaft am 30. Dezember 2020 erfolgreich erreichter Abschluss konnte für China als Zeichen gewertet werden, dass die EU ihren ökonomischen Belangen Priorität einräumen und nicht auf der Seite der USA Partei im Konflikt gegen China einnehmen würde.
Im Jahr 2022 beschloss das Europaparlament nach einer internen Debatte, das Vorgehen Chinas in Xinjiang zunächst nicht als „Genozid“ zu bezeichnen. Der fraktionsübergreifenden Text zur Abstimmung des Europaparlaments über eine diesbezügliche Resolution am 9. Juni 2022 wurde daher entsprechend abgemildert und die Formulierung gewählt, die Misshandlungen an Uiguren in Xinjiang „kommen Verbrechen gegen die Menschlichkeit und einer ernsthaften Gefahr eines Völkermords gleich.“

##### EU-Sanktionen und Gegensanktionen Chinas
Am 22. März 2021 beschloss die EU dann jedoch Sanktionen wegen mutmaßlicher Menschenrechtsverletzungen in China mit Strafmaßnahmen gegen Verantwortliche für die Unterdrückung der Uiguren, die mit Veröffentlichung der von den Sanktionen betroffenen Personen im EU-Amtsblatt rechtskräftig wurden. Dem formellen Beschluss auf dem EU-Außenministertreffen war eine Einigung am 17. März vorangegangen. Von den Sanktionen waren vier Partei- und Regionalvertreter betroffen, darunter laut EU-Amtsblatt als „Architekt“ des „gegen Uiguren und Angehörige anderer muslimischer ethnischer Minderheiten gerichteten groß angelegten Überwachungs-, Internierungs- und Indoktrinationsprogramms“ Xinjiangs früherer stellvertretender Parteichef Zhu Hailun (朱海仑), ferner die laut EU-Amtsblatt an der Umsetzung des „gegen Uiguren und Angehörige anderer muslimischer ethnischer Minderheiten gerichteten groß angelegten Überwachungs-, Internierungs- und Indoktrinationsprogramms“ und insbesondere am Big-Data-Programm „Integrated Joint Operations Platform“ (IJOP) beteiligten Funktionäre des Sicherheitsapparats Wang Mingshan (王明山) und Chen Mingguo (陈明国), sowie der Parteisekretär des Xinjiang Produktions- und Aufbau-Korps Wang Junzheng (王君正), der laut EU-Amtsblatt „für schwere Menschenrechtsverletzungen in China verantwortlich“ war, „insbesondere für die massenhafte willkürliche Internierung und erniedrigende Behandlung von Uiguren und Angehörigen anderer muslimischer ethnischer Minderheiten sowie systematische Verstöße gegen die Religions- und Weltanschauungsfreiheit dieser Menschen“. Zudem war auch die Institution des Xinjiang Produktions- und Aufbau-Korps in Form dessen Büros für öffentliche Sicherheit (新疆生产建设兵团 公安局) selbst von den Sanktionen betroffen, das laut EU-Amtsblatt für schwere Menschenrechtsverletzungen in China verantwortlich war, „insbesondere die massenhafte willkürliche Internierung und erniedrigende Behandlung von Uiguren und Angehörigen anderer muslimischer ethnischer Minderheiten sowie systematische Verstöße gegen die Religions- und Weltanschauungsfreiheit dieser Menschen — unter anderem im Zuge der Durchführung des gegen muslimische ethnische Minderheiten gerichteten groß angelegten Überwachungs-, Internierungs- und Indoktrinationsprogramms von XPCC“, in dessen Rahmen laut EU-Amtsblatt „Uiguren und Angehörige anderer muslimischer ethnischer Minderheiten, insbesondere auf Baumwollfeldern, als Zwangsarbeiter“ eingesetzt wurden. Zu EU-Sanktionen gegen China war es zuvor zuletzt nach dem Tian’anmen-Massaker 1989 gekommen. Die im März 2021 verhängten EU-Sanktionen gehörten Medienberichten zufolge zu einem Bündel von Sanktionen, das von Verantwortlichen für schwere Menschenrechtsverletzungen aus verschiedenen Regionen der Welt bestimmt werden sollte. Beobachter werteten den Beschluss der EU-Außenminister laut Medienberichten auch als ein an die USA gerichtetes Zeichen für deren Bildung einer gegen China gerichteten internationalen Allianz. Auch die USA, Großbritannien und Kanada verhängten Medienberichten zufolge in Absprache mit der EU Sanktionen wegen der Unterdrückung der Uiguren in Xinjiang. US-Außenminister Blinken bezeichnete die Sanktionen der USA als einen Akt der Solidarität mit den Verbündeten der USA und sprach von einer geeinten transatlantischen Reaktion als starkes Zeichen an die für die Verletzung von internationalen Menschenrechten Verantwortlichen.
Die chinesische Regierung hatte bereits im Vorfeld des EU-Beschlusses vom 22. März Gegenmaßnahmen angekündigt und die staatliche Zeitung „Global Times“ hatte den deutschen Staat als Initiator der Sanktionen dargestellt und mit Verweis auf den Holocaust und den Völkermord an den Herero und Nama der deutschen Regierung das Recht abgesprochen, das Vorgehen des chinesischen Staates in Xinjiang zu verurteilen Medienberichte betonten, dass die EU-Sanktionen im Gegensatz zu den US-Sanktionen in auffälliger Weise Xinjiangs KPCh-Chef Chen Quanguo als einen der einflussreichsten Funktionäre Chinas aussparten, womit auf eine besonders symbolträchtige Sanktion verzichtet worden sei. Trotz der vergleichsweise vorsichtig vorgenommenen EU-Sanktionen sollen sie laut einer journalistischen Analyse des internationalen Korrespondenten der Chefredaktion der Wochenzeitung Die Zeit, Matthias Naß, aufgrund der zuvor gegenüber China eher zurückhaltenden Politik der EU in der chinesischen Führung große Überraschung und Verärgerung erzeugt haben. China reagierte auf den Beschluss der EU-Außenminister noch am 22. März mit scharfer Kritik und Sanktionen gegen zehn Personen und vier Institutionen der EU, darunter neben Politikern auch Wissenschaftler und Forschungseinrichtungen. Von den Sanktionen betroffen waren führende Abgeordnete des EU-Parlaments, nationale Abgeordnete in den Niederlanden, Belgien und Litauen und Forscher wie Björn Jedsen und Adrian Zenz. Zu den von den Sanktionen betroffenen Organisationen gehörten das Mercator Institute for China Studies (MERICS), die Alliance of Democracies Foundation (AoD), das Politische und Sicherheitspolitische Komitee und der Menschenrechtsausschuss im EU-Parlament (DROI). „Global Times“ zitierte den Leiter des Department of European Studies am China Institute of International Studies mit der Aussage, bei den chinesischen Sanktionen handele es sich um einen exakten und sogar härteren Gegenschlag in Antwort auf die EU-Sanktionen gegen chinesische Personen und Institutionen. Dem in Deutschland ansässigen MERICS warf die chinesische Regierung vor, China in Bezug auf die Menschenrechtslage im Lande zu „diffamieren“. Laut Global Times habe das MERICS „politisiert und dämonisiert“ und seit seiner Gründung im Jahr 2013 mit „Anti-China-Kräften“ zusammengearbeitet. MERICS-Angehörige würden oftmals den Standpunkt separatistischer Organisationen wie dem „berüchtigten Weltkongresses der Uiguren (WUC)“ zur „Verleumdung Chinas“ wiedergeben. Im Juni 2017 habe Berichten zufolge Kristin Shi-Kupfer als Forschungsleiterin von MERICS sowohl die Menschenrechtslage in China „offen diffamiert“, als auch China unterstellt, „oft andere Staaten gegeneinander ausgespielt“ zu haben. Der Unterausschuss für Menschenrechte im EU-Parlament (DROI) wurde laut Global Times von China beschuldigt, er habe unter dem Vorwand von Menschenrechtsbelangen „unverantwortliche Bemerkungen zu Chinas inneren Angelegenheiten“ gemacht, Funktionäre der Region Xinjkiang sanktioniert, häufig falsche Behauptungen wie Zwangsarbeit und Masseninternierungen ethnischer Minderheiten in der Region Xinjiang hochgespielt und sezessionistischen Unruhen in Hongkong „weißgewaschen“. Es sei zudem zur öffentlichen Verwendung der bei „separatistischen und terroristischen Kräften“ gebräuchlichen Bezeichnung „Ostturkestan“ durch Mitglieder des DROI gekommen. Die Vizepräsidentin des DROI, Hannah Neumann, habe Gerüchte „sezessionistischer uigurischer Aktivisten“ wiedergegeben wie die Internierung von Uiguren in „Konzentrationslagern“ und habe deutsche Unternehmen aufgefordert, sich aus Menschenrechtsgründen geschäftlich aus Xinjiang zurückzuziehen. Der Stiftung AoD warf China laut Global Times vor, sie habe seit ihrer Gründung im Jahr 2017 Staaten dazu aufgefordert gegen China Position einzunehmen. Auf ihren Hauptkonferenzen würden oftmals Menschenrechtsbelange in China erörtert und dabei auch wiederholt regierungsfeindliche Kräfte und Separatistenführer eingeladen.
Neben den USA, Kanada und Großbritannien schloss sich am 27. März 2021 auch Norwegen den EU-Sanktionen gegen Verantwortliche für die Unterdrückung der Uiguren in China an.
Im Dezember 2021 verlängerte die EU die aufgrund der Unterdrückung der uigurischen Minderheit Xinjiangs gegen die VR China (konkret gegen das Büro für öffentliche Sicherheit von Xinjiang sowie Vertreter des Parteikomitees Xinjiangs) verhängten Sanktionen um ein Jahr. Der Europäische Rat teilte dazu mit, die EU bekenne sich dazu, „Menschenrechtsverletzungen überall dort anzuprangern, wo sie vorkommen“.
Am 20. Mai 2022 nahm das Europäische Parlament in Reaktion auf die chinesischen Sanktionen mit überwältigender Mehrheit eine Entschließung an, die festlegt, dass das von Angela Merkel Ende 2020 durchgedrückte Umfassende Investitionsabkommen (CAI) mit China nicht ratifiziert werden kann, ehe die VR China nicht ihre Sanktionen gegen mehrere Europaabgeordnete, nationale Parlamentarier und Wissenschaftler zurückgenommen hat.

#### Großbritannien
Die Wissenschaft in Großbritannien unterlag in den 2010er Jahren teilweise gegensätzlichen geopolitischen Einflüssen.
Die von Premierminister David Cameron und Schatzkanzler George Osborne als „goldene Ära“ der britisch-chinesischen Beziehungen ausgerufene Regierungszeit einer konservativ-liberalen Koalition unter Cameron (2010–2016) war durch ein Primat der Ökonomie und das außenpolitische Ziel gekennzeichnet, in den wirtschaftlichen Beziehungen zu China mit Deutschland gleichzuziehen. Es kam zu finanziellen Abhängigkeiten britischer Universitäten von Studenten aus der VR China und von Drittmittel-Akquise, wobei chinesische Geldgeber zunehmend Einfluss gewannen, wie Konfuzius-Institute oder Forschungsgelder von Huawei. Diese neuen finanziellen Abhängigkeiten versuchte China für die Durchsetzung seiner geopolitischen Ziele in Großbritannien auszunutzen. Im Juli 2016 nahm Großbritannien die ETIM in seine Liste terroristischer Organisation auf, womit China zufriedengestellt wurde, das westliche Unterstützung für seinen Kampf gegen eine Gruppierung gefordert hatte, die angeblich die Abspaltung Xinjiangs von China anstrebe. Das britische Innenministerium stufte die ETIM als „islamistische terroristische und separatistische Organisation“ ein, die versuche, ein „unabhängiges Kaliphat“ in Xinjiang zu errichten. Das britische Innenministerium nannte die ETIM auch TIP und gab zudem an, der Sitz der Gruppierung liege in Stammesgebieten Pakistans, sie habe die Verantwortung für Angriffe in China übernommen, habe „eine aktive und sichtbare Präsenz im Syrienkrieg aufrechterhalten“ und ihren „Dschihad gegen die chinesischen Behörden“ detailliert beschrieben. Damit schloss sich Großbritannien den USA und den UN an, die die ETIM als terroristische Vereinigung aufführten, obwohl es international umstritten war, ob ETIM und TIP, wie von China behauptet, die gleiche Gruppierung sind, und obwohl Experten in Frage stellten, ob es sich überhaupt um eine beständige Gruppe handle. Westliche Länder hatten seit langem gezögert, China Geheimdiensterkenntnisse mitzuteilen oder auf andere Weise bei der Terrorismusbekämpfung in Xinjiang mit China zusammenzuarbeiten. Sie bemängelten, China habe nur wenige Beweise für die Existenz der ETIM vorgelegt und es bestünden Bedenken hinsichtlich möglicher Menschenrechtsverletzungen durch China. Die Aufnahme der ETIM in die Liste der verbotenen Organisationen durch Großbritannien erfolgte zu einem Zeitpunkt, als die chinesischen und britischen Staatsführer verkündeten, dass die Beziehungen zwischen den beiden Staaten ein „goldenes Zeitalter“ erleben.
Seit 2019 kam es zu einer Abkühlung der britisch-chinesischen Beziehungen, die besonders aufgrund der Unterdrückung der Demokratiebewegung in Hongkong und wegen des britischen Angebots der britischen Staatsbürgerschaft für Einwohner Hong Kongs belastet waren. Auch die Verabschiedung des chinesischen nationalen Sicherheitsgesetzes für Hongkong im Sommer 2020, das die Zensur im wissenschaftlichen Bereich über China hinaus auf internationalen Rahmen ausweitete, förderte den britisch-chinesischen Konflikt und wurde in Großbritannien als Einschränkung der Wissenschaftsfreiheit gedeutet. Einen weiteren Einfluss auf den britischen Chinadiskurs nahmen Entwicklungen in den Commonwealth-Staaten Australien, Neuseeland und Kanada mit den chinesische Handelssanktionen gegen Australien, der chinesischen Einschüchterungskampagne gegen neuseeländische Wissenschaftlerin Anne-Marie Brady und der chinesischen Geiseldiplomatie gegen Kanada. Schließlich belastete auch das zunächst nur in Fachkreisen, dann aber im Mainstream diskutierte Thema des „kulturellen Genozids“ oder der systematischen Menschenrechtsverletzungen in Xinjiang an den Uiguren das britisch-chinesische Verhältnis. Nachdem Großbritannien am 1. Januar 2020 die EU verlassen hatte und seit dem 1. Januar 2021 nicht mehr an die Regelungen der EU gebunden war, beschuldigte es China am 12. Januar 2021, Menschenrechtsverletzungen gegen seine uigurische Minderheit zu begehen, die das Ausmaß „schrecklicher Barbarei“ erreicht hätten. Der britische Außenminister Dominic Raab, der China bereits im Juli 2020 wegen seines Umgangs mit den Uiguren scharf kritisiert und in Hinblick auf „die Berichte über Zwangssterilisationen und Massenfestnahmen“ in Xinjiang „schwerwiegender, schockierender Menschenrechtsverletzungen“ beschuldigt hatte, warf China bei seiner Rede vor dem britischen Parlament im Januar 2021 Missbräuche „im industriellen Maßstab“ vor und kündigte neue Regelungen zum Verbot der Einfuhr von Waren an, die unter Verdacht standen mit dem Einsatz von Zwangsarbeit in Verbindung zu stehen. Der britische Schritt bildete einen Gegensatz zu dem im Dezember 2020 geschlossenen Handelsabkommen zwischen der EU und China, das größere Investitionen genehmigte und den chinesischen Markt für die EU geöffnet hatte, wegen der verbreiteten Vorwürfe von Zwangsarbeit in chinesischen Lieferketten aber in Kritik geraten war und Unstimmigkeit zwischen der EU einerseits und deren Partnern USA, Australien und Großbritannien andererseits gebracht hatte, die eine kritischere Position gegen China einnahmen. Großbritannien hoffte zu dieser Zeit, den „Brexit“ für seine „Global Britain“ genannte Strategie nutzen zu können, die außerhalb des EU-Verbandes ein globaler ausgerichtetes Großbritannien anstrebte und auch gezielte Sanktionen gegen Verletzer von Menschenrechten umfasste.
Am 17. März 2021 veröffentlichte das Business, Energy and Industrial Strategy Committee, ein Ausschuss des britischen Parlaments, nach sechsmonatigen Anhörungen und Expertenbeiträgen seinen 31-seitigen Bericht über uigurische Zwangsarbeit in Xinjiang und die britische Wertschöpfungsketten. Der Bericht führt einem eigenen Abschnitt 17 Schlussfolgerungen mit Empfehlungen an die britische Regierung auf. Am 17. Mai 2021 ging die Antwort der britischen Regierung auf den Bericht des Business, Energy and Industrial Strategy Committee vom 17. März ein und wurde in einer Gegenüberstellung zu den Empfehlungen des Ausschusses von diesem am 10. Juni veröffentlicht.
Nachdem Großbritannien - zeitgleich mit der EU, Kanada und den USA – aufgrund der Unterdrückung der Uiguren in Xinjiang Sanktionen gegen China verhängt und China darauf seinerseits mit Sanktionen gegen Politiker, Wissenschaftler und vier Organisationen der EU reagiert hatte, belegte der chinesische Staat am 26. März 2021 auch neun britische Einzelpersonen und vier britische Organisationen mit Sanktionen unter dem Vorwurf, dass diese „böswillig Lügen und Desinformation“ über den Umgang Chinas mit den Uiguren verbreitet hätten. Von den Sanktionen betroffen waren Medienberichten zufolge unter anderem fünf Mitglieder der Inter-Parliamentary Alliance on China, darunter die drei Conservative-Party-Abgeordneten Iain Duncan Smith (ehemaliger Conservative-Party-Vorsitzender), Nusrat Ghani und Tim Loughton. Ebenfalls betroffen waren als Leiter der China Research Group die Conservative-Party-Abgeordneten Tom Tugendhat (Vorsitzender des britischen Parlamentsausschusses für auswärtige Angelegenheiten) und Neil O’Brien. Des Weiteren betroffen war der 2007 für seine Verdienste um die internationale Strafjustiz zum Ritter geschlagene Rechtsanwalt Geoffrey Nice (Vorsitzender des Gräueltaten gegen die uigurische Minderheit untersuchenden „Uyghur Tribunal“ und bis 2006 Chefankläger im Milošević-Prozess vor dem ICTY). Ebenso betroffen war Helena Kennedy, Peer der Labour Party, Ko-Vorsitzende der Inter-Parliamentary Alliance on China (IPAC) und Beraterin des „Uyghur Tribunal“. Und schließlich richteten sich die chinesischen Sanktionen auch gegen die Uiguren-Forscherin Joanne Smith Finley, die Menschenrechtskommission der Conservative Party und die von dieser Partei gegründete China Research Group.
Am 22. April 2021 stufte das britische Parlament (House of Commons) den Umgang Chinas mit den Uiguren als „Genozid“ ein und forderte die britische Regierung auf, Maßnahmen zur Beendigung dieses Verbrechens zu ergreifen. Das House of Commons verabschiedete damit ohne Gegenstimmen eine von der Abgeordneten Nusrat Ghani eingebrachte, nicht verbindliche, parteiübergreifende Resolution, die behauptete, dass Uiguren und andere ethnische und religiöse Minderheiten in Xinjiang „Verbrechen gegen die Menschlichkeit und Genozid“ erleiden würden. Abgesehen von einer im Jahr 2016 anlässlich der vom Islamischen Staat unter anderem an Jesiden und Christen im Nordirak und in Syrien begangenen Gräueltaten handelte es sich erst um den zweiten Fall, in dem das britische Unterhaus aufgerufen worden war, mutmaßliche, noch andauernde Gräueltaten als Genozid anzuerkennen. Es war der erste Fall, bei dem eine Regierung eines anderen Staates von dem Vorwurf einer Genozid-Einstufung durch das britische Parlament betroffen war. Das britische Parlament schloss sich damit der Einstufung durch die USA, durch Kanada und durch die Niederlande an. Die britische Regierung unter Premierminister Boris Johnson vermied es hingegen weiterhin, eine Einstufung als des chinesischen Vorgehens gegenüber den Uiguren in Xinjiang als Genozid vorzunehmen und argumentierte, dass für die Entscheidung zur Erklärung eines Genozids kompetente nationale oder internationale Gerichte wie der Internationalen Strafgerichtshofn (IStGH) zuständig seien. Befürworter der verabschiedeten Resolution argumentierten dagegen, das britische Parlament müsse Maßnahmen ergreifen, da die VR China nicht die Zuständigkeit des IStGH unterzeichnet habe und der UNO keine ordnungsgemäße Untersuchung in der Region Xinjiang gestatten werde. Trotz der Opposition durch die Regierung wurde die Entschließung vom Parlament angenommen, weil die Minister nicht gegen sie stimmten. Die chinesische Regierung reagierte mit Verärgerung auf den Beschluss des britischen Parlaments und der Sprecher des Außenministeriums Zhao Lijian erklärte gegenüber der Nachrichtenagentur AFP, der „sogenannte Völkermord in Xinjiang“ sei „eine grosse Lüge“, die von «anti-chinesischen Kräften» erdacht worden sei. Auch die chinesische Botschaft in Großbritannien verurteilte den Beschluss des britischen Parlaments in einer Erklärung am 23. April 2021 als „absurdeste Lüge des Jahrhunderts, eine ungeheuerliche Beleidigung und ein Affront gegen das chinesische Volk“ und forderte die britische Regierung auf, Chinas Kerninteressen zu respektieren und die „falschen Schritte“ unverzüglich zu korrigieren.

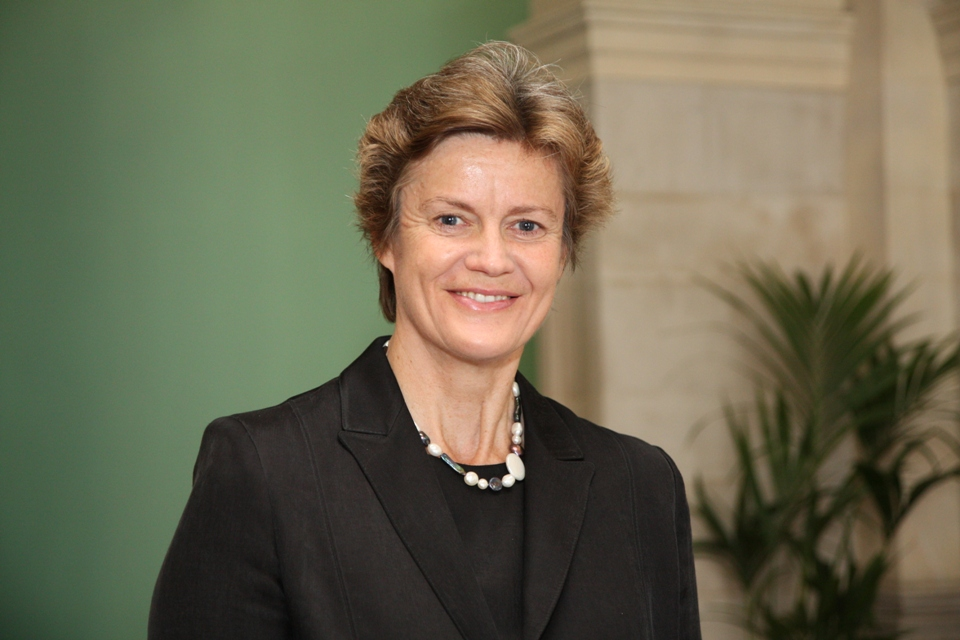
Barbara Woodward

Am 12. Mai 2021 erklärte die britische Botschafterin bei den UN, Barbara Woodward, auf einer von Deutschland, den USA und Großbritannien organisierten UN-Veranstaltung zur Menschenrechtssituation für die Uiguren und anderen turksprachigen Minderheiten in Xinjiang, die Beweise deuteten auf ein „Programm zur Unterdrückung bestimmter ethnischer Gruppen“ hin. Es handele sich um „eine der schlimmsten Menschenrechtskrisen unserer Zeit“. Sie forderte China auf, der UN-Menschenrechtskommissarin Michelle Bachelet „sofortigen, sinnvollen und ungehinderten Zugang“ zur Untersuchung der Lage zu gewähren.
Am 8. Juli 2021 veröffentlichte das Foreign Affairs Committee des House of Commons einen auf Recherchen und Zeugenaussagen beruhenden, 37-seitigen Bericht zur Situation in Xinjiang.
„Uyghur Tribunal“
Vom 4. bis zum 7. Juni 2021 führte in London ein laut Medienangaben „unabhängiges“ Gremium öffentliche Anhörungen durch, mit denen es die mutmaßlich von China an der uigurischen Minderheit und anderen turksprachigen muslimischen Gruppen seit 2017 begangenen Menschenrechtsverletzungen wie Genozid und Verbrechen gegen die Menschlichkeit untersuchen wollte. Diese erste Sitzungsreihe des Gremiums führte im Zeitraum von vier Tagen Anhörungen der Aussagen von mehr als 30 Zeugen und Experten durch, darunter auch von einem Dutzend Experten wie Darren Byler, Jo Smith Finley, Nathan Ruser, Adrian Zenz, Rian Thum, Rachel Harris, David Tobin und Sean Roberts. Eine zweite Sitzungsreihe wurde für den Zeitraum vom 10. bis zum 13. September 2021 angekündigt. Die von ihren Organisatoren als „Uyghur Tribunal“ (dt.: „Uiguren-Tribunal“) und als „Volkstribunal“ bezeichneten Anhörungen waren von dem in London ansässigen Geschäftsmann und Multimillionär Nicholas (Nick) Vetch organisiert worden, der als stellvertretender Vorsitzender des Gremiums fungierte und bereits 2019 an ähnlichen Anhörungen zur Untersuchung von Vorwürfen von Organraub in China beteiligt gewesen war. Den Vorsitz des achtköpfigen Gremiums, dem Menschenrechtsanwälte und -experten sowie Experten aus den Bereichen Medizin, Erziehung und Anthropologie angehörten, führte der bekannte Menschenrechtsanwalt Geoffrey Nice, der aufgrund seiner Rolle als Vorsitzender des „Uyghur Tribunal“ zu den Betroffenenen der im März 2021 von China verhängten Sanktionen gehörte und auch 2019 den Vorsitz für das unabhängige „China Tribunal“ geführt hatte, welches zu dem Schluss gekommen war, dass die chinesischen Behörden weiterhin Organe von hingerichteten und mutmaßlich vom Staat verfolgten Häftlingen entnehmen, einschließlich solcher religiöser Minderheiten wie Anhänger der Falun-Gong-Bewegung. Das „Uyghur Tribunal“ war am 3. September 2020 auf Bitte von Dolkun Isa als dem Vorsitzenden der größten und von den USA finanzierten Exil-Uiguren-Organisation (WUC) vom Juni 2020 hin mithilfe der Coalition Against Genocide eingerichtet worden. Das sogenannte „Uyghur Tribunal“ war keiner Regierung angeschlossen, wurde nicht von der britischen Regierung unterstützt, noch hatten andere westlichen Staaten einer Beteiligung zugestimmt. Sein für Dezember 2021 angesetztes Urteil war rechtlich für keine Regierung bindend. Die Organisatoren verfolgten Medienangaben zufolge mit dem Prozess das Ziel, die internationale Aufmerksamkeit für Menschenrechtsverstöße gegen die Uiguren in Xinjiang zu wecken und eine Vorgehen der internationalen Gemeinschaft gegen die Misshandlung der Uiguren zu bewirken. Das Tribunal sollte Medienangaben zufolge feststellen und in einem für Dezember 2021 angesetzten Bericht der neun in Großbritannien ansässigen Juroren veröffentlichen, ob die mutmaßlichen Menschenrechtsverletzungen der chinesischen Regierung gegen uigurische Muslime in Xinjiang den Tatbestand des Genozids erfüllen. Nach 18 Monaten erklärte das Gremium, das drei Sitzungsreihen mit Anhörungen von Zeugen und Sachverständigen (darunter auch Anthropologen, Politikwissenschaftler und internationale Anwälte) die VR China in einem veröffentlichten „Urteil“ sowohl in Bezug auf den Vorwurf von Verbrechen gegen die Menschlichkeit für schuldig, als auch aufgrund von zwangsweisen Verhütungsmaßnahmen in Bezug auf den Vorwurf des Genozids. Anfragen des Gremiums an Regierungen wie die der USA, Großbritanniens und Japans, dem Tribunal ihre Beweismateralien mitzuteilen, wurden von allen Regierungen abgelehnt.
China hatte bereits im Vorfeld die geplanten Anhörungen öffentlich verurteilt, seine Teilnahme an der Veranstaltung verweigert und das „Uyghur Tribunal“ und seine Beteiligten im März 2021 mit Sanktionen belegt. Das chinesische Außenministerium erklärte im Mai 2021, es handele sich weder um ein „wirkliches Tribunal“, noch um ein „Sondergericht“, sondern lediglich um eine „besondere Maschine zur Herstellung von Lügen“.

#### EU-Staaten

##### Deutschland
Seit 2011 führten Deutschland und China die sogenannten deutsch-chinesischen Regierungskonsultationen, die einen hochrangigen Regierungsdialog darstellen, wie er ausschließlich mit besonders engen Partnern vereinbart wird. 2014 erfuhren die deutsch-chinesischen Beziehungen darüber hinaus eine Aufwertung als „umfassende strategische Partnerschaft“. Die Lage der Uiguren in China wurde in der deutschen Außenpolitik mit Rücksicht auf eine Verärgerung der chinesischen Führung und eine Versperrung lukrativer Märkte für die deutsche Industrie lange Zeit nur mit äußerster Zurückhaltung erörtert. Bei den fünften deutsch-chinesischen Regierungskonsultationen im Jahr 2018 betonten beide Staaten ausdrücklich ihre Beziehung als „verantwortungsvolle Partner für eine bessere Welt“ und bekannten sich zum „Primat der regelbasierten internationalen Ordnung“, zu den von beiden Staaten unterzeichneten Menschenrechtsübereinkünften und zur Unterstützung der UNO und ihrer Ziele. Medienangaben von August 2018 zufolge wurden auf Beschluss des Bundesinnenministeriums Abschiebungen (engl. deportation) von Uiguren oder Angehörigen anderer mehrheitlich muslimischer Minderheiten aus Deutschland nach China bis auf Weiteres aufgrund der Menschenrechtslage ausgesetzt, nachdem das Länderanalysereferat des Bundesamtes für Migration und Flüchtlinge zuvor relevante Länderinformationen zur Lage der Uiguren zusammengestellt habe. Das Auswärtige Amt warnte zu diesem Zeitpunkt zudem seit kurzem auf seiner Website mit dem Reisehinweis: „In Xinjiang kommt es seit Monaten vermehrt zu Verhaftungen und Passentzug. Betroffen sind insbesondere Personen uigurischer Abstammung“. Aus einem Lagebericht des Auswärtigen Amts von Dezember 2019 geht zwar hervor, das Ministerium habe Erkenntnisse über „lückenlose digitale Kontrolle und Überwachungsmaßnahmen, willkürliche Verhaftungen, Sippenhaft, massive Einschränkungen der Religionsausübung, Masseninternierungen von wahrscheinlich über 1 Mio. Menschen, DNA-Erfassungen, ideologische Indoktrinierung“. Dennoch war beispielsweise auch ein Jahr nach Bekanntwerden der 2019 veröffentlichten China Cables eine als Reaktion zunächst angekündigte, unabhängige Beobachter-Mission nicht zustande gekommen (nach Angabe des Auswärtigen Amts aufgrund des Widerstands Chinas), die sich selbst in Xinjiang einen Eindruck von der Menschenrechtslage hatte verschaffen sollen.
Mit dem Strategiewechsel der EU-Kommission, die China seit 2019 als „systemischen Rivalen“ betrachtete, der statt einer von Demokratie und Marktwirtschaft geprägten westlichen Gesellschaftsform ein autoritäres und staatskapitalistisches Regierungsmodell verfolgte und sich international als erfolgreicher Vertreter der Vereinbarkeit von ökonomischem Erfolg und autoritärem Staat präsentierte, war auch eine deutliche Abkehr in der Haltung der deutschen Politik gegenüber China verbunden. Während zuvor globale Verflechtung und Arbeitsteilung in der Ökonomie als Mittel zur Vermeidung von internationalen Konflikten betrachtet worden waren, stellten sie nach neuer geoökonomischer Auslegung eine Gefahr durch Ausnutzung von Abhängigkeiten in der internationalen ökonomischen Vernetzung dar.
Nach Veröffentlichung der als „Karakax-List“ bekanntgewordenen, geleakten chinesischen Regierungsdokumente äußerte der Beauftragte der Bundesregierung für weltweite Religionsfreiheit, Markus Grübel, am 19. Februar 2020 „große Besorgnis“ über die Verfolgung von Uiguren. Gegenüber der Deutschen Welle sagte Grübel, die von der chinesischen Regierung ausgeübte Zwangsassimilation der Uiguren könne nicht hingenommen werden. Die Menschen würden aufgrund ihres Glaubens interniert, Kinder von ihren Eltern getrennt und alle Lebensbereiche von der chinesischen Regierung überwacht, so dass ein menschliches Leben nicht mehr stattfinden könne.
Am 2. Dezember 2020 veröffentlichte die deutsche Bundesregierung dann einen neuen Menschenrechtsbericht, der vom Auswärtigen Amt erstellt und vom Bundeskabinett angenommen wurde und der ungewohnt scharfe Kritik am Vorgehen Chinas in der Uigurenfrage äußerte. Darin beklagt die deutsche Bundesregierung, zentrale Grundsätze der Rechtsstaatlichkeit seien weiterhin nicht gewahrt, die chinesische Justiz unterstehe der Kontrolle der KPCh und werde von dieser als Werkzeug zur Machtdurchsetzung betrachtet. Zur Lage der Uiguren in Xinjiang heißt es im Bericht:

„Besonders kritisch ist die Menschenrechtslage in den Autonomen Regionen Xinjiang und Tibet. Die Menschenrechtslage hat sich insbesondere in Xinjiang durch die Ausweitung von Repression, Überwachung und Masseninternierungen weiter verschlechtert. Berichtet wird u. a. von Zwangsarbeit und staatlichen Zwangsmaßnahmen zur Geburtenkontrolle, die insbesondere gegen die uigurische Minderheit gerichtet sind. Die Maßnahmen zielen auf die „Sinisierung“ der religiösen und kulturellen Identitäten der Minderheiten in diesen Regionen ab. Die Zentralregierung geht gegen jegliche (auch vermeintliche) Autonomie- und Unabhängigkeitsbestrebungen in Minderheitengebieten mit großer Härte vor.“

Auf diplomatischer Ebene wurden die deutsch-chinesischen Beziehungen 2021 in wachsendem Maße von Konflikten dominiert. Zwar stellte China seit Jahren den wichtigsten Handelspartner für Deutschland dar, doch kollidierten wirtschaftliche Interessen mit der in den Vordergrund rückenden Systemrivalität zu China. Im Vorfeld der sechsten deutsch-chinesischen Regierungskonsultationen 2021 gehörte die massive Verfolgung der uigurischen Minorität Xinjiangs zu den zunehmend hervortretenden Hauptkonflikten. Von China wurde Deutschland als Initiator der EU-Sanktionen gegen China vom 22. März 2021 dargestellt, während die FAZ mit Berufung auf ungenannte Diplomaten berichtete, die deutsche Regierung habe dabei „keine herausgehobene Rolle“ eingenommen. Der WUC-Vorsitzende Dolkun Isa sagte im April 2021 gegenüber Medien, die deutsche Bundesregierung habe „hinter den Kulissen dazu beigetragen, dass die europäischen Sanktionen zustande gekommen sind“. Der Vorsitzende des Auswärtigen Ausschusses im deutschen Bundestag, Norbert Röttgen, warnte für die Regierungskonsultationen am 28. April 2021 in Bezug auf den deutschen Umgang mit China, in Deutschland werde zu wenig und mit zu wenig Realismus das strategische Vorgehen Chinas wahrgenommen, bei dem China in Deutschland und anderen Staaten eine strategische Soft-Power-Politik verfolge, Einfluss erlange und bei Bedarf Abhängigkeiten schaffe.
Am 12. Mai 2021 forderte der deutsche UN-Botschafter Christoph Heusgen auf einem von Deutschland, den USA und Großbritannien gegen den Widerstand der chinesischen Führung ausgerichteten und von der VR China als unzulässige Einmischung in seine innere Angelegenheiten kritisierten UN-Treffen den Abriss der Internierungslager für Uiguren in Xinjiang mit dem Hinweis, in Xinjiang würden die Menschenrechte nicht respektiert. Angesichts der Äußerung eines chinesischen Diplomaten auf dem UN-Treffenm, dass China nichts zu verbergen habe, äußerte Heusgen sein Erstaunen darüber, warum China dann der UN-Menschenrechtskommissarin „nicht endlich ungehinderten Zugang“ gewähre. Er beklagte zudem, die an der Veranstaltung teilnehmenden Länder seien „massiven Bedrohungen durch China“ ausgesetzt gewesen. Heusgen beteuerte, die betreffenden Akteure würden sich trotz des auf viele von ihnen ausgeübten Drucks dazu verpflichten, „ihre Bemühungen fortzusetzen, bis die Uiguren wieder in Freiheit leben können, bis sie nicht mehr inhaftiert sind, nicht mehr Opfer von Zwangsarbeit und anderen Menschenrechtsverletzungen sind, bis sie Religions- und Meinungsfreiheit ausüben können“. Im Juni 2020 forderte der deutsche EU-Parlamentarier Reinhard Bütikofer vor dem Hintergrund der Aufhebung des Sonderstatus von Hongkong durch das Sicherheitsgesetz für Hongkong von den europäischen Staaten, sich in ihrer politischen Linie gegenüber China nicht durch wirtschaftliche Abhängigkeiten von China einschränken zu lassen, sondern stattdessen die Appeasement-Politik gegenüber der chinesischen Führung zu beenden. Bis zum Jahr 2021 war es in Deutschland zu einem Wandel im Diskurs zu China gekommen, indem sich nur noch wenige Unterstützer der chinesischen Politik öffentlich zu Wort meldeten und die deutsche Bundeskanzlerin Angela Merkel mit ihrer fortdauernd positiven Einschätzung der chinesischen Politik relativ isoliert erschien.
Die deutsche Bundesaußenministerin Annalena Baerbock forderte die chinesische Regierung am 3. März 2022 in einer Videoansprache vor dem UN-Menschenrechtsrat auf, der UN-Menschenrechtskommissarin uneingeschränkten Zugang zur Klärung der Lage der uigurischen Minderheit in China zu gewähren. Am 24. Mai 2022 sprach Baerbock in einer Videokonferenz mit dem chinesischen Außenminister Wang Yi die am gleichen Tag von einem internationalen Medienkonsortium veröffentlichten Berichte zu den Xinjiang Police Files an und forderte von der chinesischen Regierung Aufklärung. Das deutsche Außenministerium sprach in diesem Zusammenhang von „schockierenden Berichten und neuen Dokumentationen über schwerste Menschenrechtsverletzungen“. Am 25. Mai 2022 kündigte die deutsche Bundesregierung (Kabinett Scholz) an, auf Abstand zu China gehen. Der deutsche Vizekanzler Robert Habeck erklärte, bei der VR China handle es sich zwar um einen bedeutenden Handelspartner Deutschlands, doch bestünden „sehr relevante Probleme“, auch bei der Einhaltung von Menschenrechten und Deutschland werde seine Abhängigkeiten zur VR China reduzieren. Am 26. Mai 2022 reagierte auch der deutsche Bundeskanzler Olaf Scholz auf die Veröffentlichung der Xinjiang Police Files, indem er die Behandlung der Uiguren durch China als Verletzung der Menschenrechte verurteilte und auf dem Weltwirtschaftsforum in Davos im Mai 2022 sagte, die Welt dürfe „nicht darüber hinwegsehen, wenn Menschenrechte verletzt werden, wie wir das gerade in Xinjiang sehen“. Am 27. Mai 2022 berichtete Der Spiegel, das Bundeswirtschaftsministerium habe vor dem Hintergrund der Menschenrechtsverletzungen gegen Uiguren in Xinjiang erstmals die Verlängerung von staatlichen Investitionsgarantien für ein deutsches Unternehmen in China verweigert. Einige Tage später erklärte Jörg Hofmann, Erster Vorsitzender der IG Metall und stellvertretender Vorsitzender des Aufsichtsrats von Volkswagen, es gebe kaum noch einen Zweifel daran, dass in Xinjiang Menschenrechtsverletzungen stattfänden, und forderte den Volkswagen-Konzern auf, das VW-Werk in Xinjiang daher zu schließen.
Nach Publikation des OHCHR-Berichts zur Lage der Uiguren und anderer Minderheiten in Xinjiang forderte die deutsche Bundesregierung die chinesische Führung über das Auswärtige Amt am 1. September 2022 zur Einhaltung der Menschenrechte auf und erklärte, alle willkürlich Inhaftierten müssten sofort freigelassen und die Vorwürfe schwerster Menschenrechtsverletzungen von unabhängiger Seite aufgeklärt werden. Olaf Scholz forderte China in seiner ersten Rede vor der UN-Generalversammlung (77. Vollversammlung der UN) in New York auf, die Empfehlungen des OHCHR-Berichts zu einem besseren Umgang mit den Uiguren umzusetzen, was von der chinesischen Führung zurückgewiesen wurde.

##### Niederlande
Am 25. Februar 2021 stufte das niederländische Parlament – als erste Volksvertretung innerhalb der EU und als erster europäischer Staat überhaupt – den repressiven Umgang der chinesischen Behörden mit den Uiguren in Xinjiang in einer nicht verbindlichen parlamentarischen Resolution als Genozid ein. Ohne die Urheber des Vorgangs namentlich zu nennen, nahm die Zweite Kammer der Generalstaaten mit großer Mehrheit die Resolution an, die wörtlich erklärte, dass „in China ein Genozid an der Minderheit der Uiguren stattfindet“. Zur Begründung führte die Resolution an, dass China Straflager eingerichtet und Maßnahmen geschaffen habe, „um Geburten innerhalb einer bestimmten Gruppe zu verhindern“. Die Resolution verwies auf die UN-Konvention gegen Völkermord, die derartige Methoden unter Strafe stellt, wenn sie die Intention verfolgen, eine ethnische Gruppe zu zerstören. Die Unterstützer der Resolution hofften darauf, dass weitere europäische Parlamente entsprechende Beschlüsse fassen würden, nachdem das kanadische Parlament schon am 22. Februar 2021 – wie in den Niederlanden entgegen dem Rat der Regierung – einen Antrag angenommen hatte, der die politische Verfolgung der Uiguren als Genozid bezeichnete.
Am 22. März 2021 verhängte China Sanktionen gegen den niederländischen Abgeordneten Sjoerd Sjoerdsma von den Democraten 66 mit der Begründung, Sjoerdsma habe im Februar 2021 im niederländischen Parlament den Antrag eingeleitet, der dazu führte, dass das niederländische Parlament als erste europäische Legislative die chinesische Politik in Xinjiang als Genozid eingestuft habe. Zudem warf die staatliche chinesische Zeitung „Global Times“ Sjoerdsma vor, er habe die vom chinesischen Staat „Berufsbildungszentren“ genannten Einrichtungen ohne jegliche solide Beweise als „die größte Masseneinkerkerung ethnischer Minderheiten seit dem Zweiten Weltkrieg“ bezeichnet.

##### Litauen
Im Jahr 2019 war Litauen einer von etwa einem Dutzend unterzeichnenden EU-Staaten, die das chinesische Vorgehen in einem Brief an den UN-Menschenrechtskommissar verurteilt hatten. Am 20. Mai 2021 verabschiedete das litauische Parlament (Seimas) eine nicht bindende Resolution, die das Vorgehen Chinas gegen die uigurische Minderheit als Genozid bezeichnete, eine rechtliche UN-Untersuchung des „uigurischen Genozids“ und der Internierungslager in Xinjiang forderte und das Europäische Parlament sowie die Europäische Kommission aufforderte, die „Kooperationspolitik der EU“ mit der VR China zu überdenken und eine klare Haltung zu den „massiven, systematischen und schwerwiegenden Menschenrechtsverletzungen, Verbrechen gegen die Menschlichkeit und dem uigurischen Genozid“ zu formulieren. Litauen war damit nach den Niederlanden und Großbritannien der dritte Staat in Europa, dessen Parlament sich der Haltung der US-amerikanischen Regierung sowie des kanadischen Parlaments in der Genozid-Einordnung der chinesischen Politik gegenüber den Uiguren angeschlossen hatte. Litauen war mit der Parlamentsabstimmung vom 20. Mai 2021 der erste Staat, der Teil der One Belt, One Road-Initiative war und eine solche Einordnung des chinesischen Vorgehens als Genozid an den Uiguren eingenommen hatte. Das chinesische Außenministerium wandte sich am 21. Mai 201 entschieden gegen die Resolution des litauischen Parlaments und forderte Litauen auf, seine Fehler zu korrigieren, um eine Beeinträchtigung der chinesisch-litauischen Beziehungen zu vermeiden.
Der Resolution war eine entsprechende Debatte im litauischen Parlament am 22. April 2021 vorausgegangen. Auf Sanktionen der EU gegen China waren Maßnahmen Chinas gegen europäische Diplomaten gefolgt, unter denen sich auch vier litauische Politiker befanden. Am 22. März 2021 hatte China die litauische Parlamentsabgeordnete Dovilė Šakalienė als eine der Gründerinnen und Leiterinnen der Inter-Parliamentary Alliance on China (IPAC) mit Sanktionen belegt, nachdem Šakalienė vorgeschlagen hatte, im litauischen Parlament eine Resolution zur Verfolgung von Uiguren und anderen Minderheiten in China zu verfassen. Die staatliche chinesische Global Times hatte die Sanktionen gegen Šakalienė damit begründet, dass Šakalienė Xinjiang böswillig mit sensationsheischenden Anschuldigungen wie „sexuellem Missbrauch“ und „Folter von Millionen“ verunglimpft, die Bevölkerung Xinjiangs für anti-chinesische Zwecke instrumentalisiert, die chinesische Xinjiang-Politik als „Genozid“ bezeichnet und das litauische Parlament im Februar 2021 aufgerufen habe, eine internationale Untersuchung der mutmaßlichen von China an den Uiguren begangenen Verbrechen gegen die Menschlichkeit und des Genozids einzuleiten.

##### Italien
Italien war der erste G7-Mitgliedstaat, der sich der chinesischen „One Belt, One Road“-Initiative 2019 angeschlossen hatte, und wurde dafür von der EU und von den USA kritisiert. 2021 entspann sich in Italien eine die regierende Koalition belastende Debatte um die Frage, ob die Behandlung der uigurischen Minderheit durch China als „Genozid“ bezeichnet werden sollte. Am 26. Mai 2021 verabschiedete die Camera dei deputati einstimmig einen Text, der nach viermonatiger Debatte verschiedene, von den Abgeordneten Paolo Formentini, Andrea Delmastro, Lia Quartapelle, Iolanda Di Stasio und Valentino Valentini eingebrachte Resolutionsvorschläge in einem überparteilichen Konsens vereinte und das chinesische Vorgehen gegen Uiguren und andere turksprachige Minderheiten in Xinjiang als Verbrechen verurteilte, wobei die verabschiedete Resolution besonderes Gewicht auf illegale Maßnahmen zur Geburtenkontrolle, auf die Unterdrückung der Religionsfreiheit, auf Zwangsarbeit, auf Internierungslager, auf willkürliche Inhaftierungen und auf massive digitale Überwachungsmaßnahmen legte. Die Resolution verwendete den Begriff „Genozid“ für das chinesische Vorgehen gegen die Uiguren in Xinjiang nicht selbst, sondern nur mit Verweis auf die entsprechenden Einstufungen durch das US-Außenministerium unter den Regierungen Donald Trumps und Joe Bidens sowie durch das britische Parlament.

##### Tschechien

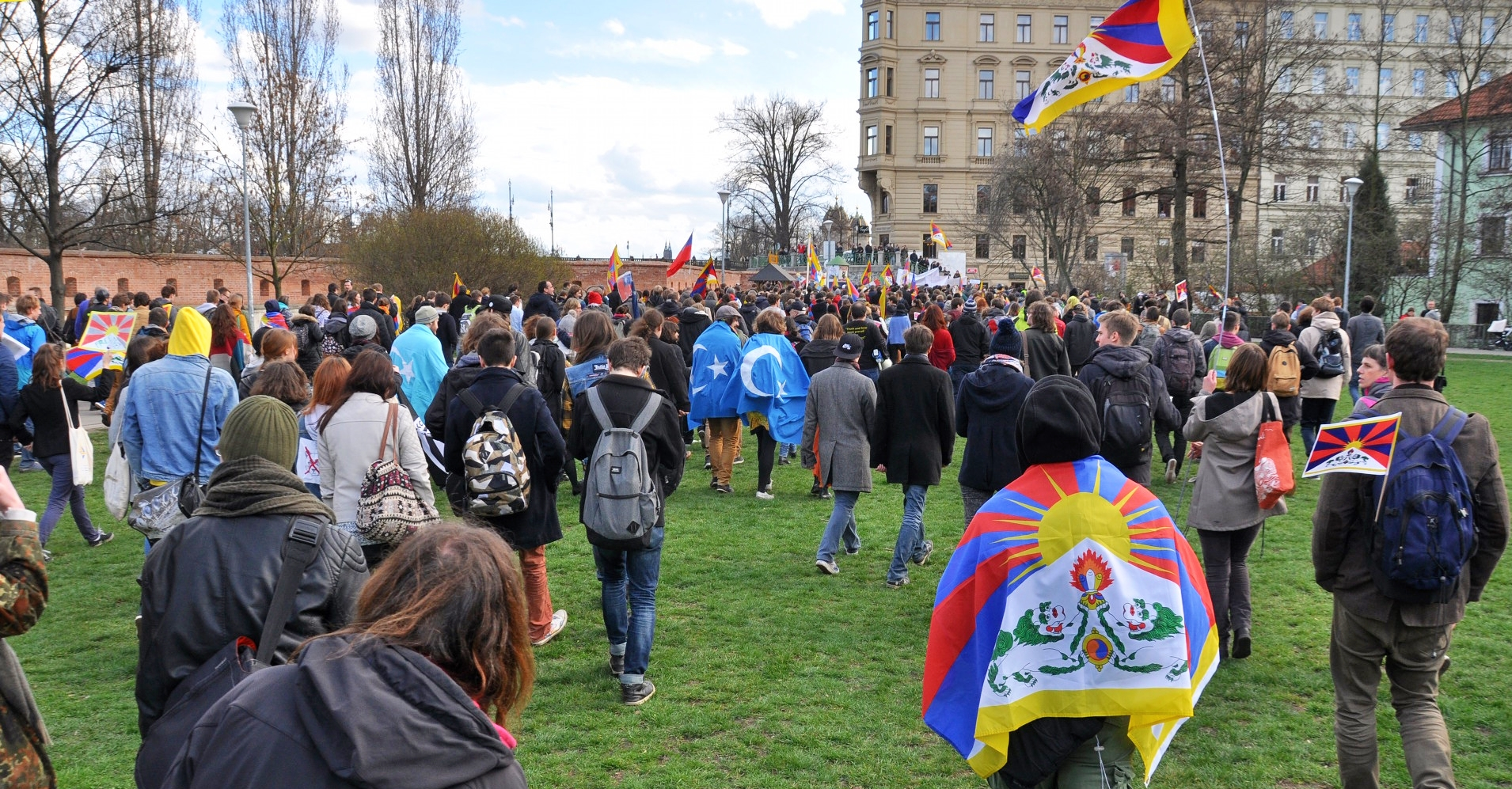
Flagge der uigurischen Unabhängigkeitsbewegung und Flagge der Exilregierung Tibets auf einer Demonstration gegen die KPCh in Prag im Jahr 2016

Am 20. März 2019 verabschiedete der Senat des Parlaments der Tschechischen Republik eine Resolution, in der er seine Besorgnis darüber bekundet, dass die staatlichen Behörden der VR China die Menschen- und Bürgerrechte von Angehörigen nationaler Minderheiten, die in den Autonomen Regionen Xinjiang und Tibet leben, in großem Umfang verletzen. Der tschechische Senat bekundet in dieser Entschließung seine Unterstützung für die Angehörigen der nationalen Minderheiten dieser Regionen und ruft die Regierung der Tschechischen Republik auf, die Regierung der VR China zur unverzüglichen Beendigung der Verfolgung ihrer Bürger aufgrund ihres Glaubens oder ihrer ethnischen Zugehörigkeit aufzufordern.
Am 18. März 2021 sprach sich der Ausschuss für auswärtige Angelegenheiten des tschechischen Parlaments in einer Resolution gegen die unmenschliche Behandlung der Volksgruppe der Uiguren in der VR China aus und erklärte förmlich, dass die Außenpolitik der Tschechischen Republik die Demokratie und die Menschenrechte achte und dass die Verletzung dieser Grundwerte durch die VR China vorbehaltlos verurteilt werden müsse. Der Ausschuss forderte die Regierung der Tschechischen Republik förmlich auf, eine klare und grundsätzliche Position zu den schweren Menschenrechtsverletzungen in Xinjiang einzunehmen. Am 10. Juni 2021 nahm der Senat des Parlaments der Tschechischen Republik nach voriger Zustimmung durch den Ausschuss für auswärtige Angelegenheiten, Verteidigung und Sicherheit einstimmig eine Resolution an, die die Behandlung der Uiguren und anderen ethnischen und religiösen Minderheiten in Xinjiang durch die Regierung der VR China als „Genozid und Verbrechen gegen die Menschlichkeit“ bezeichnete. Nachdem zuvor bereits in Kanada, den Niederlanden, Großbritannien und Litauen Parlamente ähnliche Resolutionen verabschiedet hatten, war der tschechische Senat das weltweit fünfte Parlament, das das Vorgehen der VR China gegen die Uiguren als Genozid bezeichnete.

##### Belgien
Die als „Vivaldi-Koalition“ bekannten Mehrheitsfraktionen der belgischen Abgeordnetenkammer einigten sich im Juni 2021 auf eine gemeinsame Haltung gegenüber dem Vorgehen der VR China gegen die uigurische Minderheit und reichten im zuständigen Parlamentsausschuss Änderungsanträge eines Resolutionsvorschlags ein, mit denen sie die „ernste Gefahr eines Völkermordes“ anerkannten und die „Verfolgungen und massiven Menschenrechtsverletzungen in der Autonomen Region Xinjiang, die Verbrechen gegen die Menschlichkeit darstellen können“, verurteilten. Am 15. Juni stimmte dann der Außenausschuss der belgischen Abgeordnetenkammer für eine Resolution, die das Vorgehen der VR China gegen die der Uiguren angeprangert und vor einem „ernsten Risiko des Völkermords“ warnt. Nach ähnlichen verabschiedeten Resolutionen in Kanada, den Niederlanden, Großbritannien, Litauen und Tschechien hatten damit im Zusammenhang mit dem chinesischen Vorgehen gegen die Uiguren international sechs Parlamente den auch vom US-Außenministerium offiziell dafür gebrauchten Begriff „Genozid“ in ihren Resolutionen verwendet.
Die VR China zeigte sich nicht mit einer vor einer ernsten Gefahr eines Genozids an den chinesischen Uiguren warnenden Resolution einverstanden, forderte über sein Außenministerium „Belgien auf, seinen Fehler sofort zu korrigieren“ und warnte vor einer Verschlechterung der Beziehungen zwischen China und Belgien.

##### Frankreich
Die französische Regierung verschärfte ihre Kritik an der chinesischen Führung im Umgang mit den Uiguren am 24. Februar 2021, indem der französische Außenminister Jean-Yves Le Drian per Videoschaltung vor dem UN-Menschenrechtsrat die „institutionelle Unterdrückung“ der uigurischen Minderheit durch China harsch verurteilte. Am 9. März 2021 erklärte die französische Regierung, sie betrachte die Berichte über Zwangssterilisationen und Massenverhaftungen von Uiguren in China als „belegt“. Wörtlich sagte Le Drian vor dem Senat: „Zwangssterilisationen, der sexuelle Missbrauch in den Lagern, das Verschwindenlassen, die Massenverhaftungen, die Zwangsarbeit, die Zerstörung des kulturellen Erbes, die Überwachung der Bevölkerung, all das ist belegt“. Er bekräftigte dabei nochmals seine am 24. Februar vor den UN gesprochenen Worte, indem er China ein „System der institutionalisierten Unterdrückung“ der Uiguren vorwarf.
Am 20. Januar 2022 beschloss die Nationalversammlung Frankreichs nahezu einstimmig eine im Juni 2021 von Abgeordneten als Vorlage formulierte und von der Parti socialiste (PS) ins Parlament eingebrachte, rechtlich nicht bindende Resolution, die den Umgang der chinesischen Behörden mit der Volksgruppe der Uiguren als „Verbrechen gegen die Menschlichkeit und Genozid“ qualifizierte. Die Resolution legte China Zwangssterilisationen, Vergewaltigungen, Trennung von Kindern und Eltern, Organentnahmen, Exekutionen sowie der Zerstörung von Moscheen und kulturellem Erbe der Uiguren zur Last. Die Resolution des französischen Parlaments ging durch die Benennung der Urheber der Gewalttaten inhaltlich weiter über die des niederländischen Parlaments hinaus. Wörtlich hieß es in der französischen Parlamentsresolution: „Die Nationalversammlung erkennt offiziell die Gewalttaten, die von den Behörden der Volksrepublik China gegen die Uiguren verübt werden, als Verbrechen gegen die Menschlichkeit und als Völkermord an“.
Die Resolution appellierte an die französische Regierung, Chinas Umgang mit den Uiguren in Xinjiang ebenfalls als Genozid zu bewerten und entsprechende Maßnahmen zu ergreifen. Die französische Regierung rief dagegen – wie zuvor bereits die italienische – dazu auf, es internationalen Organisationen zu überlassen darüber zu entscheiden, ob die chinesische Politik als „Genozid“ zu definieren ist. Der französische Außenhandelsminister Franck Riester bestätigte am 20. Januar 2022 durch belastende Zeugenaussagen dokumentierte „systematische Gewalt“ gegen die Uiguren, erklärte aber, die formelle Qualifizierung dieser Gewalt als Völkermord sei Aufgabe „internationaler Instanzen“ und nicht der französischen Regierung. Die Feststellung eines juristischen Tatbestands für die Behandlung der Uiguren müsse durch die UN oder ein internationales Gericht erfolgen.
Die chinesische Botschaft in Paris warf der Resolution in einer Stellungnahme „Diffamierung“ und „bewusste Stigmatisierung“ Chinas sowie „brutale Einmischung in die inneren Angelegenheiten“ Chinas vor und erklärte zur Lage in Xinjiang: „Es sind keine ethnischen, religiösen oder Menschenrechts-Fragen, sondern es geht um den Kampf gegen den Terrorismus, Radikalismus und Separatismus“. Weiter sprach die chinesische Botschaft in der Stellungnahme „ihre tiefe Besorgnis aus“, dass die französische Parlamentsresolution „die Beziehungen zwischen China und Frankreich sowie die Glaubwürdigkeit und das Ansehen Frankreichs in den Augen der Chinesen ernsthaft beschädigen“ werde.

##### Schweden
Im März 2019 teilte die schwedische Migrationsbehörde mit, künftig allen uigurischen muslimischen Asylsuchenden aus China den Flüchtlingsstatus gewähren zu wollen und Angehörigen der uigurischen Minderheit Xinjiangs automatisch als in Xinjiang von Verfolgung bedroht anzusehen. Es folgten Aufrufe an westliche Regierungen, dem schwedischen Beispiel zu folgen.

##### Finnland
Am 28. Mai 2022 bezeichnete der finnische Außenminister Pekka Haavisto das Vorgehen Chinas gegen seine uigurische Minderheit als „sehr besorgniserregend“. Da finnische Minister üblicherweise in der Öffentlichkeit nur zurückhaltend Bemerkungen zur Menschenrechtslage in China abgaben und stattdessen eher diplomatische Kanäle zur Kommunikation ihrer Ansichten nutzten, wurde die Stellungnahme Haavisto als ungewöhnliches Signal Finnlands aufgefasst. Haavisto zufolge sollten Menschenrechtsfragen in den Beziehungen zu China Bedeutung zukommen, doch unterstrich er gleichzeitig, Finnland warte noch auf einen Bericht der UN-Hochkommissarin für Menschenrechte Michelle Bachelet.

#### Norwegen
Nachdem Norwegen verschiedene gemeinsame Erklärungen zur Menschenrechtslage in Xinjiang vor der UN unterzeichnete, die Bedenken oder Verurteilungen Chinas in Bezug auf Menschenrechtsverletzungen an Uiguren in Xinjiang aussprachen, so am 29. Oktober 2019 am 6. Oktober 2020 und am 21. Oktober 2021. Auch den EU-Sanktionen vom 27. März 2021 gegen Verantwortliche für die Unterdrückung der Uiguren in China schloss sich Norwegen an.
Am 17. Oktober 2022 veröffentlichte eine Gruppe verschiedener Organisationen der norwegischen Nichtregierungsorganisation Forum for Human Rights, zu denen auch Amnesty International Norway gehörte, eine Stellungnahme über die prekäre Lage von Uiguren und anderen turkstämmigen Minderheiten Xinjiang, in der sie der VR China ausgedehnte und systematische Menschenrechtsverletzungen diesen Minderheiten zu begehen. Die Stellungnahme fordert Norwegen auf, Maßnahmen gegen die Menschenrechtsverletzungen Chinas an den Uiguren und anderen turkstämmigen Minderheiten zu ergreifen.

#### Ukraine
Einer bei der 47. Sitzung des UN-Menschenrechtsrates am 22. Juni 2021 verlesenen gemeinsamen Erklärung mit der Forderung nach „sofortigen, umfassenden und ungehinderten Zugang“ nach Xinjiang für unabhängige Beobachter hatte sich die Ukraine zunächst als Unterzeichner angeschlossen, dann aber am 24. Juni 2021 ihre Unterschrift zurückgezogen.
Trotz der aus dem Kampf gegen Russland nach dessen Überfall 2022 resultierenden Abhängigkeit der Ukraine von westlicher Unterstützung scherte die Ukraine bei der Abstimmung im UN-Menschenrechtsrat am 6. Oktober 2022 aus der Reihe westlicher Staaten aus und enthielt sich der Stimme für die Frage, ob der UN-Menschenrechtsrat über die Lage der Uiguren in Xinjiang eine Debatte führen soll. Während die Entscheidung der meisten der elf Staaten, die sich einer Stimme enthielten, keine Überraschung darstellte, kam die Entscheidung der Ukraine, sich nicht dem Antrag westlicher Staaten anzuschließen, besonders unerwartet. Zwar erklärte die Ukraine am 7. Oktober 2022 eine Kehrtwende in der Abstimmung vollziehen und nun doch eine Debatte über Chinas Vorgehen gegen die Uiguren befürworten zu wollen, doch entsprach dieser unübliche Schritt einer nachträglichen Änderung des Votums durch die ukrainischen Botschafterin Yevheniia Filipenko nicht den Regeln und Praktiken im UN-Menschenrechtsrat und blieb daher in Bezug auf das Abstimmungsergebnis des Vortages folgenlos.

#### Schweiz
Die Schweiz pflegt engere Beziehungden zur VR China als die meisten anderen europäischen Staaten und hat als erster Staat Kontinentaleuropas ein Freihandelsabkommen mit der VR China abgeschlossen. Eine klare Verurteilung der VR China aufgrund der Menschenrechtslage in China hat die Bundesversammlung bisher nicht formuliert. Im Februar 2021 lehnte es die Außenpolitische Kommissionen der Eidgenössischen Räte mehrheitlich ab, dass der Nationalrat eine Erklärung zur Menschenrechtslage in Xinjiang abgibt und erachtete das Instrument als „nicht zielführend“.
Am 19. März 2021 stellte der Schweizer Bundesrat seine neue China-Strategie für die Jahre 2021 bis 2024 vor und stellte darin klar, er habe die Hoffnung aufgegeben, dass die ökonomische Öffnung der VR China auch von einer politischen Liberalisierung und zunehmenden Freiheitsrechten für die Bevölkerung begleitet werde. Ignazio Cassis erklärte bei der Präsentation in seiner Funktion als Schweizer Aussenminister: „Politisch bleibt China faktisch ein Einparteienstaat mit zunehmend autoritären Tendenzen“. Der Bundesrat beklagte auch eine Verschlechterung der Menschenrechtslage in der VR China, insbesondere für ethnische Minderheiten wie Uiguren oder Tibeter. Im Gegensatz zu Staaten wie Frankreich, Kanada oder Schweden hält der Bundesrat an seiner China-Strategie am Menschenrechtsdialog fest und sieht in einem Dialogabbruch keine Verbesserung. Cassis erklärte zudem, die Schweiz wolle Probleme gegenüber chinesischen Partnern in Zukunft deutlicher ansprechen, dies aber in vertraulicher Form durchführen, um der Gegenseite nach außen eine Wahrung des Ansehens zu ermöglichen. Der chinesische Botschafter in der Schweiz, Wang Shihting, reagierte auf die ungewöhnlich kritischen Worte der Schweizer Regierung mit der Warnung, dass sich solche Aussagen negativ auf die Beziehungen der Schweiz zu China auswirken.
Als am 21. Oktober 2021 43 Staaten in einer gemeinsame Erklärung zur Menschenrechtslage in Xinjiang die VR China für Menschenrechtsverletzungen an Uiguren in Xinjiang verurteilten, entzog die Schweiz der Erklärung ihre Unterstützung wieder und gab diplomatische Quellen zufolge seiner Vermittlerrolle zwischen den USA und China den Vorzug gegenüber jährlichen Erklärungen zur Achtung der Menschenrechte in Xinjiang.
Als im November 2022 Schweizer Politiker verschiedener Parteien forderten, dass die Schweiz die sogenannten thematischen Sanktionen der EU übernehmen soll, mit denen die EU die schweren Menschenrechtsverletzungen an der Minderheit der Uiguren in Xinjiang verantwortliche chinesische Beamte und Behörden sanktionierte, reagierte der chinesische Botschafter Wang Shihting mit der Warnung, dass die chinesisch-schweizerischen Beziehungen leiden würden, falls „die Schweiz die Sanktionen übernehmen und sich die Situation in eine unkontrollierte Richtung entwickeln“ würde.

### Einzelstimmen
Während nur wenige muslimische Staaten angesichts des großen wirtschaftlichen Einflusses Chinas offen Kritik gegenüber China äußerten, hatten sich gegen Ende 2019 immer mehr bekannte Persönlichkeiten offen in der Öffentlichkeit dazu geäußert, wie der prominente deutsche türkischstämmige Fußballweltmeister Mesut Özil. Am 13. Dezember 2019 solidarisierte sich Özil mit den Uiguren, kritisierte die muslimische Welt für ihre schweigende Haltung gegenüber der Unterdrückung der uigurischen Minderheit durch die chinesische Regierung und zog einen Vergleich zu den „westlichen Staaten“, die bereits seit Monaten auf die „Verfolgung“ der Uiguren aufmerksam machen würden. Özil hatte seine Stellungnahme in sozialen Medien zusammen mit einer Ostturkestanflagge gepostet, den Insignien der Unabhängigkeitsbewegung der Uiguren in Xinjiang. Ethnisch-uigurische Demonstranten hielten daraufhin in Protest gegen China-Plakate von Mesut Özil in die Höhe, so am 14. Dezember 2019 am Beyazıt-Platz in Istanbul. Nachdem China auf Özils scharfe Kritik mit Verärgerung reagierte und sich Özils Fußballverein, Arsenal London, von Özils Stellungnahme distanziert hatte, unterstützte US-Außenminister Mike Pompeo Özil in seiner Verurteilung der Behandlung der uigurischen Minderheit durch China und behauptete, die „chinesischen Propagandamedien“ könnten Özil und die Spiele des FC Arsenal zwar „zensieren“, doch werde „die Wahrheit sich durchsetzen“. Özil war nicht nur einer der ersten, sondern blieb auch in den folgenden Jahren einer der wenigen Leistungssportler, die Chinas Umgang mit Uiguren mit großer Klarheit kritisiert haben.

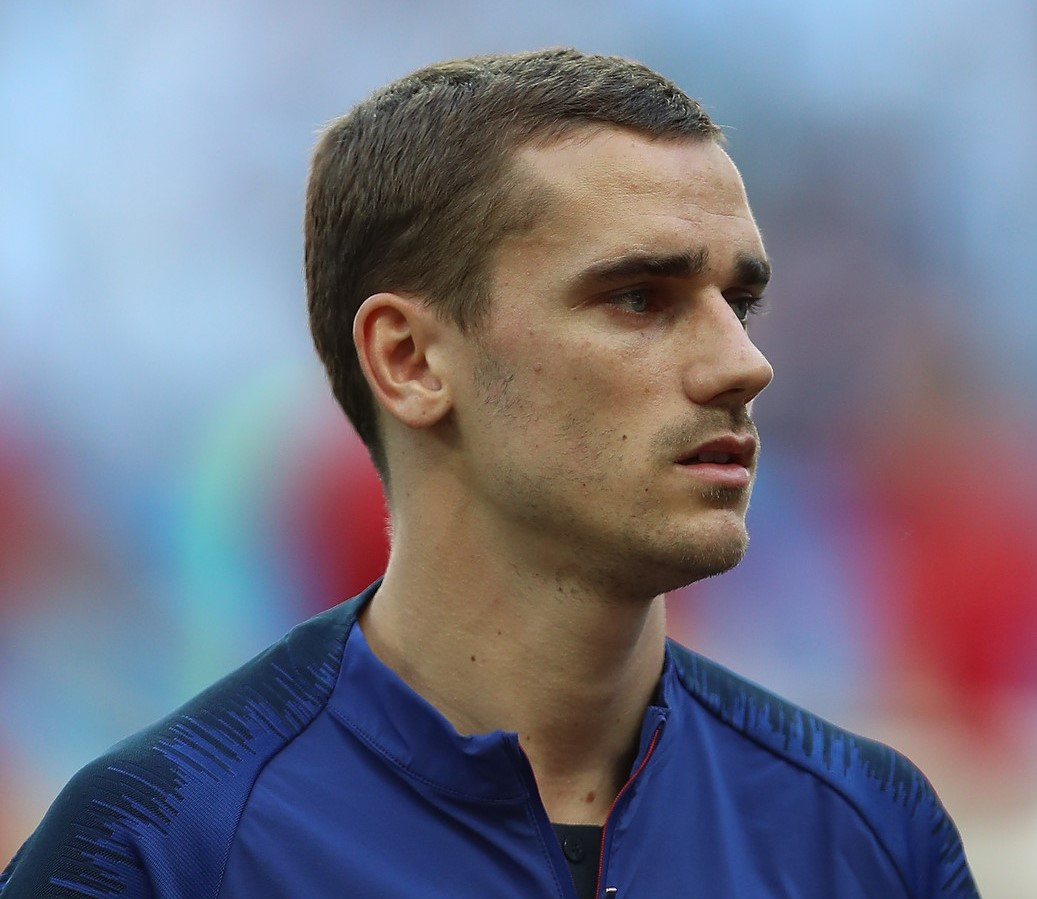
Antoine Griezmann

Als zweiter Fußball-Weltmeister nach Mesut Özil China kritisierte der französische Nationalspieler Antoine Griezmann vom Fußballverein FC Barcelona China öffentlich auf seinem von 31 Millionen Fans abonnierten Instagram-Kanal für seine Politik der staatlichen Unterdrückung der Uiguren und teilte mit, seinen Sponsoringvertrag mit Huawei „wegen des starken Verdachts, dass das Unternehmen eine auf Gesichtserkennung beruhende ‚Uiguren-Warnung‘ entwickelt hat“ zu kündigen. Griezmanns Schritt war eine zunehmende Politisierung der französischen Sportler vorausgegangen, indem viele von ihnen gegen rassistische Tendenzen in der Polizei protestiert hatten.

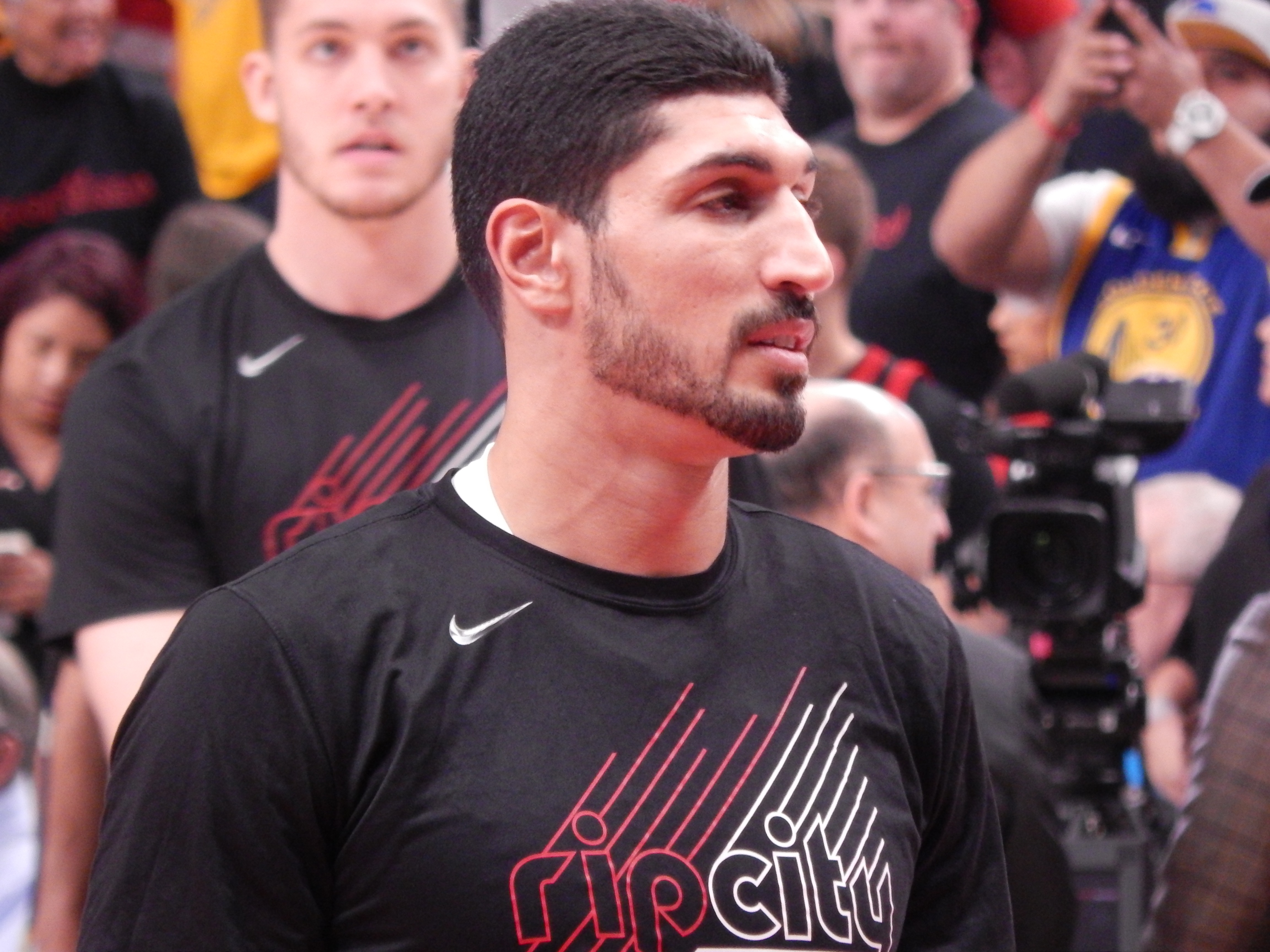
Enes Kanter

Dem als Türke geborenen, US-amerikanischen Basketballer Enes Kanter, ehemaliges Mitglied der türkischen Nationalmannschaft und seit 2011 Spieler der NBA, der sich als einer der meistbeachteten Kritiker der chinesischen Xinjiang- und Tibet-Politik hervorgetan hatte, wurde am 6. April 2022 auf dem 14., von Menschenrechts-Nichtregierungsorganisationen organisierten Genfer Gipfel für Menschenrechte und Demokratie der Courage Award 2022 verliehen, weil er „seine Karriere riskiert“ habe, um sich über die Behandlung der uigurischen Minderheit durch die chinesische Führung zu äußern. Kanter hatte den chinesischen Präsidenten Xi Jinping zuvor als „brutalen Diktator“ bezeichnet, worauf der chinesische Streaming-Dienst Tencent die Übertragung von Spielen Kanters Vereins, Boston Celtics, beendet hatte, wobei es sich bei der VR China um den mit Abstand größten Auslandsmarkt der NBA handelte. Auch hatte Kanter zu einem Boykott der Olympischen Winterspiele in Peking im Februar 2022 aufgerufen. Im Februar 2022 hatten ihn die Boston Celtics an die Houston Rockets abgegeben, von denen er umgehend freigesetzt worden war.

## Haltung der Türkei und Reaktionen in der Türkei
Die Türkei ist der erste und einzige mehrheitlich muslimische Staat, der regelmäßig seine Sorge über die Lage in Xinjiang zum Ausdruck gebracht hat.
Bereits seit den frühen 1950er Jahren hat der türkische Staat als einer der vehementesten Fürsprecher der Uiguren Tausende uigurische Flüchtlinge aufgenommen, die als Sprecher einer mit dem Türkischen eng verwandten Sprache und als muslimische Glaubensbrüder öffentliches Wohlwollen sowie behördliche Unterstützung in der Türkei genossen und oftmals die türkische Staatsbürgerschaft erhielten.
2009 warf der damalige türkische Ministerpräsident Recep Tayyip Erdoğan der chinesischen Regierung schließlich vor, die Vorfälle während der Unruhen in Xinjiang vom 05. bis 07. Juli 2009 seien „Genozid“, „fast Genozid“ oder „gleichbedeutend mit einem Genozid“, ohne dass jemals eine offizielle Übernahme dieser Position durch die Türkei erfolgte.
Als aber das Zerwürfnis der Türkei mit ihren traditionellen westlichen Bündnispartnern nach dem abgewehrten Putschversuch in der Türkei 2016 einen Höhepunkt erreichte, wobei der Türkei zunehmend repressive Maßnahmen nach der Niederschlagung des Militärputschversuchs vorgeworfen wurden und sie auch unter stärkeren wirtschaftlichen Druck geriet, vollzog sich unter dem türkischen Außenminister Mevlüt Çavuşoğlu seit Mitte 2017 bei der Suche nach alternativen Bündnispartnern im Rahmen einer außenpolitischen Diversifikationsstrategie eine Annäherung an China. Im Zuge dessen kam es auch zu einem Kurswechsel in der türkischen Regierungshaltung zur uigurischen Frage, die bis dahin die chinesisch-türkischen Beziehungen belastet hatte. Çavuşoğlu erklärte, die Türkei spreche die Lage der Uiguren in Xinjiang bei türkisch-chinesischen diplomatischen Begegnungen stets an und spreche auch auf internationaler Ebene ihre Besorgnis darüber aus, lehne aber eine Beteiligung an propagandistisch instrumentalisierten internationalen Protestnoten für die Uiguren ab. Er sagte wörtlich: „Es gibt Länder in der internationalen Gemeinschaft, die dieses Thema gegen China instrumentalisieren wollen. An dieser Propaganda beteiligen wir uns nicht. Wir sagen klar und deutlich, was wir denken. Aber wir beteiligen uns nicht an der Propaganda von Ländern, die das Thema politisieren und gegen China verwenden wollen.“
Am 9. Februar 2019 verurteilte die Türkei die Behandlung der Volksgruppe der Uiguren durch die VR China als „eine große Schande für die Menschheit“ und forderte China über den Sprecher des türkischen Außenministeriums, Hami Aksoy, dazu auf, die „grundlegenden Menschenrechte der uigurischen Türken zu respektieren und die Konzentrationslager zu schließen“. Aksoy sagte in der Erklärung auch, es sei inzwischen bekannt, dass China über eine Million Uiguren willkürlich festgenommen habe, die „Folter und politischer Gehirnwäsche in Konzentrationszentren und Gefängnissen“ unterworfen würden. Aksoy sagte weiter, die turkstämmige muslimischer Bevölkerung in Westchina sei Druck und „systematischer Assimilation“ ausgesetzt. Der Leiter von Human Rights Watch, Kenneth Roth, lobte die Stellungnahme der Türkei am 10. Februar 2019 auf Twitter als ein bedeutendes Ereignis, da die Türkei als erstes Land mit einer muslimischen Mehrheit und darüber hinaus auch als eines der mächtigsten Länder mit einer muslimischen Mehrheit China für das Vorgehen gegen die uigurischen Muslime so direkt kritisiert habe und ein Vorbild für andere Regierungen biete, dem türkischen Beispiel zu folgen.
2017 hatte China durch massiven wirtschaftlichen Druck die Vereinbarung eines bilateralen Auslieferungsabkommens mit der Türkei erreicht, dessen Ratifizierung im Parlament von der Türkei allerdings zunächst jahrelang aufgeschoben wurde. Anfang 2021 hatte China jedoch den Druck auf die türkische Regierung durch Ratifizierung des Vertrages vom Ständigen Ausschuss des Nationalen Volkskongresses Chinas akut erhöht, das Auslieferungsabkommen nun auch vom türkischen Parlament bestätigen zu lassen. Am 10. März 2021 wurde ein von der politisch rechtsgerichteten İyi Parti eingebrachter Antrag, die Behandlung der uigurischen Minderheit in Xinjiang nach der UN-Genozidkonvention als „Genozid“ einzustufen, mit den Stimmen der regierenden Adalet ve Kalkınma Partisi (AKP) abgelehnt, während Abgeordnete der rechtsextremen Milliyetçi Hareket Partisi (MHP) der Abstimmung im Parlament fernblieben. Der türkische Außenminister Çavuşoğlu versicherte im März 2021, dass das im Dezember 2020 von beiden Staaten beschlossene Auslieferungsabkommen denjenigen ähnele, die die Türkei mit anderen Staaten abgeschlossen hatte und dass es nicht zur Auslieferung von Uiguren nach China führen werde.
Im April 2021 wurde der chinesische Botschafter von der türkischen Regierung einbestellt, nachdem die chinesische Botschaft in einem Tweet scharf die Kritik türkischer Politiker an der Behandlung der uigurischen Minderheit in China verurteilt hatte.
Einige Mitglieder der ethnisch, religiös und sprachwissenschaftlich den Türken nahestehenden uigurischen Diaspora in der Türkei, bei der es sich mit geschätzt 50.000 Mitgliedern um die größte Gemeinschaft ethnischer Uiguren außerhalb Zentralasiens handelt, reichten Anfang Januar 2022 bei einem türkischen Staatsanwalt Strafanzeige gegen chinesische Beamte ein und beschuldigten diese der Begehung von Völkermord, Folter, Vergewaltigung und Verbrechen gegen die Menschlichkeit.
Während die in der Türkei lebende uigurische Minderheit von der nationalistischen İyi Parti und deren Vorsitzenden Meral Akşener unterstützt wurde, blieb die regierende AKP aus Rücksicht auf die Beziehungen zu ihrem strategischen Partner China zurückhaltend. Auch 2022 (Stand: Juli 2022) wurde das 2017 unterzeichnete Rückübernahmeabkommen mit China vom türkischen Parlament jedoch noch immer ratifiziert.

## Rezeption in Asien außerhalb Chinas

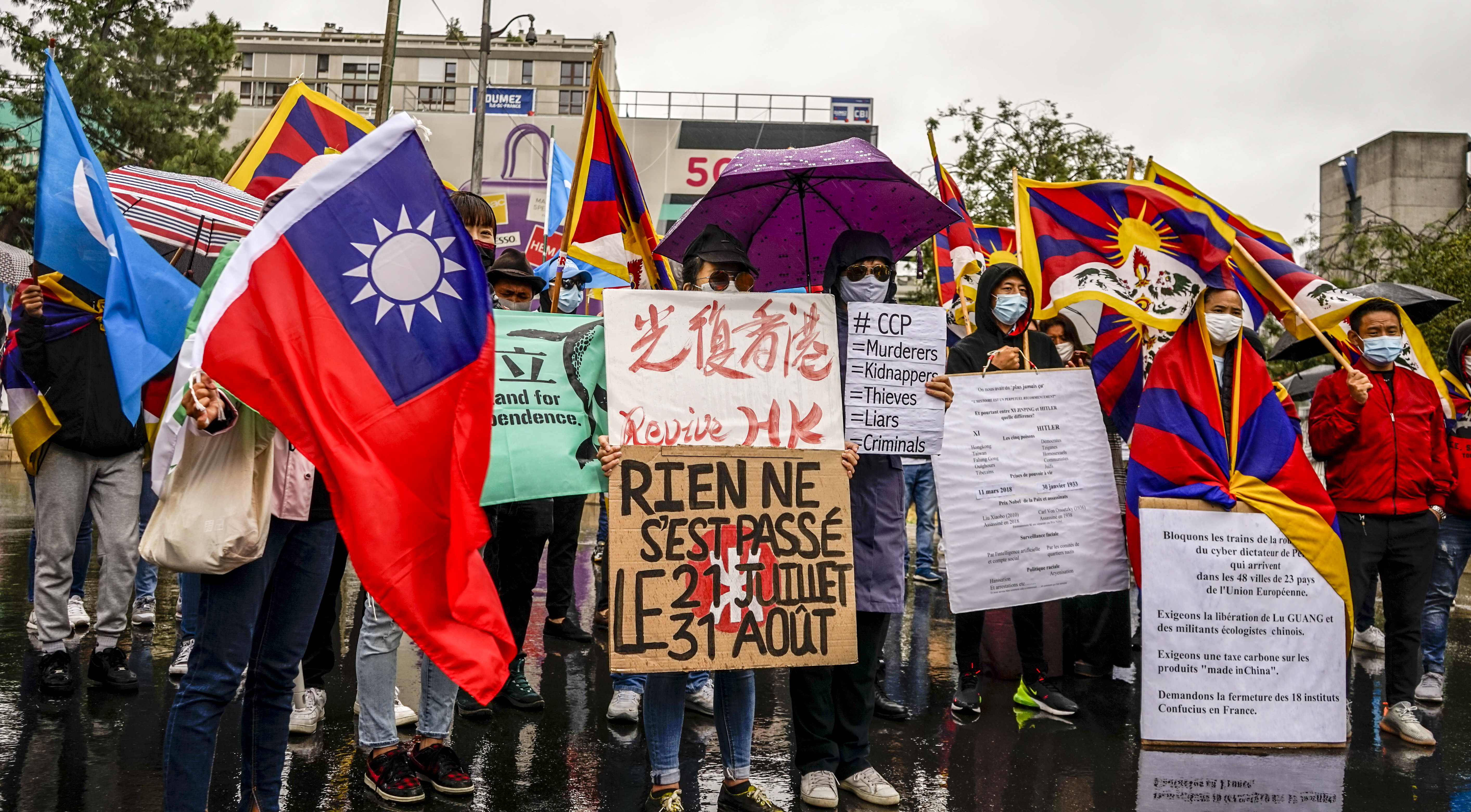
Uiguren, Taiwaner, Vietnamesen, Hongkonger und deren Unterstützer protestieren gegen den Besuch des chinesischen Außenministers Wang Yi in Paris vom 30. August 2020 (31. August 2020)

In den 2000er Jahren kam es hinsichtlich der zunehmenden Gewalttaten von Uiguren in der ganzen Region zu Bedenken. Zentralasiatische Staaten, insbesondere solche mit einer bedeutenden uigurischen Minderheit, zeigten sich aufgrund der von Uiguren ausgehenden Gewalt und Agitation besorgt. Viele der Regierungen, allen voran die säkularen autoritären Regierungen in Südasien und Zentralasien, fürchteten, dass eine zunehmende Radikalisierung der Muslime auch auf ihre Staaten übergreifen könne. Die südostasiatischen Regierungen waren zudem besorgt über wachsende radikale Netzwerke und Trainingslager, befürchten aber auch eine Fragmentierung und politische Instabilität Chinas mit Auswirkungen für ganz Asien.

### Rezeption und Haltung Japans
Wie in der westlichen Welt hat sich in der japanischen Öffentlichkeit in den letzten Jahren (Stand: 2021) die Sichtweise auf die chinesische Politik in Xinjiang verschärft. Ähnliches gilt für die japanische Perspektive auf das chinesische Vorgehen bei der Zerschlagung der demokratischen Freiheiten in Hongkong und Chinas militärische Anwesenheit im Gebiet der Japan nahegelegenen Meere. Japan hat auch gegenüber der UNO seine „ernste Besorgnis“ über das Schicksal der Uiguren ausgedrückt, darüber hinaus aber wenig Maßnahmen ergriffen.
Zwar bildet Japan zusammen mit den USA, Japan, Australien und Indien einer von China mit Misstrauen als „informelle Anti-China-Sicherheitsgruppe“ angesehenen Vierergruppe an, deren Außenminister sich im Rahmen des „quatrilateralen Sicherheitsdialogs“ (oder: „Quad“) treffen, ursprünglich initiiert vom ehemaligen japanischen Premierminister Shinzō Abe in dessen erster Amtszeit 2007 und nach seiner Rückkehr in das Amt 2013 wieder vorangetrieben. Doch blieb trotz des erstarkenden Machtanspruchs Chinas die Ausformung einer gemeinsame Strategie der Quad oder ein Anstreben einer Allianz oder ein der NATO nachempfundenes asiatisches Militärbündnis insbesondere von Seiten Japans, Australiens und Indiens aus und Japan vermied laut dem der Politikwissenschaftler Sebastian Maslow unter Premierminister Yoshihide Suga eine Involvierung in den amerikanisch-chinesischen Handelskonflikt, um Japans Annäherung an China nicht zu gefährden.
Während eimes Staatsbesuchs sagte Abe als japanischer Premierminister im Dezember 2019 bei einem Treffen mit dem chinesischen Präsidenten Xi Jinping, die internationale Gemeinschaft sei zunehmend besorgt über die Menschenrechtssituation der Uiguren. Abe äußerte den Wunsch, die chinesische Regierung möge für eine transparente Erklärung zu diesem Thema sorgen.
Japan nahm als einzige der zur Gruppe der Sieben (G7) gehörenden bedeutenden Industrienationen nicht an den am 22. März 2021 gegen chinesische Funktionäre anlässlich der Lage in Xinjiang international-koordiniert verhängten Sanktionen teil. Am 5. April 2021, kurz vor der auf den 16. April für ein Gipfeltreffen mit US-Präsident Biden angesetzten USA-Reise des japanischen Premierministers Suga, sendete die japanische Regierung ein für sie ungewohnt starkes Signal der Kritik an China aus, indem der japanische Außenminister Toshimitsu Motegi in einem Telefonat mit dem chinesischen Außenminister Wang Yi Bedenken hinsichtlich der Bedingungen für die Uiguren und für Hongkong äußerte und zu deren Verbesserung aufrief. Am 1. Februar 2022 verabschiedete dann das japanische Repräsentantenhaus eine Resolution zur „ernsten Menschenrechtssituation“ in „Xinjiang Uighur“ und anderen Gebieten (Tibet, Südmongolei und Hongkong), in der die japanische Regierung aufgefordert wird, in Zusammenarbeit mit der internationalen Gemeinschaft die ernste Menschenrechtssituation zu überwachen und umfassende Hilfsmaßnahmen für die in Not befindlichen Menschen zu ergreifen.

### Malaysia
Am 4. September 2020 versicherte Mohd Redzuan Md Yusof, Minister im malayischen Prime Minister’s Department, in einer auf einer Website des Gesetzgebers veröffentlichten schriftlichen parlamentarischen Antwort, dass Malaysia das Recht souveräner Staaten zur Regelung ihrer eigenen internen Angelegenheiten achte, aber gleichzeitig die Unterdrückung der Uiguren in China als solche ansehe. Malaysia habe beschlossen, keine ethnisch uigurischen Flüchtlinge auszuliefern, unabhängig davon, ob die VR China einen Antrag auf Auslieferung gestellt hat. Stattdessen werde Malaysia uigurischen Flüchtlingen die Weiterreise in ein Drittland erlauben, wenn sie um ihre Sicherheit fürchten, verfolgt werden oder das Gefühl haben, dass ihnen in China kein Schutz und keine Gerechtigkeit zukommt. Mit den Äußerungen Mohd Redzuans positionierte Malaysia sich erstmals klar dazu, keine uigurischen Flüchtlinge auszuliefern. Südostasien stellte zu dieser Zeit einen bevorzugten Transitpunkt ethnischer Uiguren für ihre Flucht aus China in die Türkei dar.

### Indonesien
Im Jahr 2019 existierten laut Human Rights Watch in Jakarta zwar Aktivisten aus dem Bereich der Zivilgesellschaft, die sich besorgt über die Menschenrechtsverletzungen der chinesischen Regierung äußerten, doch standen dem einige muslimische Führer Indonesiens entgegen, die Kritik an den „amerikanischen Medien“ oder „westliche Organisationen“ übten, weil diese die Lage in Xinjiang falsch darstellen würden. Regierungsbeamte Indonesiens wiederum stellten sich auf den Standpunkt, dass es sich bei der Behandlung der Uiguren durch die chinesischen Behörden um eine innere Angelegenheit der VR China handle und bezogen dazu weiter keine eigene Stellung.
Im Januar 2022 zogen Dutzende Demonstranten vor die chinesischen Botschaft in Jakarta und riefen wegen des chinesischen Umgangs mit der uigurischen Minderheit zum Boykott der Olympischen Winterspiele in Peking auf.
Im Oktober 2022 gehörte Indonesien zu den Staaten, die gegen den Antrag stimmten, die Lage in Xinjiang im UN-Menschenrechtsrat zu erörtern. Die Entscheidung der indonesischen Regierung für dieses Votum begründete dann der ständige Vertreter Indonesiens beim UN-Menschenrechtsrat, Febrian Ruddyard, am Ende der Abstimmung im UN-Hauptquartier damit, dass der mit dem Resolutionsentwurf gegebene Ansatz keinen bedeutenden Fortschritt bringen würde, weil der Antrag nicht die Zustimmung und Unterstützung des betroffenen Staates genieße. Der UN-Menschenrechtsrat solle sich stattdessen darauf konzentrieren, ein förderliches Umfeld zu schaffen, das die Staaten ermutigt, ihren Menschenrechtsverpflichtungen nachzukommen. Die Rolle der internationalen Gemeinschaft bestehe darin, die Bemühungen der Staaten zur konkreten Verbesserung der Menschenrechte vor Ort zu unterstützen, so Ruddyard.

### Thailand
2015 warfen die UN der thailändischen Regierung Völkerrechtsverletzung vor, weil diese 109 Uiguren gewaltsam nach China abgeschoben hatte. Auch die USA, die Thailand zuvor gebeten hatte, den Uiguren Schutz zu gewähren, verurteilten die Regierung Thailands. In der Türkei, wo sich nationalistische Hardliner mit den Uiguren als Teil einer turksprachigen Familie verbunden fühlen, mussten daraufhin die thailändische Botschaft und des thailändischen Konsulat wegen gewalttätiger Proteste zeitweise geschlossen werden. Einige Wochen später kam es in Bangkok zu einem Sprengstoffanschlag, bei dem 20 Menschen getötet wurden, von denen es sich bei den meisten um ethnisch chinesische Touristen handelte. Zwei chinesische Uiguren wurden des Anschlags beschuldigt und vor Gericht gebracht. Ebenfalls 2015 überführte Thailand weitere 170 uigurische Frauen und Kinder in die Türkei. Über 50 Uiguren, die 2013 und 2014 festgenommene wurden und bis heute in Einwanderungszentren in Thailand festgehalten werden, droht heute (Stand: 2022) die Abschiebung.

## Arabische und islamische Welt

Organisation für Islamische Zusammenarbeit (OIC)
Mitgliedstaaten
Beobachterstaaten
Suspendierte Staaten

Anders als etwa in der Beziehung zwischen Israel und Palästinensern nahm die arabische Welt in Bezug auf die Repression der Uiguren in China eine schweigende Position ein. Innerhalb der islamisch geprägten Staaten beschuldigte nur die Türkei die chinesische Regierung, eine „systematische Assimilationspolitik“ zu verfolgen.
Die arabischen Staaten lobten hingegen im Juli 2019 in einer diplomatischen Note an das UN-Menschenrechtskommissariat ausdrücklich das Vorgehen Chinas gegen die Uiguren und Chinas „bemerkenswerte Erfolge“ bei der Umsetzung der Menschenrechte. Zu den 37 unterzeichnenden Staaten aus Afrika, Südamerika und der Nahost-Region gehörten auch Kuwait, Bahrain, Katar (das die Unterschrift später zurücknahm und im Konflikt neutral bleiben wollte), die VAE, das sich üblicherweise als Schutzmacht aller sunnitischen Muslime präsentierende Saudi-Arabien, das die wichtigste sunnitische Lehranstalt (Al-Azhar) beherbergende Ägypten und Algerien. Laut der ständigen US-Vertreterin beim UN-Wirtschafts- und Sozialrat Kelley Currie sollen die USA aktiv versucht haben, die vornehmlich muslimischen Länder dazu zu bewegen, Druck auf China wegen seiner repressiven Politik gegenüber den Uiguren auszuüben, doch sei die US-Führung enttäuscht über die mangelnde Reaktion von Mitgliedern der Organisation für Islamische Zusammenarbeit (OIC).
Doch auch 2022 (Stand: Juli 2022) hatte sich noch immer kein muslimischer Führer der Menschenrechtsverletzungen in Xinjiang angenommen. Stattdessen hatten seit 2017 all die betreffenden Staaten Hunderte von Uiguren inhaftiert und im Verborgenen an China ausgeliefert, was die Türkei für Uiguren offenbar als sichersten Zufluchtsort vor Verfolgung in der islamischen Welt erscheinen ließ. Der Xinjiang-Experte Adrian Zenz sprach in diesem Zusammenhang von einem Desinteresse „der meisten Regierungen in der islamischen Welt“ und führte dies darauf zurück, dass ihnen die Uiguren als Randgruppe galten, „auch weil sie einer synkretistischen Version des Islam folgen“ und die chinesische Führung hohen ökonomischen Druck auf viele Regierungen ausgeübt habe. Am 5. Oktober 2022 forderte die Human-Rights-Watch-Regionaldirektorin für die MENA-Region, Lama Fakih, die Mitgliedsstaaten der OIC auf, in Bezug auf die „systematische Verfolgung und Unterdrückung von Muslimen in der chinesischen Region Xinjiang durch die chinesische Regierung“ nicht mehr „auffallend still“ zu bleiben, sondern Stellung gegen die Unterdrückung der Uiguren durch die chinesische Staatsführung zu beziehen und den Antrag für eine Debatte im UN-Menschenrechtsrat über den Bericht der ehemaligen UN-Hochkommissarin für Menschenrechte zur Menschenrechtslage in Xinjiang zu unterstützen. Bei der am folgenden Tag stattgefundenen Abstimmung im UN-Menschenrechtsrat stimmten dann jedoch zur Überraschung vieler Beobachter auch mehrheitlich muslimische Staaten wie Pakistan, Katar, die Vereinigten Arabischen Emirate und Indonesien gegen den fast ausschließlich von westlichen Staaten unterstützten Antrag. Laut Olaf Wientzek, Leiter des Büros multilateraler Dialog der Konrad Adenauer-Stiftung in Genf, kam dabei eine einflussreiche Rolle Pakistan zu, das den Antrag mit der Begründung abgelehnt hatte, China nicht verärgern zu wollen und das laut Wientzek als sehr enger Verbündeter Chinas sowohl im Menschenrechtsrat wie auch darüber hinaus fungierte. Nachdem der UN-Menschenrechtsrat mehrheitlich den Antrag, die Lage in Xinjiang im UN-Menschenrechtsrat zu diskutieren, per Abstimmung abgelehnt hatte, erklärte der Direktor für Menschenrechte des Außenministeriums Indonesiens, Achsanul Habib, es bestehe eine Übereinkunft zwischen den die OIC vertretenden Mitgliedern des UN-Menschenrechtsrates, dass sie nicht zulassen sollten, dass der UN-Menschenrechtsrat zur Förderung „politischer Rivalitäten“ instrumentalisiert werde. Human Rights Watch daraufhin darauf hin, dass einer solchen bindenden Übereinkunft entgegenstehe, dass die Türkei, Albanien und Somalia den Resolutionsentwurf zur Erörterung des Xinjiang-Berichts mitgetragen hätten und sich Malaysia der Stimme enthalten habe.
Katar
Die Londoner The Times brachte Katar im Oktober 2022 mit der Verfolgung der Uiguren in Verbindung, als sie unter Berufung auf der Zeitung vorliegenden internen Dokumenten berichtete, dass der chinesische Staatsbetrieb China Railway Construction Corporation (CRCC), ein Joint-Venture-Partnerunternehmen Katars, das auch das Lusail Iconic Stadium bei Doha als geplante Ausrichtungsstätte für den FIFA-Fußball-Weltmeisterschaft 2022 erbaut hatte, zuvor bereits für den Xinjiang Produktions- und Aufbau-Korps (kurz XPCC, auch: Bingtuan) gearbeitet und ein Gefängnis errichtet habe, das im Zuge der Masseninhaftierung von Uiguren in Xinjiang verwendet worden sei. Beim XPCC handelte es sich um eine paramilitärische chinesische Regierungsbehörde, die 2020 von den USA und seit März 2022 auch von der EU wegen Menschenrechtsverletzungen in Xinjiang sanktioniert worden war.

## Römisch-katholische Kirche

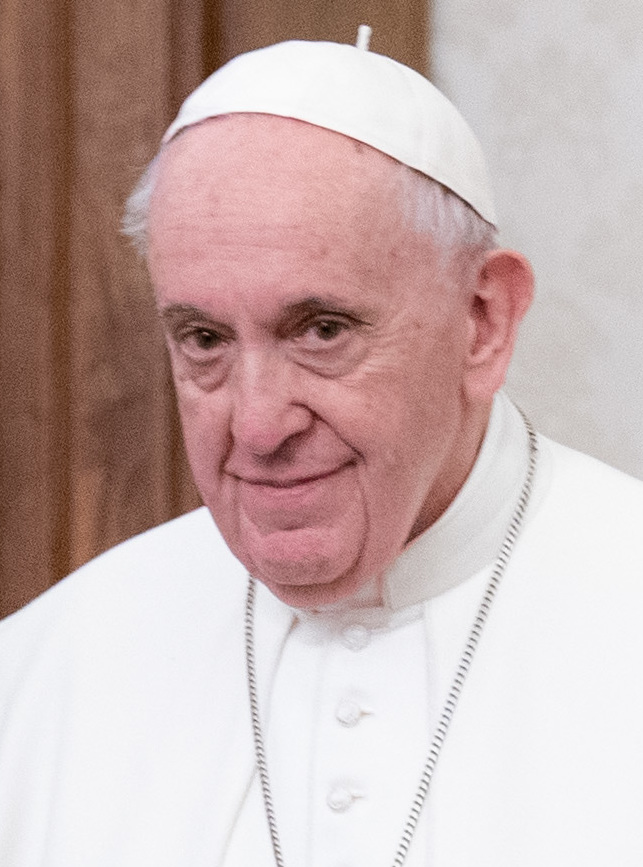
Franziskus, römisch-katholischer Papst, bezeichnete die Uiguren Ende 2020 als „verfolgtes Volk“

Ende November 2020 reihte Franziskus, Papst der römisch-katholischen Kirche, in einem für Dezember 2020 zur Veröffentlichung vorgesehenen Buch die Uiguren zusammen mit den Rohingya und Jesiden in die „verfolgten Volksgruppen“ ein und sprach von ihnen als den „armen Uiguren“:

“I often think of persecuted peoples: the Rohingya, the poor Uighurs, the Yazidi — what ISIS did to them was truly cruel — or Christians in Egypt and Pakistan killed by bombs that went off while they prayed in church”

„Ich denke oft an verfolgte Völker: die Rohingya, die armen Uiguren, die Jesiden — was ISIS ihnen angetan hat, war wirklich grausam — oder Christen in Ägypten und Pakistan, die durch Bomben getötet wurden, welche losgingen, während sie in der Kirche beteten“

Zwar hatte Franziskus schon zuvor über die Jesidenverfolgung durch den IS im Irak gesprochen und seine Unterstützung für die fliehenden Rohingya-Muslime in Myanmar und Bangladesch bekundet. Obwohl Menschenrechtsaktivisten den Papst seit Jahren aufgefordert hatten, die Uiguren in China ein „verfolgtes Volk“ zu nennen, hatten sowohl Franziskus als auch offizielle Stellen des Vatikans bis dahin jede Stellungnahme zur Lage der Uiguren – wie auch zur Demokratiebewegung in Hongkong – vermieden, so dass es sich um die erste öffentliche Anerkennung der breitangelegten Verfolgung und Internierung der muslimischen Uiguren durch das katholische Kirchenoberhaupt handelte. Die Äußerungen stellten eine Abkehr von der vorherigen Haltung von Franziskus dar, der seit seiner Ernennung zum Papst 2013 zu mutmaßlichen Rechtsverletzungen Chinas geschwiegen hatte, während der Vatikan seit Jahren darum bemüht war, die 1951 abgebrochenen diplomatischen Beziehungen zur chinesischen Führung zu normalisieren. Beide Seiten hatten erst 2018 ein historisches Abkommen geschlossen und im September oder Oktober 2020 gegen den Widerstand der US-Regierung um zwei weitere Jahre verlängert, das jahrzehntelange Konflikte darüber beendet hatte, wem das Recht der Ernennung von Bischöfen in China zusteht. Im Rahmen des Abkommens hatte der Papst die Legitimität mehrerer Bischöfe anerkannt, die zuvor von der chinesischen Führung ernannt, aber vom Vatikan exkommuniziert worden waren, während die chinesische Regierung im Gegenzug die Autorität des Papstes innerhalb der Kirche und seine Entscheidungsgewalt für die Bischofswahl anerkannt hatte.
Die chinesische Regierung wies die Einordnung der Uiguren als verfolgtes Volk durch Franziskus als „völlig haltlos“ zurück und betonte, alle Menschen in China genössen volle Rechte für Fortbestand, Entwicklung und Religionsfreiheit ihrer ethnischen Gruppen. Die chinesische Regierung habe die gesetzlichen Rechte ethnischer Minderheiten stets gleichwertig geschützt.

## Vereinte Nationen
Seit ab dem Jahr 2017 Menschenrechtsverletzungen in Xinjiang wie willkürliche Massenverhaftungen, Folter, Familientrennungen oder kulturelle Verfolgung von Journalisten, Diplomaten und Menschenrechtsexperten dokumentiert wurden, ist den beiden weltweit für den Schutz und die Förderung der Menschenrechte zuständigen UN-Gremien - dem UN-Menschenrechtsrat (UNHRC) und dem Büro der UN-Hochkommissarin für Menschenrechte (OHCHR) – das programmatische Vorgehen der chinesischen Führung gegen Uiguren und andere turkstämmige Gemeinschaften seit mehreren Jahren bekannt, ohne dass der Öffentlichkeit ein UN-Bericht zur Einschätzung der Lage in Xinjiang vorgelegt wurde (Stand: Februar 2022). Sowohl UN-Menschenrechtsexperten als auch Mitgliedsstaaten des Menschenrechtsrates wandten sich mit Warnrufen an die Öffentlichkeit und forderten Untersuchungen der Situation in Xinjiang, die von den UN unterstützt werden sollten. Nachdem die UN-Hochkommissarin für Menschenrechte (UNHCHR), Michelle Bachelet, 2018 erstmals ungehinderten Zugang zur Region Xinjiang gefordert hatte, um Ermittlungen des OHCHR einzuleiten, entspann sich eine jahrelange Auseinandersetzung zwischen dem UNHCHR und der VR China um die Konditionen eines möglichen Besuches der UN-Menschenrechtskommissarin Bachelet, da diese einen ungehinderten Zugang, Besuche in Lagern und unbeeinflusste Gespräche mit Uiguren forderte, während die VR China eine Untersuchung in Xinjiang auf der Grundannahme einer Schuld ablehnte und einen möglichen Besuch Bechelets in Xinjiang nur zum „Meinungsaustausch“ zulassen wollte.

### UN-Ausschuss gegen Rassendiskriminierung (CERD)
Im August 2018 musste China vor dem UN-Ausschuss gegen Rassendiskriminierung (CERD) Rechenschaft ablegen und erschien dort mit einer Delegation von fast fünfzig Diplomaten, Experten und Propagandisten. Dabei wurde die Internierung großer Teile von Chinas muslimischer Bevölkerung erstmals auf internationaler Ebene diskutiert und die UN forderten China auf, die Inhaftierung zu beenden.
Die UN-Ausschussvorsitzende und Ko-Sonderberichterstatterin für China, Gay McDougall, sagte am 10. August 2018 in Genf, die UN verfügten über viele glaubhafte Berichte, dass in der VR China etwa eine Million ethnische Uiguren und andere turkstämmige muslimische Minderheiten in geheimgehaltenen, sogenannten Anti-Extremismus-Lagern interniert und schätzungsweise weitere zwei Millionen zwangsweise in „politische Lager der Indoktrination“ gebracht worden seien. In den meisten Fällen seien sie weder verurteilt, noch konkret angeklagt worden. Xinjiang sei mit der Verfolgung dieser Minderheiten in „eine Art massives Internierungslager“ umgewandelt worden, das geheim gehalten werde.

“We are deeply concerned at the many numerous and credible reports that we have received that in the name of combating religious extremism and maintaining social stability the State party has turned the Uighur autonomous region into something that resembles a massive internment camp that is shrouded in secrecy, a sort of a ‘no rights zone’, and that members of the Uyghur minority, along with others who are identified as Muslims, are being treated as enemies of the State based solely on their ethno-religious identity.”

Zwar bestritt China noch am ersten Tag vor dem UN-Ausschuss die Existenz jeglicher Umerziehungslager, änderte seine Strategie dann aber am zweiten Tag, leugnete die Existenz der Lager nicht mehr, bezeichnete diese jedoch als „Berufsbildungszentren“, die die Aufgabe hätten, Individuen, die sich leichter Vergehen schuldig gemacht hätten, bei Bildung, Rehabilitation und Reintegration zu helfen. Auch später ordnete die chinesische Regierung die Lager als „Umerziehungslager für Extremisten“ oder als „berufliche Ausbildungszentren“ ein. Ende August 2018 veröffentlichte der CERD einen auf der 96. Ausschuss-Sitzung (6.–30. August 2018) verabschiedeten UN-Bericht, der in der Folge beispielsweise regelmäßig von britischen Abgeordneten und von der britischen Regierung zitiert wurde. Während die Tagungen des UN-Ausschusses gegen Rassendiskriminierung in der Regel lediglich von Experten beobachtet werden, fand die Tagung im August 2018 die Beachtung der Weltöffentlichkeit.
Am 24. November 2022 forderte der CERD die VR China auf, unverzüglich die mutmaßlichen Menschenrechtsverletzungen gegen Uiguren in Xinjiang zu untersuchen, einschließlich derjenigen über Folter, Misshandlung, sexuelle Gewalt, Zwangsarbeit, Verschwindenlassen und Todesfälle in Haft. Außerdem nahm der CERD im Rahmen seines Frühwarn- und Eilverfahrens eine Entschließung (decision) über die Menschenrechtslage in Xinjiang an, in der er die VR China aufforderte, unverzüglich alle Personen, denen in Xinjiang die Freiheit entzogen wurde, aus den sogenannten Berufsbildungs- und Ausbildungszentren (VETCs) oder aus anderen Hafteinrichtungen freizulassen und die Angehörigen der Inhaftierten oder Verschwundenen detailliert über deren Status und Wohlergehen in Kenntnis zu setzen. Zudem forderte der CERD die VR China nachdrücklich auf, alle Einschüchterungen und Repressalien gegen Uiguren und Angehörige anderer muslimischer Ethnien, die Diaspora und diejenigen, die sich zu ihrer Verteidigung äußern, im In- und Ausland unverzüglich einzustellen und sicherzustellen, dass Opfer von Menschenrechtsverletzungen, einschließlich Uiguren und Angehörige anderer muslimischer Ethnien, angemessene und wirksame Rechtsbehelfe und Wiedergutmachung erhalten. Weiterhin forderte der CERD die VR China auf, eine vollständige Überprüfung seines Rechtsrahmens zur Regelung der nationalen Sicherheit, der Terrorismusbekämpfung und der Minderheitenrechte in Xinjiang vorzunehmen um die vollständige Einhaltung des Internationalen Übereinkommens zur Beseitigung jeder Form von Rassendiskriminierung (ICERD) sicherzustellen. Der CERD verwies darauf, 2018 die von der VR China übermittelten periodischen Berichte geprüft und Besorgnis wegen Menschenrechtsverletzungen an Uiguren und anderen muslimischen Minderheitem Xinjiangs geäußert zu haben. Angesichts fehlender Verbesserungen der Menschenrechtslage in Xinjiang habe der CERD sich 2022 entschlossen, die Entschließung vorzubereiten und auf der 108.en Sitzung im Rahmen des Frühwarn- und Eilverfahrens anzunehmen, das vorrangig darauf abziele, massive Menschenrechtsverletzungen gemäß dem ICERD zu verhindern.

### Gemeinsame Veranstaltungen und Erklärungen von Mitgliedstaaten vor UN-Gremien

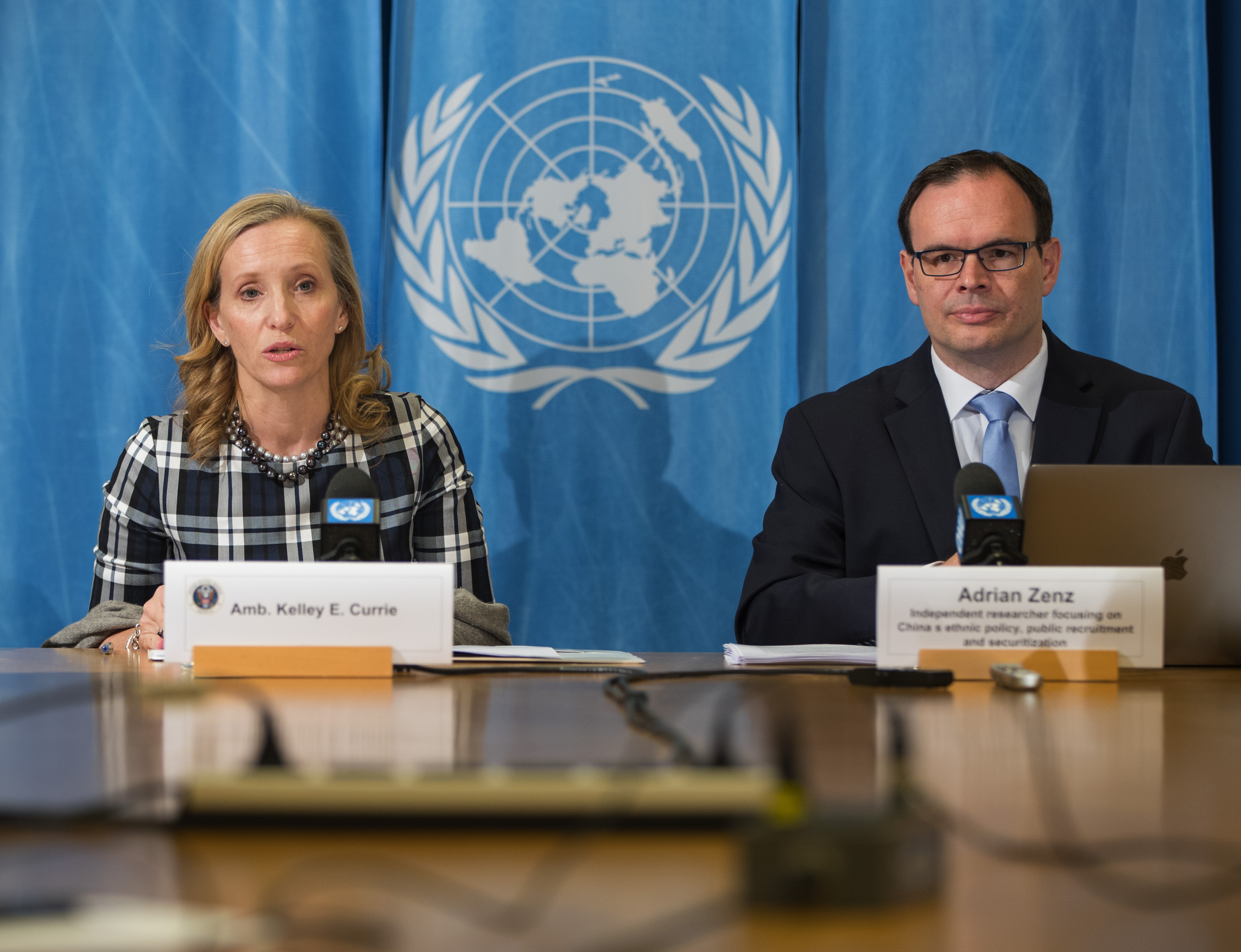
Kelley E. Currie (Office of Global Criminal Justice des US-Außenministeriums) und der auf die chinesische Ethnienpolitik spezialisierte Experte Adrian Zenz bei einem Medienbriefing vor einer Veranstaltung zum Schutz der Grundfreiheiten in Xinjiang am 13. März 2019, die von der Ständigen Vertretung der Vereinigten Staaten in Genf gesponsert und gemeinsam von den USA, Kanada, Deutschland, den Niederlanden und Großbritannien bei den Vereinten Nationen in Genf ausgerichtet wurde

Am 8. Juli 2019 reichte eine Gruppe von 22 unterzeichnenden Staaten – sämtlich Vertreter der „westlichen Welt“ aus Nordamerika (jedoch ohne die USA), Europa und dem Asien-Pazifik-Raum (Australien, Japan, Neuseeland) – einen Brief zur 41. Sitzung UN-Menschenrechtsrat (UNHRC) ein, in dem die Massenverhaftung von Uiguren und anderen Minderheiten in Xinjiang verurteilt wurde. Es war das erste Mal, dass sich Staaten mit deutlicher Kritik an der chinesischen Xinjiang-Politik an die UN-Menschenrechtskommission gewendet hatten. Die VR China konnte bereits am 12. Juli 2019 zur gleichen UNHRC-Situng ein zu diesem Zeitpunkt von 37 Staaten unterzeichnetes Schreiben vorlegen, das die Position der VR Chinas verteidigte und das letztendlich von 50 Staaten unterzeichnet wurde.
Am 29. Oktober 2019 verlas die britische UN-Botschafterin Karen Pierce vor dem Third Committee Dialogue des CERD eine gemeinsame Erklärung zur Lage in Xinjiang, die von 23 Staaten unterstützt wurde, darunter Albanien, Australien, Belgien, Dänemark, Deutschland, Estland, Finnland, Frankreich, Großbritannien, Island, Irland, Japan, Kanada, Lettland, Liechtenstein, Litauen, Luxemburg, Neuseeland, die Niederlande, Norwegen, Österreich, Schweden und die USA. Diese Staaten erklärten in der Stellungnahme, sie teilten die Bedenken, die der CERD im August 2018 in seinen abschließenden Bemerkungen zu China vorgebracht habe, sowohl in Bezug auf glaubwürdige Berichte über Massenverhaftungen, als auch in Bezug auf die Einschränkung kultureller und religiöser Bräuche, in Bezug auf die sich überproportional gegen Uiguren richtende Massenüberwachung, sowie in Bezug auf andere Menschenrechtsverletzungen und Missbrauch an Uiguren in Xinjiang. Die Erklärung forderte die chinesische Regierung dazu auf, ihre nationalen Gesetze und internationalen Verpflichtungen zur Achtung der Menschenrechte in Xinjiang und im übrigen China einzuhalten und die acht Empfehlungen des CERD in Bezug auf Xinjiang dringend umsetzen, indem sie unter anderem von der willkürlichen Inhaftierung von Uiguren und Mitgliedern anderer muslimischer Gemeinschaften Abstand nehme. Zudem rief die Erklärung die chinesische Regierung dazu auf, dem Büro des Hochkommissars für Menschenrechte und den Sonderverfahren des UN-Menschenrechtsrats unverzüglich ungehinderten und aussagekräftigen Zugang nach Xinjiang zu gewähren.

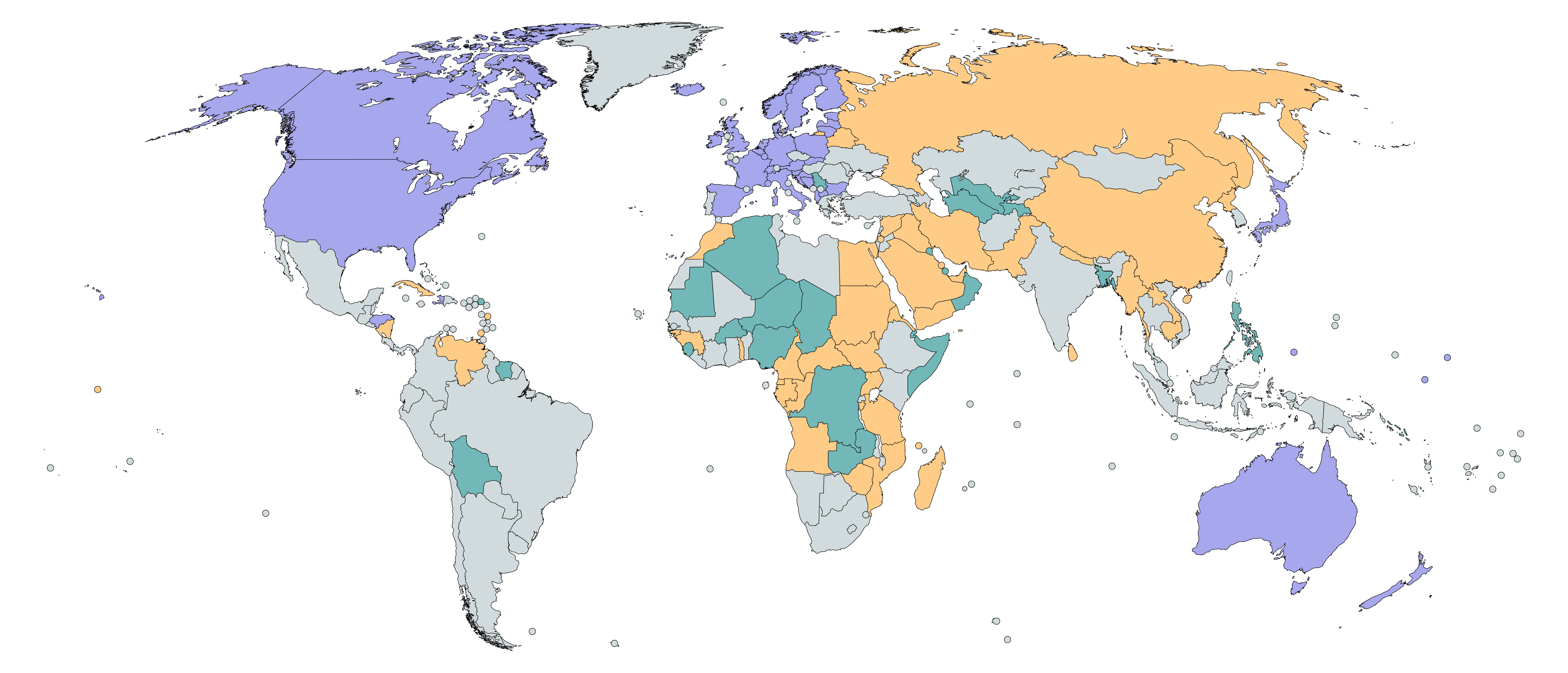
Öffentliche Haltung verschiedener Staaten zur chinesischen Politik in Xinjiang, basierend auf gemeinsamen Erklärungen, die gegenüber der UNO unterzeichnet wurden (Stand: Oktober 2020)
Regierung hat ihre Unterstützung ausgedrückt
Regierung hat ihre Ablehnung ausgedrückt
Regierung hat ihre vorherige Unterstützung zurückgezogen
Regierung hat weder Unterstützung noch Ablehnung ausgedrückt

Am 6. Oktober 2020 verlas Christoph Heusgen als UN-Botschafter Deutschlands in einer Ausschusssitzung der UN-Vollversammlung (Third Committee General Debate) im Namen von 39 Staaten eine überregionale gemeinsame Erklärung, die Besorgnis über die sich verschlechternde Menschenrechtssituation in Xinjiang, Tibet und Hongkong ausdrückte und die China aufforderte, die Rechte von Angehörigen religiöser und ethnischer Minderheiten insbesondere in Xinjiang und Tibet zu respektieren. Zu den erklärenden Staaten zählten Albanien, Australien, Belgien, Bosnien und Herzegowina, Bulgarien, Dänemark, Deutschland, Estland, Finnland, Frankreich, Großbritannien, Haiti, Honduras, Irland, Island, Italien, Japan, Kanada, Kroatien, Lettland, Liechtenstein, Litauen, Luxemburg, die Marshallinseln, Monaco, Nauru, Neuseeland, die Niederlande, Nordmazedonien, Norwegen, Österreich, Palau, Polen, Schweden, die Schweiz, die Slowakei, Slowenien, Spanien und die USA. Die Erklärung schloss sich ausdrücklich den „ernsten Bedenken“ eines im Juni 2020 veröffentlichten exceptional letter of concern von 50 unabhängigen UN-Sonderberichterstattern an, die die VR China darin aufgefordert hatten, die Menschenrechte insbesondere gegenüber religiösen und ethnischen Minderheiten in Xinjiang und Tibet zu achten. In der Erklärung vom 6. Oktober 2020 erklärten sich die 39 Staaten zutiefst besorgt über die Existenz eines umfangreichen Netzwerks von Lagern für „politische Umerziehung“ in Xinjiang, für das „glaubwürdige Berichte“ auf eine Anzahl von über einer Million „willkürlich inhaftierter“ Menschen hinweisen würden. Die Erklärung gab an, es gebe zudem strikte Einschränkungen der Religions- und Glaubensfreiheit, des Rechts sich frei zu bewegen, der Vereinigungs- und Meinungsfreiheit sowie der uigurischen Kultur. Die Erklärung bemängelte weiter, die weitverbreitete Überwachung ziele noch immer überproportional auf Uiguren und andere Minderheiten ab. Zudem mehrten sich Berichte über Zwangsarbeit und erzwungene Geburtenkontrolle, die auch Sterilisationen einschließen würde. Die 39 Staaten forderten die VR China in der Erklärung auf, unabhängigen Beobachtern – einschließlich der UNO-Menschenrechtskommissarin Michelle Bachelet und relevanter UN-Sonderberichterstatter – unverzüglich einen aussagekräftigen und uneingeschränkten Zugang zu Xinjiang zu ermöglichen, die willkürliche Internierung von Uiguren und Angehörigen anderer Minderheiten zu unterlassen und auch die anderen, in Bezug auf Xinjiang ausgesprochenen Empfehlungen der CERD dringend umzusetzen.
Am 6. Mai 2021 rief China die UN-Mitgliedstaaten über Chinas UN-Mission laut der Nachrichtenagentur Reuters zu einem Boykott einer von Deutschland, den USA und Großbritannien für den 12. Mai geplanten virtuellen UN-Veranstaltung auf, zu der auch Vertreter von Human Rights Watch und Amnesty International eingeladen worden waren, um die Unterdrückung der Uiguren und anderer muslimischer Minderheiten in Xinjiang zu thematisieren. China gab als Begründung an, es handle sich um eine provokative und „politisch-motivierte Veranstaltung“, warnte vor einer weiteren Konfrontation und warf den Organisatoren der Veranstaltung, zu denen auch verschiedene europäische Staaten, Australien und Kanada gehörten, vor, „Menschenrechtsfragen als politisches Werkzeug zu benutzen, um sich in Chinas innere Angelegenheiten wie Xinjiang einzumischen, um eine Spaltung zu erzeugen und Chinas Entwicklung zu stören“. Am 10. oder 11. Mai forderte die VR China in einer Erklärung ihrer UN-Vertretung von den USA, Deutschland und Großbritannien, die geplante UN-Videositzung zur Unterdrückung der Uiguren in Xinjiang abzusagen, und rief die übrigen UN-Mitgliedstaaten auf, die Veranstaltung zurückzuweisen.
Am 22. Juni 2021 verlas die kanadischen Botschafterin Leslie Norton bei der 47. Sitzung des UN-Menschenrechtsrates eine gemeinsame Erklärung, in der die 44 Unterzeichnerstaaten forderten, die chinesische Regierung müsse der UN-Menschenrechtskommissarin Michelle Bachelet und anderen unabhängigen Beobachtern „sofortigen, umfassenden und ungehinderten Zugang“ nach Xinjiang gewähren. In der Erklärung hieß es weiter: „Glaubwürdige Berichte deuten darauf hin, dass mehr als eine Million Menschen in Xinjiang willkürlich inhaftiert wurden und dass es eine weit verbreitete Überwachung gibt, die unverhältnismäßig auf Uiguren und Mitglieder anderer Minderheiten abzielt und die Grundfreiheiten und die uigurische Kultur einschränkt“. Die Erklärung forderte, die chinesische Führung müsse die „willkürliche Inhaftierung“ von Uiguren und anderen muslimischen Minderheiten beenden. Zu den Unterzeichnerstaaten gehörten auch einige Staaten, die nicht die am 6. Oktober 2020 von Christoph Heusgen verlesene gemeinsame Erklärung unterzeichnet hatten, wie etwa Israel, Portugal, Rumänien, Tschechien und die Ukraine. China hatte bereits im Vorfeld und im Bewusstsein der kommenden gemeinsamen Erklärung die hinter der Erklärung stehenden Länder präventiv gerügt und beschuldigt, „Menschenrechtsfragen als Mittel zur Ausübung eklatanter politischer Manipulation“ zu verwenden. Der Sprecher der chinesischen Außenministeriums, Zhao Lijian, sagte gegenüber der Presse, einzelne Länder wie die USA, Kanada und Großbritannien hätten versucht, China unter dem Deckmantel der Menschenrechte anzugreifen und zu verleumden, Desinformation zu verbreiten und die Plattform des UN-Menschenrechtsrats zu missbrauchen. Am 24. Juni 2021 zog die Ukraine ihre Unterschrift auf der Liste der Staaten zurück, die die von Kanada eingebrachte gemeinsame Erklärung mit der Forderung nach sofortigem Zugang unabhängiger Beobachter zu Xinjiang unterstützten. Die Nachrichtenagentur Associated Press (AP) berichtete daraufhin, sie habe von Diplomaten aus zwei westlichen Staaten erfahren, dass China die Ukraine zuvor mit der Drohung unter Druck gesetzt hatte, in China hergestellte COVID-19-Impfstoffe (imt einer geplanten Lieferung von mindestens 500.000 Impfdosen) für die Ukraine zurückzuhalten, falls die Ukraine ihre Unterstützung für die gemeinsame Erklärung nicht zurückziehe. Die der Nachrichtenagentur als Quelle dienenden Diplomaten hätten jedoch aufgrund ihrer fehlenden Bevollmächtigung zur öffentlichen Bekanntgabe der Informationen unter der Bedingung der Anonymität gesprochen.
Am 21. Oktober 2021 wurde vom französischen UN-Botschafter Nicolas de Rivière eine weitere gemeinsame Erklärung zur Menschenrechtslage in Xinjiang verlesen, die am selben Tag von 43 Staaten in einem Menschenrechtsausschuss der UN-Vollversammlung (United Nations General Assembly Third Committee) unterstützt worden war und die China für Menschenrechtsverletzungen an Uiguren in Xinjiang verurteilte. Die Erklärung gibt an, es existiere eine zunehmende Anzahl von Berichten über „allgemeine und systematische Menschenrechtsverletzungen“. Diese Berichte dokumentierten laut der Erklärung auch Folter oder grausame, unmenschliche und erniedrigende Behandlung oder Strafe, sowie Zwangssterilisation, sexuelle und geschlechtsspezifische Gewalt und erzwungene Trennung von Kindern. Die Religions- oder Glaubensfreiheit, sowie die Bewegungs-, Vereinigungs- und Meinungsfreiheit sowie die uigurische Kultur seien strikt eingeschränkt. Uiguren und Angehörige anderer Minderheiten seien weiterhin unverhältnismäßig stark von einer breit angelegten Überwachung betroffen. Die Erklärung forderte China dazu auf, unabhängigen Beobachtern wie der Hochkommissarin für Menschenrechte und ihrem Büro sowie den entsprechenden Mandatsträgern für Sonderverfahren, unverzüglichen, aussagekräftigen und ungehinderten Zugang zu Xinjiang zu gewährleisten und die acht Empfehlungen des CERD in Bezug auf Xinjiang eilig umzusetzen. Zu den erklärenden Staaten gehörten Albanien, Australien, Belgien, Bulgarien, Dänemark, Deutschland, Estland, Finnland, Frankreich, Großbritannien, Honduras, Irland, Island, Italien, Japan, Kanada, Kroatien, Lettland, Liberia, Liechtenstein, Litauen, Luxemburg, die Marshallinseln, Monaco, Montenegro, Nauru, Neuseeland, die Niederlande, Nordmazedonien, Norwegen, Österreich, Palau, Polen, Portugal, San Marino, Schweden, die Slowakei, Slowenien, Spanien, Swasiland, Tschechien, die Türkei und die USA. Die Erklärung ähnelte den von Großbritannien und Deutschland in den Jahren 2019 beziehungsweise 2020 verlesenen Erklärungen, bei denen die Zahl der unterstützenden Staaten bereits von 23 (im Jahr 2019) auf 39 (im Jahr 2020) gestiegen war. Ihnen hatten sich im Jahr 2021 Diplomaten zufolge die Türkei, Swasiland, Portugal und Tschechien angeschlossen, während Haiti und die Schweiz ihre Unterstützung wieder entzogen hatten. Diplomatische Quellen gaben als Grund für den Rückzug der Schweiz an, dass der Staat kurz zuvor ein hochrangiges Treffen zwischen den USA und China veranstaltet und beschlossen habe, seiner Vermittlerrolle zwischen den USA und China den Vorzug gegenüber jährlichen Erklärungen zur Achtung der Menschenrechte in Xinjiang zu geben.
Am 14. Juni 2022 gaben die Niederlande zum Auftakt der 50. Sitzung des UN-Menschenrechtsrats eine Gemeinsame Erklärung (cross-regional joint statement, kurz: JST) im Namen von 47 Staaten ab, in der sich diese Staaten als „weiterhin sehr besorgt“ über die Menschenrechtslage in China, insbesondere in Xinjiang, erklärten, was im Zusammenhang mit der Veröffentlichung der Xinjiang Police Files und dem kurz zuvor erfolgten China-Besuch der UN-Hochkommissarin Bachelet stand.
Gleichzeitig gab Kuba bei der 50. Sitzung des UN-Menschenrechtsrats eine von 69 Staaten unterzeichnete Gemeinsame Erklärung (JST) ab, in der insbesondere viele Länder des Globalen Südens China mit der Auffassung unterstützten, dass die Politik der VR China gegenüber den Uiguren in Xinjiang (ebenso wie in Fragen zu Tibet und Hong Kong) als „interne Angelegenheit“ zu behandeln sei. Zu den Unterzeichnern zählten neben China auch Staaten mit islamischer Bevölkerung (wie Ägypten, Algerien, Bahrain, Irak, Iran, Jemen, Libanon, Libyen, Mali, Mauretanien, Marokko, Niger, Pakistan, Palästina, Saudi-Arabien, Sudan, Syrien und die Vereinigten Arabischen Emirate, darunter auch solche mit uigurischen Diasporen wie Kirgisistan, Tadschikistan und Turkmenistan), Staaten Subsahara-Afrikas (wie Äquatorialguinea, Äthiopien, Benin, Burkina Faso, Burundi, Dschibuti, Eritrea, Gabun, Gambia, Guinea, Guinea-Bissau, Kamerun, Kongo, Mosambik, Nigeria, Sambia, Sierra Leone, Simbabwe, Somalia, Südsudan, Togo, Uganda und die Zentralafrikanische Republik), Staaten Mittel- und Südamerikas (wie Bolivien, El Salvador, Kuba, Nicaragua, Suriname und Venezuela), einige osteuropäische Staaten (wie die Russische Föderation, Serbien und Belarus) und einige asiatische Staaten (wie Kambodscha, die VR Laos, Myanmar, Nepal, Nordkorea und Sri Lanka). Die unterzeichnenden Staaten lehnen in der von Kuba vorgelegten Erklärung vom 14. Juni 2022 ausdrücklich jegliche „Politisierung der Menschenrechte und Doppelmoral“ sowie eine „Einmischung in die inneren Angelegenheiten Chinas unter dem Vorwand der Menschenrechte“ ab.
Am 31. Oktober 2022 gab Kanada eine von 50 UN-Mitgliedsstaaten unterzeichnete gemeinsame Erklärung vor dem für Menschenrechte zuständigen Ausschuss für soziale, humanitäre und kulturelle Fragen der UN-Generalversammlung (United Nations General Assembly Third Committee für Social, Humanitarian & Cultural Issues) ab, in der schwere und systematische Menschenrechtsverletzungen an Uiguren und anderen turkstämmigen, vornehmlich muslimischen Minderheiten in Xinjiang angeprangert wurden. Zu den Unterzeichnerstaaten gehörten neben Kanada auch Albanien, Andorra, Australien, Belgien, Belize, Bulgarien, Dänemark, Deutschland, Estland, Eswatini, Finnland, Frankreich, Großbritannien, Guatemala, Irland, Island, Israel, Italien, Japan, Kroatien, Lettland, Liberia, Liechtenstein, Litauen, Luxemburg, die Marshallinseln, Monaco, Montenegro, Nauru, Neuseeland, die Niederlande, Nordmazedonien, Norwegen, Österreich, Palau, Polen, Portugal, Rumänien, San Marino, Schweden, die Schweiz, die Slowakei, Slowenien, Somalia, Spanien, Tschechien, die Türkei, die Ukraine und die USA. Es handelte sich damit und die bis dahin größte Gruppe von Staaten, die die Menschenrechtsverletzungen in Xinjiang öffentlich angeprangert hatte. In der gemeinsamen Erklärung stellen sie sich auf den Standpunkt, dass die schweren und systematischen Menschenrechtsverletzungen in Xinjiang nicht mit Terrorismusbekämpfung gerechtfertigt werden können. Unter Berufung auf den im August 2022 veröffentlichten Bericht der damaligen UN-Menschenrechtshochkommissarin Michelle Bachelet äußerten die Unterzeichnerstaaten in der gemeinsamen Erklärung ihre Bersorgnis darüber, dass China sich bisher geweigert habe, über die Ergebnisse des UN-Berichtes zu diskutieren. Die gemeinsame Erklärung fordert von der VR China die Umsetzungden der Empfehlungen des UN-Berichts, unter anderem eine zügige Freilassung aller willkürlich festgehaltenen Menschen in Xinjiang und die Klärung der Schicksale und Aufenthaltsorte vermisster Familienangehöriger. Als Reaktion auf die gemeinsame Erklärung verlas Kuba auf der gleichen Sitzung des UN-Ausschusses für soziale, humanitäre und kulturelle Fragen der UN-Generalversammlung eine von 66 Staaten (darunter unter anderem auch Russland, Kuba, Nordkorea, Venezuela, Syrien und Eritrea) unterzeichnete Gegenerklärung, die die Menschenrechtsbilanz der chinesischen Regierung lobte.

### UN-Menschenrechtsrat (UNHRC)
Obwohl seit 2018 nur wenige Themen eine so hohe Dringlichkeit in Menschenrechtsbelangen erlangten wie der Umgang der VR China mit der Minderheit der Uiguren, kam es jahrelang kaum zu Konsequenzen und dem UN-Menschenrechtsrat gelang es angesichts des großen Einflusses der VR China auf die Ratsmitglieder nicht, entsprechende Resolutionen oder eine Untersuchungskommission anzustoßen.

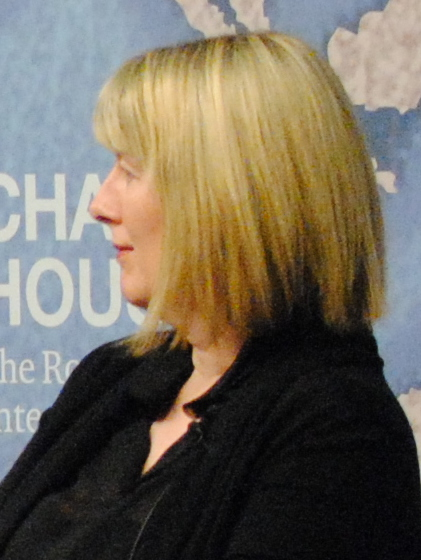
UN-Sonderberichterstatterin für die Förderung und den Schutz der Menschenrechte bei der Bekämpfung des Terrorismus Fionnuala Ní Aoláin

2019 verabschiedete die UN-Generalversammlung zwar einen die Diskriminierung der Uiguren kritisierenden Bericht, der jedoch wenig Beachtung fand. Erst seit der Veröffentlichung der China Cables, durch die die Errichtung eines Überwachungsstaates in Xinjiang erstmals anhand behördlicher chinesischer Unterlagen dokumentiert werden konnte, wurde die Situation der uigurischen Bevölkerung in sämtlichen Sitzungen des Menschenrechtsrates thematisiert und teilweise auch Sachverständige geladen, jedoch ohne tiefgreifende Konsequenzen. Im Gegensatz zu 126 anderen UN-Mitgliedsstaaten verweigerte die VR China weiterhin eine dauerhafte Einladung für UN-Experten, denen eine Vorortüberprüfung der Vorwürfe somit erschwert blieb.
Am 26. Juni 2020 gab eine bis dahin unerreichte Anzahl unabhängiger Menschenrechtsexperten eine – laut Amnesty International wegweisende – Erklärung ab, in der sie ihre Besorgnis über Menschenrechtsverletzungen in China inklusive Xinjiangs äußerten und die UN zu entschlossenen Aktionen und zur Einleitung einer umfassenden Untersuchung der Lage aufforderten. Vor dem Hintergrund des berichteten Vorgehens Chinas gegen die Uiguren (beispielsweise mutmaßliche Zerstörung unzähliger Moscheen in Xinjiang, Masseninhaftierungen und angebliche Zwangssterilisationen) WUC als bedeutendste uigurische Exilorganisation konsultierte eigenen Angaben zufolge insgesamt über ein Dutzend UN-Sonderberichterstatter der der Menschenrechtskommission (beispielsweise den Sonderberichterstatter für Religionsfreiheit den Sonderberichterstatter für Minderheitenfragen und die UN-Sonderberichterstatterin für die Förderung und den Schutz der Menschenrechte bei der Bekämpfung des Terrorismus) im Zusammenhang mit dem Vorgehen Chinas gegen die Uiguren, von denen mehrere in der Folge ihre „ernste Besorgnis“ äußerten, ohne dass es allerdings zu weitreichenden Folgen gekommen wäre (Stand: November 2020).
Im September 2020 appellierte eine internationale Gruppe von 321 Organisationen (davon 39 anonym) in einem Offenen Brief an den UN-Menschenrechtsrat, eine Sondersitzung abzuhalten und eine Untersuchung der Menschenrechtskrise in China inklusive Xinjiangs einzuleiten.
Am 28. Februar 2022 betonte die UN-Sonderberichterstatterin für die Förderung und den Schutz der Menschenrechte bei der Bekämpfung des Terrorismus, Fionnuala Ní Aoláin, in ihrem Bericht an den Menschenrechtsrat über Geheime Inhaftierungen im Zusammenhang mit der Terrorismusbekämpfung in Bezug auf massenhafte willkürliche und geheime Inhaftierungen in Xinjiang die „dringende Notwendigkeit einer unabhängigen Menschenrechtsbewertung und Rechenschaftspflicht für Völkerrechtsverletzungen“. Sie erklärte, die Gewährleistung eines freien und ungehinderten Zugangs, aussagekräftige Fact-Finding-Missionen und genauer Überprüfung seien unerlässlich, wenn staatliche Praktiken die Sorge von systematischen und schweren Verletzungen des Völkerrechts nähren, insbesondere wenn sie das Ausmaß von Verbrechen gegen die Menschlichkeit erreichen können. Sie wiederholte ihre „anhaltende Besorgnis über die Bedingungen in solchen Einrichtungen, einschließlich der Praxis der »Umerziehung«, die die grundlegendsten Rechte beeinträchtigt, einschließlich Freiheitsentzug, die Integrität des Familienlebens inklusive erzwungener Trennung, Meinungsfreiheit, Vereinigungsfreiheit, das Recht religiöse Überzeugungen zu haben und auszuüben, kulturelle Rechte und grundlegende wirtschaftliche und soziale Rechte.“ sie erklärte, dass „die Behauptung, dass Masseninhaftierung und Haft ohne Kontakt zur Außenwelt durch »Umerziehung« zur Verhinderung von Extremismus gerechtfertigt sind, nicht mit den völkerrechtlichen Verpflichtungen der Regierungen vereinbar“ sei.
Am 16. August 2022, lediglich vier Tage nach der Ratifizierung internationaler Konventionen (IAO-Konventionen 29 und 105) gegen Zwangsarbeit durch China, wurde ein Report veröffentlicht, in dem der unabhängige Sonderberichterstatter des UN-Menschenrechtsrats für moderne Formen der Sklaverei, der Experte für Menschenhandel Tomoya Obokata, dem zu diesem Zeitpunkt seit langer Zeit erwarteten, aber noch nicht veröffentlichten OHCHR-Bericht zur Menschenrechtslage der Uiguren in Xinjiang zuvorkam und schwere Anschuldigungen gegen die chinesische Führung erhob. In einem 20-seitigen Report, der als Diskussionsgrundlage für die 51. Session des UN-Menschenrechtsrats im September 2022 in Genf gedacht war, kommt er unter Berufung auf „unabhängige akademische Forschung, offene Quellen, Zeugenaussagen von Opfern, Konsultationen mit Interessenvertretern und Berichte der Regierung“ zum Schuss, es sei erwiesen, dass es sowohl in Xinjiang als auch in Tibet zu „Formen der Sklaverei“ komme. Obokata schreibt im Report wörtlich: „Der Sonderberichterstatter hält die Schlussfolgerung für angemessen, dass Zwangsarbeit unter uigurischen, kasachischen und anderen ethnischen Minderheiten in Sektoren wie der Landwirtschaft und der verarbeitenden Industrie in der autonomen Uiguren-Region Xinjiang in China vorgekommen ist.“ In Zusammenhang mit den von der VR China als Berufsbildungszentren bezeichneten und nach offizieller chinesischer Lesart zur Armutsbekämpfung dienenden Einrichtungen und Arbeitsbeschaffungsprogrammen schreibt Obokata im Report, Menschen würden aus ihrer Heimat an andere Orte verbracht, für geringe Löhne beschäftigt, übermäßig überwacht, unter schlechten Bedingungen leben und arbeiten und Drohungen sowie körperliche oder sexuelle Gewalt erfahren. „Übermäßige Überwachung, missbräuchliche Lebens- und Arbeitsbedingungen, Einschränkung der Bewegungsfreiheit durch Internierung, Drohungen, körperliche und/oder sexuelle Gewalt und andere unmenschliche oder erniedrigende Behandlung“ könnten den Tatbestand von Verbrechen gegen die Menschlichkeit erfüllen, so Obokata in dem Report. Der Umstand der umfassenden Überwachung und der schlechten Arbeits- und Wohnbedingungen der Betroffenen kann laut Obokata die Einordnung als Sklaverei und damit als ein Verbrechen gegen die Menschlichkeit rechtfertigen. Wörtlich heißt es dazu im Report: „In einigen Fällen kann es sich um Versklavung als Verbrechen gegen die Menschlichkeit handeln, was eine weitere unabhängige Analyse verdient“. Laut Obokata existieren in Xinjiang demnach zwei zu unterscheidende staatlich kontrollierte Systeme, in denen es zu Zwangsarbeit gekommen sei. Während in dem System zur sogenannten Berufsbildung in Wirklichkeit Angehörige von Minderheiten festgehalten und zur Arbeit genötigt würden, käme es in dem Programm zur angeblichen Armutsbekämpfung der Armut tatsächlich zur faktischen Verleihung von Landarbeitern. In vielen untersuchten Fällen gibt es Obokata zufolge Hinweise darauf, dass die Arbeit nicht auf freiwilliger Grundlage geleistet werde. Obokata bezeichnet in dem Report den Uyghur Forced Labor Prevention Act (UFLPA) in den USA und die Lieferkettengesetze in Deutschland, Frankreich, Großbritannien oder auf EU-Ebene als gute Beispiele, um Unternehmen zur Sorgfalt zu verpflichten.
Am 6. Oktober 2022 lehnte der UN-Menschenrechtsrat per Abstimmung den von den einigen westlichen Regierungen initiierten Antrag ab, im Frühjahr 2023 eine Debatte über den Ende August 2022 veröffentlichten Bericht des UN-Hochkommissariats über mutmaßliche Menschenrechtsverletzungen Cbinas an Uiguren und anderen muslimischen Minderheiten der Region Xinjiang zu halten und die Behandlung der Uiguren erneut zu untersuchen. Bei der Abstimmung hatten 19 UNHRC-Mitglieder (neben der VR China darunter traditionelle Verbündete Chinas wie Venezuela, Bolivien oder Eritrea, aber auch die Elfenbeinküste, Gabun, Kamerun, Kuba, Kasachstan, Mauretanien, Nepal, Sudan und Usbekistan und für viele Beobachter überraschend auch einige mehrheitlich muslimische Staaten wie Pakistan, Katar, die Vereinigten Arabischen Emirate und Demokratien wie Indonesien, Senegal oder Namibia) gegen den Antrag gestimmt, während 17 UNHRC-Mitglieder für den Antrag gestimmt (fast ausschließlich westliche Staaten, wie die USA, Großbritannien, Norwegen, Deutschland, Frankreich, Japan und Südkorea, sowie einige Staaten mit mehrheitlich muslimischer Bevölkerung wie die Türkei, Albanien und Somalia) und sich 11 einer Stimme enthalten hatten (wie Argentinien, Brasilien, Indien, Malaysia, Mexiko und Ukraine). Seit seiner Einrichtung im Jahr 2006 hatte der UN-Menschenrechtsrat mit dieser Abstimmung erst zum zweiten Mal einen solchen Antrag abgelehnt, zuvor nur im Fall des Konflikts im Jemen im Jahr 2021. Nach Ansicht von Beobachtern stellte das Abstimmungsergebnis einen diplomatischen Sieg der chinesischen Führung in ihrem Versuch gegenüber der westlichen Welt dar, weitere Untersuchungen zur Menschenrechtslage in Xinjiang zu vermeiden.
Mit dem Votum im UN-Menschenrechtsrat vom 6. Oktober 2022 wurde verhindert, dass der UN-Menschenrechtsrat Konsequenzen aus dem von der UN-Hochkommissarin für Menschenrechte am 31. August 2022 publizierten Bericht zur Menschenrechtslage in Xinjiang zieht, mit dem die UN erstmals die chinesische Führung für ihr Vorgehen gegen die Uiguren kritisiert hatte. Eine Debatte im Menschenrechtsrat zur Lage in Xinjiang hätte möglicherweise zu Ermittlungen und einer an China gerichteten Rüge geführt. Aufgrund des Abstimmungsergebnisses kam es stattdessen weder zur ersten UN-Menschenrechtsrat-Debatte über die Unterdrückung der Uiguren, noch wurde somit in die Wege geleitet, das sich der UN-Menschenrechtsrat als zuständige UN-Organ mit der Problematik der Uiguren befasst, Sonderberichterstatter oder eine Untersuchungskommission einsetzt und China aufgrund von Menschenrechtsverletzungen verurteilt. Vor der Abstimmung hatte Chen Xu als UN-Gesandter der VR China mit den Worten „Heute ist China das Ziel. Morgen wird jedes andere Entwicklungsland ins Visier genommen werden“ behauptet, der Antrag diene der Politisierung von Menschenrechtsfragen durch die USA und werde einen Präzedenzfall für die Überprüfung der Menschenrechtslage in anderen Ländern schaffen. Pakistan hatte den Antrag mit der Begründung abgelehnt, China nicht verärgern zu wollen. Menschenrechtsorganisationen wie Amnesty International und Human Rights Watch verurteilten die Ablehnung einer UN-Debatte über die Menschenrechtslage in Xinjiang. Human Rights Watch sprach dabei von einem „Betrug an den uigurischen Opfern“ durch den UN-Menschenrechtsrat. Amnesty International warf dem UN-Menschenrechtsrat vor, mit der Abstimmung über eine Debatte der Lage in Xinjiang die Täter von Menschenrechtsverletzungen anstelle der Opfer zu schützen, wodurch der UN-Menschenrechtsrat als bedeutendste Menschenrechtsorganisation der UN in die „absurde Situation“ gerate, „die Erkenntnisse des UN-Menschenrechtsbüros zu ignorieren“ und die Kernaufgabe des UN-Menschenrechtsrats zu „verraten“. Das Editorial Board des als Leitmedium geltenden Wall Street Journals verurteilte den UN-Menschenrechtsrat am 9. Oktober 2022 unter dem Titel „UN-Menschenrechtsrat lässt Uiguren in Xinjiang im Stich“ scharf für das Abstimmungsergebnis und schrieb dazu: „Wenn krankhafte Optimisten immer noch glauben, der UN-Menschenrechtsrat interessiere sich für Menschenrechte, sollten sie die Ereignisse der vergangenen Woche beachten.“ Das deutsche Auswärtige Amt sprach auf Twitter aufgrund des Abstimmungsergebnisses von einem „schwarzen Tag für die Menschenrechte“. Das KPCh-Organ Global Times zitierte einen Sprecher des chinesischen Außenministeriums mit seiner Stellungnahme vom 6. Oktober 2022, das Abstimmungsergebnis im UN-Menschenrechtsrat zeige, dass sich die internationale Gemeinschaft „nicht so leicht in die Irre führen lasse“ und stattdessen erkenne und ablehne, dass das eigentliche Motiv der USA und anderer westlichen Staaten hinter ihrem „Xinjiang-Narrativ“ darin bestehe, China einzudämmen und Menschenrechte als Vorwand zu benutzen, um sich in die inneren Angelegenheiten anderer Länder einzumischen. Trotz der Abstimmung bleib weiterhin die Möglichkeit offen, dass der neue UN-Hochkommissar für Menschenrechte, Volker Türk, der sein Amt am 17. Oktober antreten sollte, den Bericht des UN-Hochkommissariats für Menschenrechte selbst im UN-Menschenrechtsrat vorstellt.

### UN-Hochkommissare für Menschenrechte (UNHCHR) und UN-Menschenrechtsbüro (OHCHR)

#### Vorbereitung eines China-Besuchs des UNHCHR (ab 2018) und eines OHCHR-Berichts zur Lage in Xinjiang
Spätestens seit September 2018 bemühte sich die UN-Hochkommissarin für Menschenrechte (UNHCHR), Michelle Bachelet vergeblich, durch Verhandlung ihres Büros (OHCHR) Zugang zur Region Xinjiang zu erhalten. In Bezug auf Konsequenzen aufgrund des Umgangs der VR China mit den Uiguren wurde der Vorwurf fehlender Durchsetzungsfähigkeit gegen den UN-Menschenrechtsrat laut, zu dessen gewählten 47 Mitgliedstaaten sowohl in den Jahren 2013 bis 2016 als auch seit 2020 wieder die VR China selbst angehörte, während sich die USA unter Präsident Trump 2019 ganz aus dem UN-Menschenrechtsrat zurückgezogen hatten.
Im Februar 2021 sagte die UNO-Menschenrechtskommissarin Bachelet, dass die Berichte über willkürliche Internierungen, Misshandlungen, sexuelle Gewalt und Zwangsarbeit in Xinjiang eine gründliche und unabhängige Bewertung notwendig machten. Gespräche über die Organisation eines UN-Besuchs hätten begonnen, doch sei noch keine Einigung erreicht worden. In einem am 28. März 2021 ausgestrahlten Exklusiv-Interview mit dem staatlichen kanadischen Sender CBC teilte UNO-Generalsekretär António Guterres dann mit, dass sich das Büro der Hochkommissarin für Menschenrechte und die chinesischen Behörden in „ernsthaften Verhandlungen“ zur Gewährleistung eines uneingeschränkten Zugangs der Region Xinjiang durch UN-Vertreter befänden. Ziel der UNO sei es, dass es einer UN-Delegation ermöglicht wird, den Vorwürfen von an Uiguren und anderen muslimischen Minoritäten in Xinjiang begangenen Menschenrechtsverletzungen vor Ort durch eine Untersuchung nachzugehen. Guterres sagte, er hoffe auf eine baldige Einigung und dass es der UNO-Menschenrechtskommissarin möglich sein werde, China ohne Einschränkungen oder Begrenzungen zu besuchen. Das chinesische Außenministerium erklärte daraufhin durch seinen Sprecher Zhao Lijian gegenüber der Nachrichtenagentur AFP, die VR China würde einen Besuch der UN in der Region Xinjiang willkommen heißen, der Zweck des Besuches müsse jedoch die Förderung von Austausch und Kooperation zwischen beiden Seiten sein und nicht die Durchführung einer „sogenannten »Untersuchung« mit Schuldvermutung“. Am 16. April 2021 stellte auch der stellvertretende chinesische Außenminister Le Yucheng als chinesische Haltung zur Idee einer Untersuchungskommission gegenüber der Nachrichtenagentur AP klar, China würde zwar „den Hohen Kommissar der Vereinten Nationen für Menschenrechte oder westliche Diplomaten in Xinjiang begrüßen, aber sie müssen als Besucher kommen, und nicht, um eine sogenannte Untersuchung durchzuführen“.
Bei der Eröffnung der 47. Sitzung des UN-Menschenrechtsrates am 21. Juni 2021 nannte Michelle Bachelet als UN-Hochkommissarin für Menschenrechte China ausdrücklich und konkret als einen der Staaten, in denen die Lage in Bezug auf Menschenrechtsverletzungen im globalen Vergleich besonders schlimm sei. Angesichts von Berichten über massive Menschenrechtsverletzungen gegen die Minderheit der Uiguren in China forderte Bachelet von der chinesischen Seite Zugang für UN-Beobachter zur Region Xinjiang. Konkret sagte sie, sie diskutiere weiterhin mit China die Modalitäten für einen Besuch, einschließlich eines „sinnvollen Zugangs“ („meaningfull access“) zu Xinjiang, und hoffe diesen noch im Jahr 2021 erreichen zu können. Bevor sich Bachelet damit erstmals zu einem angezielten Zeitplan für einen Besuch der Region Xinjiang geäußert hatte, war sie zuvor diplomatischem Druck vonseiten westlicher Staaten ausgesetzt gewesen, sich zu Chinas Politik in Xinjiang zu äußern und einen ungehinderten Zugang zur Region zu erwirken.
Am 13. September 2021 beklagte die UN-Menschenrechtsbeauftragte Bachelet während der Eröffnung der Sitzungen des UN-Menschenrechtsrats die Vergeblichkeit der Bemühungen zur Erlangung eines sinnvollen Zugangs zur Region Xinjiang zum Zwecke einer Untersuchung der Berichte über schwere Verstöße im Umgang mit den Uiguren. Sie kündigte zugleich die Fertigstellung eines Berichts durch ihr Büro des UN-Menschenrechtsrats an, der eine Bewertung der „verfügbaren Informationen zu Vorwürfen schwerer Menschenrechtsverletzungen“ in Xinjiang öffentlich machen solle. Am 10. Dezember 2021 erklärte Rupert Colville, Sprecher des UN-Menschenrechtsrat-Büros, es seien keine Fortschritte in den seit September 2018 laufenden Gesprächen mit chinesischen Behörden über einen geplanten Besuch Xinjiangs erzielt worden. Das Büro des UN-Menschenrechtsrat müsse seinen Bericht zur Einschätzung der Lage in Xinjiang zunächst der chinesischen Regierung präsentieren, bevor er ihn veröffentlicht werden könne und hoffe, dass die Publikation innerhalb weniger Wochen erfolgen könne.
Im Januar 2022 wurde Bechelet von den USA über den von der Demokratischen Partei geführten Ausschuss zur Beobachtung der Menschenrechtslage in China aufgefordert, den UNO-Bericht zur Lage in Xinjiang noch vor Beginn der Olympischen Winterspiele in Peking am 4. Februar einsehbar zu machen.
Am 28. Januar 2022 erklärte das chinesische Außenministerium, es begrüße einen Besuch des UN-Menschenrechtskommissarin in Xinjiang, solange dieser in Form eines „Austausches“ und nicht einer Untersuchung stattfinde. Einen Tag zuvor hatte die in Hong-Kong ansässige South China Morning Post in einem Exklusiv-Artikel unter Berufung auf nicht näher genannte Insider berichtet, China habe der UN-Menschenrechtskommissarin Bachelet einen „freundlichen“ Besuch in Xinjiang für die Zeit nach den in Peking vom 4. bis zum 20. Februar 2022 stattfindenden Olympischen Winterspielen genehmigt, jedoch zur Bedingung gestellt, dass es sich dabei um keine Investigation handeln dürfe. Der Artikel der South China Morning Post hatte auch als erster berichtet, dass China möglicherweise auch auf eine Verzögerung der Veröffentlichung des OHCHR-Berichts über Xinjiang bis zur Zeit nach Beendigung der Olympischen Spiele gedrängt habe. Der Sprecher des OHCHR, Rupert Colville, erklärte am 28. Januar 2022 gegenüber Medien, dass der OHCHR-Bericht zur Menschenrechtslage in Xinjiang „nicht vor Beginn der Olympischen Spiele“ erscheinen werde, dementierte auch auf Basis des South-China-Morning-Post-Berichts entstandene Gerüchte, nach denen der OHCHR-Bericht auf unbestimmte Zeit verschoben worden sei und beteuerte, dieser befinde sich „in der Endphase“. Colville bezeichnete es als „unserer Ansicht nach nicht korrekt“, dass die UN die Veröffentlichung des OHCHR-Berichts im Gegenzug für die Genehmigung Chinas für einen Besuch Bachelets in Xinjiang herauszögere.
Am 5. Februar 2022 traf sich UN-Angaben zufolge UNO-Generalsekretär António Guterres mit dem chinesischen Präsidenten Xi Jinping und dem chinesischen Außenminister Wang Yi und rief die chinesische Führung erneut auf, eine Untersuchung durch die Menschenrechtskommissarin Bachelet durch einen „glaubhaften Besuch“ in China und Xinjiang zuzulassen. Laut dem UN-Bericht zum Treffen mit Xi am Rande der Olympischen Spiele machte Guterres „deutlich, dass er erwartet, dass die Kontakte zwischen dem Büro der Kommissarin für Menschenrechte und den chinesischen Behörden einen glaubhaften Besuch der Kommissarin in China und Xinjiang ermöglichen werden“. Am 7. Februar 2022 antwortete der chinesische Außenamtssprecher Zhao Lijian vor den Medien auf die Aufforderung von Guterres im Gespräch mit Staatschef Xi ohne nähere Erläuterungen, die VR China habe eine lange Zeit zuvor eine Einladung ausgesprochen und beide Seiten stünden in Verbindung über einen Besuch, der darauf abziele, „den Austausch und die Kooperation zwischen beiden Seiten zu fördern“.
Human Rights Watch warf dem UNHCHR im Februar 2022 eine lange Herauszögerung der Veröffentlichung des OHCHR-Berichts über mutmaßliche Vergehen an Uiguren und anderen ethnischen Minderheiten in Xinjiang vor und forderte die UN-Menschenrechtskommissarin Bachelet auf, die Veröffentlichung nach dem Ende der Olympischen Winterspiele in Peking nicht weiter hinauszuschieben, sondern die Ergebnisse noch vor ihrer Rede am 7. März vor der jährlichen Hauptsitzung des UN-Menschenrechtsrats öffentlich zugänglich zu machen. Human-Rights-Watch-Geschäftsführer Ken Roth erklärte vor der Presse, es gebe „einfach keine Entschuldigung mehr für diese anhaltende, lange Hinauszögerung“. Auch Diplomaten zeigten sich bestürzt über die ungeklärte Verzögerung und äußerten die Sorge, dass die in den vorangegangenen drei Jahren vom UNHCHR gesammelten Belege ihre Relevanz verlieren könnten. Mehrere Staaten forderten Bechelet im UN-Menschenrechtsrat auf den Bericht bald vorzustellen. Die deutsche Außenministerin Annalena Baerbock forderte das OHCHR am 3. März 2022 auf, den über die Situation der uigurischen Minderheit in China erstellten Bericht zu veröffentlichen und erklärte in einer Videoansprache vor dem aus 47 Nationen bestehenden UN-Menschenrechtsrat in Genf, dass „mehr Transparenz“ in diesem internationalen Gremium notwendig sei. Das OHCHR räumte die Verzögerungen bei der Veröffentlichung des Berichts ein.
Am 8. März 2022 erklärte die UN-Menschenrechtskommissarin Bechelet in einer Videobotschaft vor dem UN-Menschenrechtsrat in Genf, sie habe eine Übereinkunft mit der VR China für einen für Mai 2022 vorgesehenen Besuch Chinas erzielt, der auch einen Aufenthalt in Xinjiang beinhalten werde, nachdem der Vereinbarung nach ein Voraus-Team des OHCHR den Besuch im April vorbereiten und unter anderem auch nach Xinjiang fahren solle. Dem OHCHR zufolge soll die VR China den Forderungen des OHCHR nach einem „ungehinderten Zugang zu einem breiten Spektrum von Akteuren, einschließlich [solcher] der Zivilgesellschaft“ für Bachelet und ihr Teams zugestimmt haben.
Auf den seit langem erwarteten OHCHR-Bericht über mutmaßliche Vergehen an Uiguren ging Bachelet dabei nicht ein. Vor der Ankündigung des Besuchs von Bachelet hatten 192 Menschenrechts- und Interessengruppen in einen gemeinsamen offenen Brief angesichts der Vorwürfe schwerwiegender Menschenrechtsverletzungen ihre Sorge über das „relative Schweigen“ des OHCHR zum Ausdruck gebracht und den OHCHR aufgefordert, seinen Bericht über Xinjiang öffentlich zugängig zu machen. Human Rights Watch erklärte, die Ankündigung eines geplanten Besuchs Bechelets vom 8. März 2022 „sollte ihr keine Entschuldigung dafür sein, ihren Bericht über die Misshandlungen in Xinjiang nicht unverzüglich zu veröffentlichen, wie sie es wiederholt versprochen“ habe. Das OHCHR habe jedoch stattdessen mitgeteilt, es seien „keine weiteren Informationen über die Veröffentlichung des UN-Berichts über Xinjiang verfügbar.“ Im April 2014 unterzeichneten Human Rigts Watch und Dutzende andere Organisationen eine Erklärung, in der sie der UN-Hochkommissarin Bachelet vorwarfen, dass sie seit ihrer ersten öffentlich geäußerten Forderung nach uneingeschränktem Zugang nach China im Jahr 2018 keine angemessenen Schritte der öffentlichen Diplomatie, einschließlich offizieller Erklärungen, unternommen habe, um rechtzeitig auf Vorwürfe schwerer Rechtsverletzungen in China zu reagieren. Sie forderten die Hochkommissarin auf, eine dauerhaft prinzipientreue und kohärente Reaktion auf Chinas Menschenrechtskrise durchzuhalten. Zudem äußerten sie sich tief besorgt darüber, dass die Ankündigung des geplanten Besuchs der Hochkommissarin vom 8. März keinen Hinweis auf die erwartete Veröffentlichung des OHCHR-Berichts über schwere Menschenrechtsverletzungen in Xinjiang enthielt.

#### China-Besuch des UNHCHR (2022)
Der Besuch der UN-Menschenrechtskommissarin Michelle Bachelet in China fand kurz vor Ende ihrer ersten Amtszeit statt. Bachelet erklärte, die Verhandlungen über den Besuch seien aufgrund der COVID-19-Pandemie über zwei Jahre aufgeschoben und erst im Dezember 2021 wieder aufgenommen worden. Es handelte sich um den ersten China-Besuch eines UN-Menschenrechtskommissars seit 2005.
Am 28. Mai 2022 beendete Bachelet ihren sechstägigen Besuch in China, bei dem sie auch an zwei Tagen Stationen in Xinjiang (Ürümqi und Kaxgar) eingelegt hatte. Zur Beendigung ihrer China-Reise hielt sie eine per Video übertragene Pressekonferenz, auf der sie ihren Besuch gegen massive Kritik verteidigte. Bachelet übernahm in der Pressekonferenz in Bezug auf die Lage in Xinjiang im Wesentlichen die Lesart und Terminologie der chinesischen Regierung, nach der es sich bei den Umerziehungs- und Internierungseinrichtungen um „Ausbildungs- und Berufsbildungszentren“ im Zusammenhang mit Anti-Terror-Maßnahmen handeln soll. Bachelet erklärte, sie habe in Kaxgar ein Männergefängnis und ein „früheres Ausbildungszentrum“ besucht, das 2009 geschlossen worden und seitdem als Schule (Kashgar Experimental School) genutzt worden sei. Sie habe in Xinjiang mit Vertretern von Nichtregierungsorganisationen und religiösen Führern gesprochen und bereits vor ihrer Reise Gespräche mit Vertretern der „Zivilgesellschaft“ geführt. Einigen Medien berichteten, Bachelet habe angegeben, mit allen Gesprächspartnern in Xinjiang „ohne Überwachung“ gesprechen zu haben, soweit es die Vorschriften gegen die COVID-19-Pandemie zuließen. Anderen Medienangaben zufolge hatte Bachelet offen gelassen, ob sie auch in Xinjiang „unüberwachte“ Gespräche geführt habe, oder ob dies sie damit die Gespräche über Frauenrechte in Guangzhou gemeint habe. Die Frage, ob sie inhaftierte oder vermisste Aktivisten und Dissidenten getroffen habe, bewantwortete Bachelet nicht. Experten schätzen es jedoch als ausgeschlossen ein, dass Bachelet mit unabhängigen Beobachtern oder Opfern in Xinjiang zusammengekommen sein könnte. Xinjiang bereisende Journalisten hatten über die vergangenen Jahre berichtet, dass Gespräche mit Uiguren von Polizei und Sicherheitsleuten in Zivil vereitelt wurden. Nichtchinesische Medienvertreter hatten Bachelet nicht begleiten dürfen, denn China hatte dafür gesorgt, dass Bachelets Reise mit begrenztem Zugang in einem „geschlossenen Ring“ stattfand, also innerhalb einer virtuellen Blase isolierter Menschen, was von China ebenfalls mit den strengen COVID-19-Vorschriften begründet worden war.
Bachelet betonte, das Ziel ihres Besuchs sei „keine Untersuchung“ von Menschenrechtsverstößen gewesen, sondern die Möglichkeit zum Ansprechen von „Besorgnissen“ und „ernsten Vorwürfen“ im direkten Dialog mit der chinesischen Führung, um auf diese Weise „potenziell ein Umdenken“ zu bewirken. Sie sagte zudem, ihr Besuch stehe nicht in Verbindung mit dem für Anfang 2022 angekündigten, aber nicht veröffentlichten OHCHR-Bericht zu Xinjiang. Insgesamt vermied sie bei der Pressekonferenz Medienangaben zufolge deutliche und konkrete Kritik an der Menschenrechtslage in Xinjiang und deutete Kritik an der Unterdrückung muslimischer Minderheiten in Xinjiang lediglich an. Sie habe der chinesischen Regierung deutlich gemacht, dass ein Mangel unabhängiger richterlicher Aufsicht im Programm von Chinas Anti-Terror-Maßnahmen und in den „Zentren für berufliche Bildung und Ausbildung“ (Vocation Education and Training Centers, kurz VETCs) bestehe, vermöge aber nicht „das volle Ausmaß der VETCs zu ermessen“. Die chinesische Regierung habe ihr versichert, dass das „VETC-System“ abgebaut worden sei. Sie habe auch Vorwürfe von Gewaltanwendung und von Einschränkungen der Religionsfreiheit angesprochen. Bachelet gab an, ihre Besorgnis über die Situation in Xinjiang ausgedrückt und die chinesische Führung aufgefordert zu haben, Willkür zu vermeiden und internationale Menschenrechtsstandards einzuhalten. Sie habe die chinesische Regierung „ermutigt“, ihr Vorgehen in Bezug auf die Maßnahmen zur „Terrorismusbekämpfung und Deradikalisierung“ in Xinjiang zu überprüfen, um zu gewährleisten, dass sie den internationalen Menschenrechtsstandards entsprechen. Diese dürften „nicht willkürlich und diskriminierend angewandt werden“.
Der China-Besuch Bachelets war bereits in seinem Vorfeld umstritten gewesen und von Menschenrechtsgruppen kritisiert worden. Die USA hatten ihn als „Fehler“ bezeichnet und in Zweifel gezogen, ob der nötige Zugang in Xinjiang gewährt werde. Beobachter wie Menschenrechtler hatten davor gewarnt, dass der Besuch der chinesischen Regierung die Gelegenheit gebe, ihn für ihre Propaganda zu instrumentalisieren, um das Ausmaß der Repression in Xinjiang herabzuspielen und die dort begangenen Verbrechen zu legitimieren. Angesichts von fortwährend bekanntwerdenden Belegen für die Verfolgung der Uiguren durch die chinesische Regierung wie den am 25. Mai 2022 veröffentlichten Analysen zu den Xinjiang Police Files hatten einige Experten darauf hingewiesen, dass mit dem Bericht Bachelets über ihren Besuch ihre Glaubwürdigkeit und die des UNHRCs auf dem Spiel stehen werde. Der Xinjiang-Experte Timothy Grose kritisierte, dass sich Bachelets Team an keinen Xinjiang-Experten oder Diaspora-Uiguren gewandt habe, ein seriöser Bericht aber auf die Hunderte von Ressourcen und Primärdokumente der Experten angewiesen gewesen wäre. Darüber hinaus wurde Bachelet scharf für ihre Stellungnahmen während der Reise verurteilt, die als zurückhaltend oder gar anbiedernd, als sich der chinesischen Position andienend aufgefasst wurden.
Am 28. Mai 2022 zogen Menschenrechtsaktivisten die Bilanz, Bachelet habe mit dem China-Besuch eine Propaganda-Reise für China unternommen. Amnesty International erklärte, der China-Besuch Bachelets hinterlasse den Eindruck, „dass sie genau in eine sehr vorhersehbare Propaganda-Übung der chinesischen Regierung hineingelaufen“ sei. Human Rights Watch bezeichnete den China-Besuch als verpasste Chance und kritisierte, Bachelet sei „entweder unfähig oder nicht willens, die zweitmächtigste Regierung der Welt zur Verantwortung zu ziehen“. Sie habe es versäumt, die schweren Menschenrechtsverletzungen in Xinjiang offen anzusprechen. Einige deutschsprachige Medien warfen Bachelet teilweise Wiederholung der chinesischen Propaganda vor und stellten ihre Glaubwürdigkeit in Frage. Auch Human Rights Watch urteilte, ihre Glaubwürdigkeit habe nach ihrer „katastrophalen Reise nach China“ schweren Schaden genommen. Einige Beobachter kritisierten den Zeitpunkt der Reise, zu dem die Veröffentlichung des seit Jahren in Angriff genommenen OHCHR-Berichts zur Menschenrechtslage in Xinjiang angekündigt worden war. Es wurde gemutmaßt, dass die VR China mit der Wahl des Zeitpunkts verhindern wollte, dass der OHCHR-Bericht vor den Olympischen Spielen in China veröffentlicht wird. Auch am 28. Mai 2022 machte Bachelet zur geplanten Veröffentlichung des noch immer nicht erschienenen OHCHR-Berichts keine Angaben. Die Europäische Union brachte am 30. Mai 2022 durch die Sprecherin des Europäischen Auswärtigen Dienstes, Nabila Massrali, ihr „Bedauern“ über die China-Reise Bachelets zum Ausdruck und beklagte, die UN-Hochkommissarin für Menschenrechte habe während ihres Besuchs in Xinjiang keinen uneingeschränkten Zugang zu verfolgten Gruppen, Einzelpersonen und Haftanstalten gehabt.
Der China-Besuch der UN-Hochkommissarin für Menschenrechte rief scharfe Kritik von internationalen Xinjiang-Experten an Bachelet hervor. Am 3. Juni 2022 veröffentlichten 37 Akademiker aus Europa, den USA und Australien online einen offenen Brief, in dem sie ihr Unverständnis über Bachelets Einordnungen zur Menschenrechtslage in Xinjiang ausdrückten. Die Unterzeichner, zu denen unter anderem auch die Xinjiang-Experten Björn Alpermann, Ildiko Beller-Hann, Gardner Bovingdon, Darren Byler, Michael Clarke, Michael Dillon, Arienne Dwyer, Timothy Grose, Rachel A. Harris, Aziz Isa Elkun, Magnus Fiskesjö, James Leibold, Mukaddas Mijit, James Millward, Laura T. Murphy, Alexandre Papas, Sean R. Roberts, Eric Schluessel, Joanne Smith Finley, Rian Thum, David Tobin oder Adrian Zenz gehören, erklärten in dem offenen Brief, ein so hohes Konsensniveau wie beim Urteil der Xinjiang-Experten über das Vorgehen Chinas in der Region werde in akademischen Fragen selten erreicht. Die Experten beklagten in ihrem offenen Brief, sie seien „zutiefst irritiert“ von Bachelets offiziellen Stellungnahme (vom 28. Mai 2022), mit der Bachelet den akademischen Konsens über das Vorgehen Chinas in Xinjiang „ignoriert“ und ihm „sogar widersprochen“ habe. Die Unterzeichner des offenen Briefes forderten Bachelet zudem auf, den lang erwarteten UN-Bericht über Menschenrechtsverletzungen in China zu publizieren.

#### OHCHR-Bericht zur Lage in Xinjiang

##### Vor der Veröffentlichung
Die Veröffentlichung eines Berichts mit einer Bewertung chinesischer Menschenrechtsverletzungen in Xinjiang durch den OHCHR wurde seit Jahren erwartet. Er wurde anhaltend als sehr dringlich eingeschätzt, insbesondere auch nach Bekanntwerden der sogenannten Xinjiang Police Files. Der Bericht sollte Einschätzungen des UN-Menschenrechtsrats zu systematischen Verbrechen der VR China an Uiguren in Xinjiang bereitstellen, die als Referenz für andere Staaten dienen könnten, um gegebenenfalls politische Konsequenzen im Umgang mit China zu formulieren. Amnesty International betrachtete die Veröffentlichung als wesentliche Voraussetzung dafür, dass chinesische Behörden für in Xinjiang begangenene Verbrechen gegen die Menschlichkeit und andere schwere Menschenrechtsverletzungen zur Rechenschaft gezogen werden können.
Die Fertigstellung und Veröffentlichung des OHCHR-Bericht zur Lage in Xinjiang wurde bereits im September und im Dezember 2021 von Bachelet und ihren Kollegen angekündigt, dann jedoch jeweils weiter aufgeschoben. Am 13. Juni 2022 verkündete Bachelet, dass die Fertigstellung und Veröffentlichung des OHCHR-Bericht zur Lage in Xinjiang vor Ende ihrer Amtszeit im August 2022 erfolgen werde.
Insbesondere nach dem mehrmaligen Aufschieben der Veröffentlichung des Berichts erhoben verschiedene Menschenrechtsorganisationen der westlichen Welt gegenüber der chinesischen Regierung den Vorwurf, Bachelet dazu gedrängt zu haben, für China brisante Erkenntnisse des Berichtes zu unterschlagen. Eine zunehmende Anzahl von Beobachtern und Experten warfen Bachelet vor, einer versuchten Einflussnahme durch die chinesische Führung nachzugeben. Nachdem dem als verfehlt eingestuften China-Besuch Bachelets keine Aktionen Bachelets folgten und sie ankündigte, nicht erneut für ihr Amt zu kandidieren, galt das Wirken Bachelets und ihre zurückhaltende China-Politik als gescheitert. Bachelets Ankündigung vom 13. Juni 2022 traf auf Skepsis und Kritik. Kritiker warfen ihr vor, damit auch zum Ende ihrer Amtszeit die Veröffentlichung zu verzögern, der chinesischen Führung die Mitgestaltung seines Inhalts zu ermöglichen und niemals China ernsthaft kritisiert haben zu wollen. Amnesty International warf der UN-Hochkommissarin für Menschenrechte vor, sie sei vor der Verurteilung von Verbrechen gegen die Menschlichkeit und andere schwere Menschenrechtsverletzungen in Xinjiang zurückgeschreckt und habe damit dem UN-System massiv geschadet und bewirkt, dass den Betroffenen Gerechtigkeit vorenthalten werde.
Die Frage um die Veröffentlichung des UN-Berichts zur Lage der Uiguren in Xinjiang war schon im Vorfeld seiner Freigabe zu einem hochumstrittenen Politikum geworden. Bachelet selbst hatte Ende August 2022 in Bezug auf die Veröffentlichung des Berichts angegeben, unter „enormen Druck“ gestanden zu haben, indem einerseits viele Regierungen mit zunehmender Ungeduld zur Freigabe des Berichts gedrängt hätten, sie aber andererseits in einem Brief von etwa 40 Regierungen dazu angehalten worden sei, seine Veröffentlichung zu unterlassen.

##### Veröffentlichung und Reaktionen
Bachelet gab dann erst knapp über 10 Minuten vor Mitternacht des 31. August 2022 nach Genfer Ortszeit – also wenige Minuten vor Ende ihrer vierjährigen Amtszeit als UN-Menschenrechtskommissarin – doch noch den seit Monaten mit Spannung erwarteten UN-Bericht zur Veröffentlichung frei. Zu diesem Zeitpunkt war die Veröffentlichung von Vielen nicht mehr erwartet worden. Der faktisch mit Bachelets Amtsende zusammenfallende Zeitpunkt der Veröffentlichung des Berichts wurde in der Folge von verschiedenen Seiten kritisiert. Bachelet machte eine „Politisierung“ des Themas durch einige Länder, die ihre Arbeit erschwert habe, für die Verzögerung verantwortlich. Amnesty International hingegen wertete die Hinauszögerung der Veröffentlichung des Berichts als „unentschuldbar“. Der Leiter des Genfer Büros der Konrad-Adenauer-Stiftung, Olaf Wientzek, warf Bachelet vor, „die Folgen“ der Veröffentlichung des Berichts vermieden, sich der Diskussion entzogen und die Möglichkeit ungenutzt verstreichen lassen zu haben, eine führende Rolle einzunehmen. Kenneth Roth, von 1993 bis zum 31. August 2022 Direktor von Human Rights Watch, warf Bachelet vor, sie habe den Wert des von dieser Menschenrechtsorganisation als bahnbrechend eingestuften Berichts geschmälert, indem sie „ihn einfach in den Abfalleimer wirft und das Büro verläßt“, statt mithilfe des Bericht weitere Schritte in die Wege zu leiten. Der Geschäftsführer des Interessenverbandes Uyghur Human Rights Project (UHRP), Omer Kanat, sprach angesichts der Veröffentlichung des UN-Berichts von „einem Wendepunkt für die internationale Reaktion auf die Uiguren-Krise“.
Der 46 paginierte Seiten zählende Bericht stützt sich sowohl auf öffentlich zugängliche offizielle Quellen aus China, als auch auf Forschungsmaterial und Satellitenbilder sowie auf auch 40 zu diesem Zweck durchgeführte Befragungen von Zeugen, die nach eigener Angabe mehrheitlich interniert worden waren. Der Bericht nimmt für sich in Anspruch, sämtliches Material unabhängig und kritisch auf Glaubwürdigkeit und Aussagekraft hin ausgewertet zu haben. Bachelets Bericht als ihre letzte Amtshandlung fiel in seiner Kritik an der chinesischen Führung deutlich schärfer als ihre vorigen Äußerungen während ihrer Amtszeit hatten erwarten lassen.
Der Bericht räumt mögliche Verbrechen der chinesischen Führung gegen die Uiguren und andere ethnische Minderheiten ein und erhebt den Vorwurf, es seien „schwere Menschenrechtsverletzungen“ in Xinjiang begangen worden. Der Bericht bezeichnete die Vorwürfe von an Uiguren begangener Folter, Misshandlung und sexualisierter Gewalt als „glaubwürdig“. Er bewertet die chinesischen „Anti-Terrorismus-Gesetze“ als „hochproblematisch“ in Bezug auf internationale Menschenrechtsstandards. Der Bericht kommt zudem zum Schluss, dass die willkürlichen und diskriminierenden Inhaftierungen Verbrechen gegen die Menschlichkeit darstellen könnten. Wörtlich heißt es hierzu im Bericht unter anderem:
Vorlage:Zitat
Dem Bericht zufolge seien der betroffenen Bevölkerung Xinjiangs von 2017 bis 2019 und möglicherweise auch darüber hinaus fundamentale Rechte verweigert worden. Laut Human Rights Watch führte der Bericht die meisten, von dieser Menschenrechtsorganisation dokumentierten Menschenrechtsverstöße auf. Zwar hat der OHCHR die mit der Veröffentlichung seines Berichts auffällig lange gezögert, doch handelt es sich bei dieser UN-Institution mit dieser Publikation um die hochrangigste, die China so klar für Verbrechen verantwortlich gemacht und verurteilt hat.
Der OHCHR-Bericht rät sämtlichen Staaten davon ab, Uiguren und Angehörige anderer Minderheiten an China auszuliefern. Er fordert die chinesische Regierung dazu auf, „unverzüglich Maßnahmen zu ergreifen, um alle willkürlich in der Region inhaftierten Menschen freizulassen“ und legt ihr nahe, „dringend alle diskriminierenden Gesetze, Strategien und Praktiken“ aufzuheben, welche die uigurische Minoritäten benachteiligen.
Die VR China, deren Regierung diesen UN-Bericht bereits vor seiner Publikation hatte einsehen dürfen, hatte sich bereits im Vorfeld gegen seine Veröffentlichung starkgemacht und bezeichnete den Bericht nach seiner Freigabe als eine „Farce“, „die von den USA und einer kleinen Zahl westlicher Mächte inszeniert wurde“. Das OHCHR hatte in der Nacht vom 31. August zum 1. September 2022 mit dem eigenen Bericht auch eine über 120 Seiten umfassende Gegendarstellung der chinesischen Regierung als Anhang mitveröffentlicht, mit dem das OHCHR der chinesischen Regierung die Gelegenheit geben wollte, „faktische Kommentare“ abzugeben.
UN-Generalsekretär António Guterres forderte die VR China nach Erscheinen des OHCHR-Berichts auf, die Empfehlungen des Berichts zu berücksichtigen und ließ erklären, der Bericht bestätige, „was der Generalsekretär schon seit geraumer Zeit zu Xinjiang sagt, nämlich dass die Menschenrechte beachtet werden müssen und dass die uigurische Gemeinschaft respektiert werden muss“.
Die Schweiz reagierte auf den OHCHR-Bericht, indem sie den chinesischen Botschafter einbestellte und ihm die Bedenken der Schweiz über die Situation in Xinjiang mitteilte.
Die USA forderten nach Veröffentlichung des OHCHR-Berichts den UN-Menschenrechtsrat zu einer Debatte über Rechtsverletzungen in Xinjiang auf und legten dazu am 26. September 2022 einen mit der Unterstützung von Großbritannien, Kanada, Schweden, Dänemark, Finnland, Island und Norwegen eingebrachten Resolutionsentwurf vor, womit die VR China erstmals seit Gründung des UN-Menschenrechtsrats Ziel eines solchen Vorhaben wurde. Der Resolutionsentwurf, über den die 47 Mitgliedsstaaten des UN-Menschenrechtsrats Anfang Oktober 2022 abstimmen sollten, appellierte an den UN-Menschenrechtsrat, bei seiner nächsten, für das Jahr 2023 vorgesehenen Sitzung eine „Debatte über die Situation der Menschenrechte im Uigurischen Autonomen Gebiet Xinjiang“ abzuhalten.

#### Positionierung des UNHCHR Volker Türk (ab 2023)
Am 7. März 2023 äußerte sich Volker Türk als Nachfolger von Michelle Bachelet in seiner Funktion als UN-Hochkommissar für Menschenrechte in einer Rede vor dem Menschenrechtsrat zur Situation der Uiguren in Xinjiang und sagte: „In der Region Xinjiang hat mein Büro schwerwiegende Bedenken dokumentiert – insbesondere willkürliche Verhaftungen in grossem Umfang und anhaltende Familientrennungen“. Es seien nun konkrete Schritte nötig, um nachzuverfolgen, ob die Empfehlungen des OHCHR von der VR China umgesetzt würden. Medienberichten zufolge hob sich Türk mit seiner offen vorgetragenen Sorge über die Unterdrückung der Uiguren von seiner Vorgängerin Bachelet ab, die gegen Ende ihrer Amtszeit an Glaubwürdigkeit eingebüßt habe.

### Veröffentlichte Expertenmeinungen
- Rian Thum: Opinion: What Really Happens in China’s ‘Re-education’ Camps, nytimes.com, 15. Mai 2018.
- David Brophy: China’s Uyghur Repression: In the name of combating Islamic extremism, the Chinese Communist Party has embarked on a massive campaign of harassment and detention of Uyghurs in the Xinjiang province, jacobinmag.com, 31. Mai 2018.
- Rian Thum: China’s Mass Internment Camps Have No Clear End in Sight: Around 1 million Uighurs have disappeared without trial. Worse may come, foreignpolicy.com, 22. August 2018.
- Darren Byler: China’s Government Has Ordered a Million Citizens to Occupy Uighur Homes. Here’s What They Think They’re Doing, chinafile.com, 20. Oktober 2018. Deutsche Fassung verfügbar als: Vorlage:Literatur Vgl. auch: Darren Byler China’s Nightmare Homestay: In Xinjiang, unwanted Chinese guests monitor Uighur homes 24/7, foreignpolicy.com, 26. Oktober 2018.
- Vorlage:Internetquelle
- Joanne Smith Finley: ‘Now We Don’t Talk Anymore’: Inside the ‘Cleansing’ of Xinjiang, chinafile.com, 28. Dezember 2018.
- Rachel Harris: Opinion: Cultural Genocide in Xinjiang: How China Targets Uyghur Artists, Academics, and Writers, theglobepost.com, 17. Januar 2019.
- James Leibold: The Spectre of Insecurity: The CCP’s Mass Internment Strategy in Xinjiang, prcleader.org (China Leadership Monitor), 1. März 2019, China Leadership Monitor, Nr. 59 (Spring 2019). Zugriff auf PDF-Version über Internetseite : https://3c8314d6-0996-4a21-9f8a-a63a59b09269.filesusr.com/ugd/10535f_208169ee3fe64371a5e8513c1f5e0a64.pdf.
- Rachel Harris: Opinion: Bulldozing mosques: the latest tactic in China’s war against Uighur culture: The levelling of ancient sites in Xinjiang, alongside mass detention, is part of an attempt to destroy an entire society, theguardian.com, 7. April 2019.
- S. Frederick Starr: China’s Brutality Can’t Destroy Uighur Culture: The Turkic people has an ancient language and traditions. Even Mao didn’t expect to erase it, wsj.com, 26. Juli 2019. Auszug auch publiziert als: S. Frederick Starr: China's Brutality Can't Destroy Uighur Culture: The Turkic people has an ancient language and traditions. Even Mao didn't expect to erase it, silkroadstudies.org / Central Asia-Caucasus Institute (CACI): Silk Road Studies Program, 26. Juli 2019.
- Timothy Grose: ‘Once Their Mental State Is Healthy, They Will Be Able to Live Happily in Society’: How China’s Government Conflates Uighur Identity with Mental Illness, chinafile.com, 2. August 2019.
- Darren Byler: Uyghur love in a time of interethnic marriage |titelerg=Since 2018, there has been a notable rise in articles promoting marriage between Han men and Uyghur women. At a time when many people across China think of Uyghur men as potential terrorists and Uyghur women as potential fashion models, a new interethnic sexual politics is being institutionalized across Xinjiang, supchina.com, 7. August 2019.
- Darren Byler, in: Lucas Niewenhuis: China’s ‘social re-engineering’ of Uyghurs, explained by Darren Byler: Mass internment in concentration camps, forced labor, parent-child separation: These are just a few of the realities of life for Uyghur Muslims in China’s Xinjiang region. Scholar Darren Byler explains, signal.supchina.com, 15. August 2019.
- Darren Byler, in: Jennifer Choo: The Human Rights Crisis in Xinjiang Uyghur Autonomous Region, aparc.fsi.stanford.edu (Walter H. Shorenstein Asia-Pacific Research Center, Stanford), 20. November 2019.
- Gardner Bovingdon, in: Jennifer Choo: The Human Rights Crisis in Xinjiang Uyghur Autonomous Region, aparc.fsi.stanford.edu (Walter H. Shorenstein Asia-Pacific Research Center, Stanford), 20. November 2019.
- James Millward, in: Jennifer Choo: The Human Rights Crisis in Xinjiang Uyghur Autonomous Region, aparc.fsi.stanford.edu (Walter H. Shorenstein Asia-Pacific Research Center, Stanford), 20. November 2019.
- Joanne Smith Finley: Uyghur Islam and Religious „De-Extremification“: On China's Discourse of „Thought Liberation“ in Xinjiang, oxfordislamicstudies.com (Oxford Islamic Studies Online: Focus On), 2019.
- Vorlage:Internetquelle
- Sean R. Roberts: Opinion: China's hidden partner in suppressing the Muslim Uighurs – the US: It’s been revealed that Trump encouraged the mass internment of Uighurs. But the US complicity goes back to 9/11, theguardian.com, 24. Juni 2020.
- Timothy A. Grose: Hosting the hostage: Looking beneath China’s policy to infiltrate Uyghur homes: While programs such as “Visit the People, Benefit the People, and Bring Together the Hearts of the People” 访惠聚 and “United as One Family” 结对认亲 have conscripted over 1 million Han civilians and sent them to live with Uyghurs in arranged homestays, the Chinese Communist Party’s contrived attempt to require Han people to share intimate moments and spaces with Uyghurs is fraught with paternalism, deception, and ethnocentrism; as such, it will be unlikely to alleviate Uyghur distrust of the Party and Han people, supchina.com, 24. Juli 2020.
- James Millward: The Uighurs' suffering deserves targeted solutions, not anti-Chinese posturing: While Trump faces off against Xi, others must act to prevent genocide in Xinjiang and a new cold war, theguardian.com, 27. Juli 2020.
- Rachel Harris: Op-Ed: Uyghur Heritage and the Charge of Cultural Genocide in Xinjiang, cgpolicy.org, 24. September 2020.
- Adrian Zenz: Argument: Xinjiang’s New Slavery: Coerced Uighur labor touches almost every part of the supply chain, foreignpolicy.com, 11. Dezember 2019.
- Adrian Zenz: Argument: China’s Own Documents Show Potentially Genocidal Sterilization Plans in Xinjiang: Ethnic minorities are being targeted by family planning departments as reproduction restrictions loosen on Han Chinese, foreignpolicy.com, 1. Juli 2020.
- Elise Anderson, in: Interview von Georg Fahrion mit Elise Anderson: Wissenschaftlerin über Uiguren in China: „Viele von uns unterstützen unfreiwillig Zwangsarbeit, indem wir Masken tragen“: Der chinesische Staat unterdrückt die muslimische Minderheit der Uiguren - und zwingt sie offenbar, in Fabriken medizinische Schutzkleidung herzustellen. Die Forscherin Elise Anderson erklärt die Hintergründe, spiegel.de, 22. Juli 2020.
- Ondřej Klimeš, Joanne Smith Finley: Racialization and Racism: China’s Neo-Totalitarian Turn and Genocide in Xinjiang: The implementation of policies to forcibly Sinicize Uyghurs will eradicate their means of ethnic identification. Extra-judicial killings carried out in response to popular protest, conscious neglect of detainees in internment camps, and policies that prevent births and separate husbands and wives seem intended to bring about the physical disappearance of Uyghurs as an autonomous ethnic group with a distinct identity and worldview, societyandspace.org, 7. Dezember 2020.
- Elise Anderson: Compelled Silence and Compelled Sound in the Uyghur Genocide: Since 2017, China has waged a repressive campaign against Uyghurs in an effort to destroy their ways of life. This essay considers compelled silence and compelled sound as a byproduct of this genocidal campaign. The impact on Uyghur soundscapes reveals the depth of Chinese state interference into Uyghur life and underscores the gross scale of the mass atrocity itself, Georgetown Journal of International Affairs (GIJA) (Georgetown University, Walsh School of Foreign Service (SFS)), 15. Dezember 2020.
- Sean R. Roberts: The Roots of Cultural Genocide in Xinjiang: China’s Imperial Past Hangs Over the Uyghurs, foreignaffairs.com, 10. Februar 2021.
- Darren Byler: ‘Only when you, your children, and your grandchildren become Chinese’: Life after Xinjiang detainment: “They said there was a document sent from above, from the administrative center, and that they were acting based on that document. They said no one can change the document since it was sent from the Central Committee. They said that the current system would not change until all Muslim nationalities would be extinct.”, signal.supchina.com, 6. Januar 2021.
- David Brophy, in: Interview von Alexander Isele mit David Brophy: Xinjiang ist auch im Westen: Der Historiker David Brophy kritisiert den Umgang Chinas mit den Uiguren, aber auch die westliche Reaktion darauf, neues-deutschland.de, 14. Mai 2021.
- Vorlage:Internetquelle

Obwohl die VR China vor Beginn der ersten Anhörung des „Uyghur Tribunal“ symbolhaft Sanktionen gegen verschiedene Wissenschaftler und Politiker verhängte, legten die führenden britischen Xinjiang-Experten dem Gremium diesen gemeinsam verfassten Bericht vor.
- Vorlage:Internetquelle

Dieser Offene Brief an die UN-Hochkommissarin für Menschenrechte, Michelle Bachelet, wurde unterzeichnet von Björn Alpermann, Ildiko Beller-Hann, Gardner Bovingdon, Darren Byler, Kevin Carrico, Sandrine Catris, William Clark, Michael Clarke, Tom Cliff, Michael Dillon, June Teufel Dreyer, Arienne Dwyer, Vanessa Frangville, Timothy Grose, Chris Hann, Professor Emeritus, Rachel A. Harris, Aziz Isa Elkun, Magnus Fiskesjö, Justin Jacobs, Thierry Kellner, Ondrej Klimes, Martin Lavička, James Leibold, Jonathan Lipman, Victor H. Mair, James McMurray, Mukaddas Mijit, James Millward, Laura T. Murphy, Chiara Olivieri, Alexandre Papas, Dilnur Reyhan, Sean R. Roberts, Eric Schluessel, Guldana Salimjan, Joanne Smith Finley, Rian Thum, David Tobin, Sabine Trebinjac und Adrian Zenz.
- Vorlage:Internetquelle

### Berichte von Menschenrechts- und anderen Nichtregierungsorganisationen
- Human Rights Watch: China: Disclose Details of Terrorism Convictions: Overbroad Counterterrorism Legal Framework Opens Door to Abuses, hrw.org, 16. März 2017-03-16.
- Human Rights Watch: China: Police DNA Database Threatens Privacy: 40 Million Profiled Includes Dissidents, Migrants, Muslim Uyghurs, hrw.org, 15. Mai 2017.
- Human Rights Watch: China: Minority Region Collects DNA from Millions: Private Information Gathered by Police, Under Guise of Public Health Program, hrw.org, 13. Dezember 2017.
- Amnesty International: Amnesty International Report 2017/18: The state of the world's human rights, amnesty.org, 2018, Index number: POL 10/6700/2018, ISBN 978-0-86210-499-3, S. 36 f., 125-130 (PDF). Zugriff über Internetseite: Amnesty International Report 2017/18: The state of the world's human rights, amnesty.org, 22. Februar 2018.
- Human Rights Watch: China: Big Data Fuels Crackdown in Minority Region: Predictive Policing Program Flags Individuals for Investigations, Detentions, hrw.org, 26. Februar 2018.

Erster HRW-Bericht über die Polizei-Software IJOP.
- Human Rights Watch: China: Visiting Officials Occupy Homes in Muslim Region: ‘Becoming Family’ Campaign Intensifies Repression in Xinjiang, hrw.org, 13. Mai 2018.
- The Uyghur Human Rights Project: Extracting Cultural Resources: the Exploitation and Criminalization of Uyghur Cultural Heritage, docs.uhrp.org, Juni 2018, S. 1–60 (PDF), Zugriff über Internetseite: „UHRP REPORT: Extracting Cultural Resources: the Exploitation and Criminalization of Uyghur Cultural Heritage“, 12. Juni 2018.
- Human Rights Watch: “Eradicating Ideological Viruses” - China’s Campaign of Repression Against Xinjiang’s Muslims, hrw.org, 2018, S. 1–117, (PDF; 1,5 MB), ISBN 978-1-62313-656-7, Zugriff über Internetseite: „“Eradicating Ideological Viruses” - China’s Campaign of Repression Against Xinjiang’s Muslims“, 9. September 2018. Zugriff auch über die Internetseite: China: Massive Crackdown in Muslim Region: Mass Arbitrary Detention, Religious Repression, Surveillance in Xinjiang, hrw.org, 18. September 2018.
- Human Rights Watch: China: Children Caught in Xinjiang Crackdown: Reunite Families; End Mass Arbitrary Detention, hrw.org, 16. Oktober 2018.
- Amnesty International: Felix Lee: Xinjiang: Im Land der unsichtbaren Lager: In der Uigurischen Autonomen Region Xinjiang sind Muslime systematischen Demütigungen, Strafen und Folter ausgesetzt. Viele haben sich im Zuge der Diskriminierung radikalisiert, amnesty.de, 10. Mai 2019.
- Human Rights Watch: Nazish Dholakia, Maya Wang: Interview: China’s ‘Big Brother’ App: Unprecedented View into Mass Surveillance of Xinjiang’s Muslims, hrw.org, 1. Mai 2019.
- Human Rights Watch: China’s Algorithms of Repression - Reverse Engineering a Xinjiang Police Mass Surveillance App, Human Rights Watch, 1. Mai 2019, S. 1–71, (PDF; 1,3 MB), ISBN 978-1-62313-730-4, Zugriff über Internetseite: „China’s Algorithms of Repression - Reverse Engineering a Xinjiang Police Mass Surveillance App“, 2. Mai 2019.
- Human Rights Watch: China: Xinjiang Children Separated from Families: Return Minors Housed in State-Run Institutions to Relatives, hrw.org, 15. September 2019.
- The Uyghur Human Rights Project: Bahram K. Sintash: Demolishing Faith: The Destruction and Desecration of Uyghur Mosques and Shrines, docs.uhrp.org, Oktober 2019 (PDF).
- The Uyghur Human Rights Project: “Ideological Transformation”: Records of Mass Detention from Qaraqash, Hotan, docs.uhrp.org, Februar 2020, S. 1–22, Appendix, (PDF)
- Human Rights Watch: Maya Wang: More Evidence of China’s Horrific Abuses in Xinjiang: But Little Action Holding Beijing Accountable, hrw.org, 20. Februar 2020.
- The Uyghur Human Rights Project: William Drexel: Kashgar Coerced: Forced Reconstruction, Exploitation, and Surveillance in the Cradle of Uyghur Culture, uhrp.org, Juni 2020 (PDF).
- Bar Human Rights Committee of England & Wales: Briefing Paper: Responsibility of States under International Law to Uyghurs and other Turkic Muslims in Xinjiang, China, barhumanrights.org.uk, Juli 2020, S. 1–52 (PDF).
- The Uyghur Human Rights Project: “The Happiest Muslims in the World”: Disinformation, Propaganda, and the Uyghur Crisis, uhrp.org, Juli 2020, S. 1–57 (PDF). Zugriff über Internetseite: “The Happiest Muslims in the World”: Disinformation, Propaganda, and the Uyghur Crisis, uhrp.org, 28. Juli 2020.
- The Uyghur Human Rights Project: The Persecution of the Intellectuals in the Uyghur Region: Disappeared Forever?, docs.uhrp.org, Oktober 2020, S. 1–25 (PDF), Zugriff über Internetseite: „The Persecution of the Intellectuals in the Uyghur Region: Disappeared Forever?“, 22. Oktober 2020.
- Human Rights Watch: China: Big Data Program Targets Xinjiang’s Muslims: Leaked List of Over 2,000 Detainees Demonstrates Automated Repression, hrw.org, 9. Dezember 2020-12-09.
- Global Centre for the Responsibility to Protect: Evidence submitted to the United Kingdom’s Foreign Affairs Select Committee on the situation in Xinjiang, China, globalr2p.org, 12. Januar 2021 (Speech). Auch verfügbar als: Written evidence submitted to the United Kingdom’s Foreign Affairs Select Committee on the situation in Xinjiang, China, globalr2p.org, abgerufen am 26. April 2021 (PDF), (Evidence submitted October 2020).
- Human Rights Watch: China: Big Data-Programm zielt auf Muslime in Xinjiang ab: Liste mit über 2.000 Häftlingen belegt automatisierte Unterdrückung, hrw.org, 14. Dezember 2020.
- Amnesty International: Hearts and Lives Broken: The nightmare of Uyghur families separated by repression, amnesty.org, 2021, S. 1–14 (PDF). AI-Index-Nummer: ASA 17/3798/2021; Abrufbar auf: The nightmare of Uyghur families separated by repression: Hearts and Lives Broken: The nightmare of Uyghur families separated by repression, amnesty.org; Oder auf: China: Hearts and Lives Broken - The nightmare of Uyghur families separated by repression, amnesty.org, 19. März 2021.
- The Uyghur Human Rights Project & About Justice for All: Peter Irwin: Islam Dispossessed: China’s Persecution of Uyghur Imams and Religious Figures, uhrp.org, 2021 (PDF, 72 Seiten), Zugriff über Internetseite: Islam Dispossessed: China’s Persecution of Uyghur Imams and Religious Figures, uhrp.org, 13. Juni 2021.
- Amnesty International: “Like We Were Enemies in a War”: China’s Mass Internment, Torture, and Persecution of Muslims in Xinjiang, amnesty.org, Juni 2021, S. 1–157 (PDF), AI-Index-Nummer: ASA 17/4137/2021; Zugriff über Internetseite: China: “Like We Were Enemies in a War”: China’s Mass Internment, Torture, and Persecution of Muslims in Xinjiang, amnesty.org, 10. Juni 2021.
- The Uyghur Human Rights Project & Oxus Society for Central Asian Affairs: Bradley Jardine, Edward Lemon, Natalie Hall: No Space Left to Run: China’s Transnational Repression of Uyghurs, uhrp.org, 2021, S. 1–57 (PDF). Zugriff über Internetseite: No Space Left to Run: China’s Transnational Repression of Uyghurs, uhrp.org, 24. Juni 2021.
- The Uyghur Human Rights Project & Oxus Society for Central Asian Affairs: Vorlage:Internetquelle Zugriff über Internetseite: Vorlage:Internetquelle
- Simon-Skjodt Center for the Prevention of Genocide des United States Holocaust Memorial Museum: “To Make Us Slowly Disappear”: The Chinese Government’s Assault on the Uyghurs, ushmm.org, United States Holocaust Memorial Museum/Simon-Skjodt Center for the Prevention of Genocide, November 2021, S. 1–56 (PDF), Bearing Witness Report.
- The Uyghur Human Rights Project & Oxus Society for Central Asian Affairs: Natalie Hall, Bradley Jardine: “Your Family Will Suffer”: How China is Hacking, Surveilling, and Intimidating Uyghurs in Liberal Democracies, uhrp.org, The Uyghur Human Rights Project, Oxus Society for Central Asian Affairs, 2021, S. 1–61 (PDF). Zugriff über Internetseite: “Your Family Will Suffer”: How China is Hacking, Surveilling, and Intimidating Uyghurs in Liberal Democracies, uhrp.org, 10. November 2021.

### Untersuchungen mit juristischem Schwerpunkt
- Ciara Finnegan: The Uyghur Minority in China: A Case Study of Cultural Genocide, Minority Rights and the Insufficiency of the International Legal Framework in Preventing State-Imposed Extinction, Laws, Band 9, Nummer 1 (Special Issue „The Protection of Minorities under International Law“), 2020, S. 1–20, doi:10.3390/laws9010001, Vorlage:ISSN, online veröffentlicht am 11. Januar 2020.
- Asia Pacific Centre for the Responsibility to Protect: Genocide and crimes against humanity in Xinjiang?: Applying the legal tests, r2pasiapacific.org, Asia Pacific Centre for the Responsibility to Protect, School of Political Science and International Studies, The University of Queensland, November 2020, S. 1–19 (PDF).
- Essex Court Chambers, London: Alison Macdonald, Jackie McArthur, Naomi Hart, Lorraine Aboagye: International Criminal Responsibility For Crimes Against Humanity And Genocide Against The Uyghur Population In The Xinjiang Uyghur Autonomous Region, Newlines Institute for Strategy and Policy, 26. Januar 2021, S. 1–105 (PDF). Zugriff über Internetseite: Legal opinion concludes that treatment of Uyghurs amounts to crimes against humanity and genocide, glanlaw.org, 8. Februar 2021.

Diese legal opinion (ein Rechtsgutachten eines angesehenen Kronanwalts, das keine Rechtskraft besitzt, aber als Grundlage für rechtliche Schritte verwendet werden kann) wurde vom Global Legal Action Network (GLAN), vom World Uighur Congress (WUC) und vom Uighur Human Rights Project (UHRP) in Auftrag gegeben, ohne von ihnen finanziert worden zu sein. Es gilt als erste förmliche rechtliche Einschätzung in Großbritannien zu dem Vorgehen Chinas in Xinjiang.
- Newlines Institute for Strategy and Policy: The Uyghur Genocide: An Examination of China’s Breaches of the 1948 Genocide Convention, Newlines Institute for Strategy and Policy, März 2021, S. 1–55 (PDF). Zugriff über Internetseite: The Uyghur Genocide: An Examination of China’s Breaches of the 1948 Genocide Convention, newlinesinstitute.org, 8. März 2021.

Die britische Times bezeichnete diesen Bericht als erste von einer Nichtregierungsorganisation vorgenommene rechtliche Überprüfung der Beweise für die Behandlung der Uiguren in Xinjiang durch die chinesische Führung und als wegweisende und unabhängige Kritik.
- Human Rights Watch & Mills Legal Clinic, Stanford Law School, Stanford University: “Break Their Lineage, Break Their Roots”: Chinese Government Crimes against Humanity Targeting Uyghurs and Other Turkic Muslims, April 2021, ISBN 978-1-62313-899-8, S. 1–53 (PDF). Zugriff über und auch veröffentlicht als Internetseite: “Break Their Lineage, Break Their Roots”: China’s Crimes against Humanity Targeting Uyghurs and Other Turkic Muslims, hrw.org, 19. April 2021.
- Wissenschaftliche Dienste des Deutschen Bundestages: WD 2 - 027/21: Die Uiguren in Xinjiang im Lichte der Völkermordkonvention: Zum Tatbestand des Völkermordes, zu den rechtlichen Implikationen für deutsche Unternehmen und den Reaktionsmöglichkeiten der Staatengemeinschaft, bundestag.de, 12. Mai 2021, S. 1–128 (PDF). Deutscher Bundestag, Wissenschaftliche Dienste, Ausarbeitung, WD 2 – 3000 - 027/21.
- Uyghur Tribunal: Vorlage:Internetquelle Download über: Vorlage:Internetquelle Dort mit der Angabe, dass ein Fehler in Paragraph 39 des „summary judgment“ korrigiert wurde.

Mit der Verkündung des „judgment“ des selbsternannten, neunköpfigen „Volkstribunals“ durch dessen Leiter Geoffrey Nice am 9. Dezember 2021 sprach erstmals ein Gremium mit völkerrechtlicher Expertise von Genozid gegen die Uiguren, nachdem zuvor mehrere nationale Parlamente zum gleichen Entscheid gekommen waren. Die „Uyghur Tribunal“ genannte Privatinitiative war unter Beteiligung des Weltkongresses der Uiguren etabliert worden.

### Staatliche und überstaatliche Resolutionen, Stellungnahmen und Berichte
- UN-Ausschuss für die Beseitigung der Rassendiskriminierung: Concluding observations on the combined fourteenth to seventeenth periodic reports of China (including Hong Kong, China and Macao, China), docstore.ohchr.org (United Nations, International Convention on the Elimination of All Forms of Racial Discrimination, CERD), 19. September 2018, CERD/C/CHN/CO/14-17 (PDF). Zugriff über Internetseite: UN Committee on the Elimination of Racial Discrimination publishes findings on Bosnia and Herzegovina, China, Cuba, Japan, Latvia, Mauritius, and Montenegro, ohchr.org, 30. August 2018.

Dieser auf der 96. Sitzung des UN-Ausschusses für die Beseitigung der Rassendiskriminierung (6.–30. August 2018) verabschiedete CERD-Bericht wurde später regelmäßig zitiert, so etwa von britischen Abgeordneten und von der britischen Regierung.
- Immigration and Citizenship Section, Parliamentary Information and Research Service (Kanada): Vorlage:Internetquelle
- 23 UN-Mitgliedstaaten: Speech: Joint statement on human rights violations and abuses in Xinjiang: Statement delivered by Ambassador Karen Pierce, UK Permanent Representative to the UN at the Third Committee session on the Committee for the elimination of racial discrimination, gov.uk (Foreign & Commonwealth Office und Karen Pierce), 29. Oktober 2019.
- 27 UN-Mitgliedstaaten: Speech: UN Human Rights Council 44: Cross-regional statement on Hong Kong and Xinjiang: UK's Ambassador to the WTO and UN in Geneva, Julian Braithwaite, delivered this cross-regional joint statement on behalf of 27 countries, gov.uk (Foreign & Commonwealth Office und Julian Braithwaite). 30. Juni 2020.
- US-Außenministerium: Michael R. Pompeo: The United States Imposes Sanctions and Visa Restrictions in Response to the Ongoing Human Rights Violations and Abuses in Xinjiang: Press Statement – Michael R. Pompeo, Secretary of State – July 9, 2020, 9. Juli 2020.
- 39 UN-Mitgliedstaaten: Statement by Ambassador Christoph Heusgen on behalf of 39 Countries in the Third Committee General Debate, October 6, 2020, new-york-un.diplo.de, 6. Oktober 2020.
- Subcommittee On International Human Rights des Parliament Of Canada - House Of Commons: Statement By The Subcommittee On International Human Rights Concerning The Human Rights Situation Of Uyghurs And Other Turkic Muslims In Xinjiang, China, ourcommons.ca (Parliament Of Canada - House Of Commons - Chambre des communes), 21. Oktober 2020. SDIR (Subcommittee on International Human Rights of the Standing Committee on Foreign Affairs and International Development) Committee News Release.
- Congressional-Executive Commission on China: Annual Report 2020: One Hundred Sixteenth Congress – Second Session, cecc.gov, U.S. Government Publishing Office, Washington, Dezember 2020, S. 1–364, hier u. a. S. 3 f., 18, 234 (PDF)

Der Jahresbericht für 2020 der parteiübergreifenden Kommission CECC des US-Kongresses wurde am 14. Januar 2021 veröffentlicht.
- Bundesrepublik Deutschland, Auswärtiges Amt: 14. Bericht der Bundesregierung über ihre Menschenrechtspolitik: Berichtszeitraum 1. Oktober 2018 bis 30. September 2020, Auswärtiges Amt, Berlin, 2. Dezember 2020, S. 1–302, hier S. 264 (PDF)
- Europäisches Parlament: P9_TA-PROV(2020)0375: Zwangsarbeit und die Situation der Uiguren im Uigurischen Autonomen Gebiet Xinjiang: Entschließung des Europäischen Parlaments vom 17. Dezember 2020 zu Zwangsarbeit und der Lage der Uiguren im Uigurischen Autonomen Gebiet Xinjiang (2020/2913(RSP)), europarl.europa.eu (Europäisches Parlament 2019–2024: Angenommene Texte – Vorläufige Ausgabe), Dezember 2020 (PDF). Zugriff über Internetseite: https://www.europarl.europa.eu/doceo/document/TA-9-2020-0375_DE.html.
- US-Außenministerium: Vorlage:Internetquelle Offiziell archivierte Internetseite: Michael R. Pompeo, Determination of the Secretary of State on Atrocities in Xinjiang: Press Statement – Michael R. Pompeo, Secretary of State – January 19, 2021, state.gov.

Diese offizielle Einordnung des staatlichen chinesischen Vorgehens gegen die Uiguren als „Genozid“ durch die US-Regierung unter US-Präsident Donald Trump löste eine weltweite Debatte um den Begriff „Genozid“ aus.
- Britisches Business, Energy and Industrial Strategy Committee des House of Commons: Vorlage:Internetquelle Auch veröffentlicht als: Vorlage:Internetquelle Vgl. auch Antwort der Regierung auf die Empfehlungen des Ausschusses, veröffentlicht vom Business, Energy and Industrial Strategy Committee des House of Commons: Vorlage:Internetquelle
- US-Außenministerium: 2020 Country Reports on Human Rights Practices, state.gov (Bureau of Democracy, Human Rights, and Labor), 30. März 2021.

Erstmalige offizielle Einordnung des chinesischen Vorgehens gegen die Uiguren als „Genozid“ vonseiten der US-Regierung unter Joe Biden.
- Britisches Foreign Affairs Committee des House of Commons: Vorlage:Internetquelle Zugriff über folgende Internetseite (UK Parliament, Foreign Affairs Committee, Xinjiang detention camps, Publications): Vorlage:Internetquelle
- Senat des Parlaments der Tschechischen Republik: Usnesení Senátu k olympijským hrám 2022 v ČLR, senat.cz (Senát Parlamentu České republiky, 13. funkční období, 228. Usnesení Senátu, z 12. schůze, konané dne 10. června 2021, k olympijským hrám 2022 v Čínské lidové republice a závazkům pořadatelské země), 10. Juni 2021 (PDF), Zugriff über Internetseite: senat.cz Vgl. auch: Návrh usnesení Senátu k olympijským hrám 2022 v Čínské lidové republice a závazkům pořadatelské země, senat.cz, abgerufen am 13. Juli 2021.
- 44 UN-Mitgliedstaaten: Joint Statement on the Human Rights Situation in Xinjiang: Delivered by Leslie E. Norton, Ambassador and Permanent Representative of Canada to the United Nations in Geneva on behalf of 44 countries including the United States, geneva.usmission.gov, 22. Juni 2021.
- US-Außenministerium: 2021 Report to Congress Pursuant to Section 5 of the Elie Wiesel Genocide and Atrocities Prevention Act of 2018 (P.L. 115-441), state.gov (Bureau of Conflict and Stabilization Operations), 12. Juli 2021.

Der den Zeitraum von Juli 2020 bis Mai 2021 abdeckende Jahresbericht zum Genozid (2021 Elie Wiesel Act report) an den Kongress wiederholt die im Januar 2021 von Antony Blinken vorgenommene Einordnung, nach der die VR China „Genozid und Verbrechen gegen die Menschlichkeit“ an Uiguren und anderen ethnischen und religiösen Gruppen verübe.
- Sonderberichterstatter des UN-Menschenrechtsrats für moderne Formen der Sklaverei, Tomoya Obokata: Vorlage:Internetquelle
- Büro des Hohen Kommissars für Menschenrechte: Vorlage:Internetquelle
- Vorlage:Internetquelle

Diese als Anlage zum OHCHR-Bericht zur Menschenrechtslage in Xinjiang zeitgleich mitveröffentlichte offizielle chinesische Gegendarstellung enthielt Namen und Bilder von Personen, die vom OHCHR aus Datenschutz- und Sicherheitsgründen geschwärzt werden mussten, was Medienberichten zufolge zusammen mit der sehr späten Zustellung der offiziellen chinesischen Gegendarstellung dazu beitrug, dass der seit langem dringlich erwartete UN-Bericht nur wenige Minuten vor Ablauf des Tages und somit der Amtszeit der UN-Hochkommissarin für Menschenrechte veröffentlicht werden konnte.

## Videomaterialien
UN-Menschenrechtsbüro
- Vorlage:Internetquelle
- Vorlage:Internetquelle

Sonstige UN-Veranstaltungen
- Vorlage:Internetquelle

Hochrangige, von 18 UN-Mitgliedstaaten (Albanien, Australien, Dänemark, Deutschland, Estland, Finnland, Großbritannien, Island, Kanada, Lettland, Litauen, die Niederlande, Neuseeland, Norwegen, Österreich, Schweden, die Slowakei und die USA) geförderte und von den zivilgesellschaftlichen Institutionen Amnesty International (AI), Global Centre for the Responsibility to Protect (GCR2P), Global Justice Center (GJC), Human Rights Watch (HRW), Fédération internationale des ligues des droits de l’Homme (FIDH), International Service for Human Rights (ISHR) und dem World Uyghur Congress (WUC) mitgeförderte UN-Veranstaltung. Diese Online-Veranstaltung hat das Ziel, offizielle UN-Vertreter, Vertreter der Zivilgesellschaft, Akademiker, Journalisten sowie Vertreter betroffener Gemeinschaften zusammenzubringen, um Informationen auszutauschen und das Bewusstsein für die Menschenrechtssituation in Xinjiang zu schärfen und zu diskutieren, wie das UN-System, die Mitgliedstaaten und die Zivilgesellschaft die Menschenrechte von Angehörigen ethnisch turkstämmiger Gemeinschaften in Xinjiang unterstützen können. Moderation durch Demetri Sevastopolu (Financial Times), mit einleitenden Bemerkungen von Dolkun Isa (World Uyghur Congress), mit Anmerkungen von Jewher Ilham (Autorin und uigurische Menschenrechtsanwältin), Barbara Woodward (Ständige Vertreterin Großbritanniens bei den UN), Linda Thomas-Greenfield, (Ständige Vertreterin der USA bei den UN) und Christoph Heusgen, (Ständiger Vertreter Deutschlands bei den UN). Ein erstes Podium mit Kenneth Roth (Geschäftsführer HRW) und Agnès Callamard (Generalsekretärin AI) untersucht die Lage in Xinjiang und die Frage, wie die UN darauf reagieren soll. Ein zweites Podium, zusätzlich mit Eva Pils (King’s College London), Fernand de Varennes (UN-Sonderberichterstatter betreffend Minderheiten) und Dolkun Isa (WUC-Präsident), untersucht verstärkt die Beweislage zu Menschenrechtsverstößen in Xinjiang.
- Vorlage:Internetquelle Vgl. auch das Konzeptpapier des Veranstalters: Vorlage:Internetquelle

Hochrangige UN-Veranstaltung, die auf den Aufruf des im August 2022 veröffentlichten OHCHR-Berichts zur Lage der Uiguren in Xinjiang reagiert, dass die Situation „dringende Aufmerksamkeit der Regierung [China], der zwischenstaatlichen Organisationen der Vereinten Nationen und des Menschenrechtssystems sowie der internationalen Gemeinschaft im weiteren Sinne“ erfordere. Die Veranstaltung versammelt offizielle UN-Vertreter, Vertreter der Zivilgesellschaft, Journalisten und Vertreter der uigurischen Gemeinschaft, um die Ergebnisse des OHCHR-Berichts zu diskutieren und zu prüfen, wie die Empfehlungen des OHCHR-Berichts bestmöglich umzusetzen sind. Vorsitz durch Orville Schell (Arthur Ross Director des Center on US-China Relations, Asia Society, New York), mit einleitenden Bemerkungen von Dolkun Isa (World Uyghur Congress), mit Stellungnahmen der Podiumsexperten Fernand de Varennes (UN-Sonderberichterstatter betreffend Minderheiten), Jewher Ilham (Autorin und uigurische Menschenrechtsanwältin), Ziba Murat (uigurische Menschenrechtsanwältin) und Tirana Hassan (Geschäftsleiterin von Human Rights Watch), sowie mit auf jeweils 2 Minuten Länge beschränkten Anmerkungen und Fragen einiger der über 20 teilnehmenden UN-Mitgliedsstaaten (Türkei, USA, Republik Marshallinseln, Albanien, Kanada, Großbritannien, Italien, Luxemburg, Belgien und Neuseeland).
„Uyghur Tribunal“
- Uyghur Tribunal - Delivery Of Uyghur Tribunal Judgment (ENGLISH), YouTube, Live übertragen am 9. Dezember 2021, hochgeladen vom YouTube-Kanal Uyghur Tribunal.